# Episodi di One Piece (ventesima stagione)
Questa lista comprende la ventesima stagione della serie televisiva anime One Piece, prodotta da Toei Animation, diretta da Kōnosuke Uda e tratta dall'omonimo manga di Eiichirō Oda.
La ventesima stagione si intitola Saga del Paese di Wa (ワノ国編?, Wano kuni hen) e raggruppa gli episodi dall'892 alla 1088. Sfuggiti alle grinfie dell'imperatrice Big Mom, Rufy e i suoi compagni si riuniscono agli altri membri della ciurma di Cappello di Paglia nel Paese di Wa, con l'intento di aiutare Momonosuke e i seguaci del defunto Oden, i Foderi Rossi, a riottenere la propria nazione caduta nelle mani di un altro dei quattro imperatori, Kaido.
I 197 episodi e gli 11 speciali sono stati trasmessi in Giappone su Fuji TV dal 7 luglio 2019 al 17 dicembre 2023. Come sigla di apertura sono state adottate il brano Over the Top (オーバーザトップ?, Ōbā Za Toppu), interpretato da Hiroshi Kitadani dall'episodio 892 al 934, DREAMIN' ON dei Da-iCE dall'episodio 935 al 1004, Paint degli I Don't Like Mondays. dall'episodio 1005 al 1073 e Saikō tōtatsu-ten dei SEKAI NO OWARI dall'episodio 1074 al 1088. Dall'episodio 1071 viene reintrodotta la sigla di chiusura con il brano Raise delle Chili Beans. Per l'episodio 1000 viene utilizzata la prima sigla d'apertura della serie, ovvero We Are, ma rifatta con i personaggi di questa saga. Viene pubblicata in streaming sulla piattaforma online Crunchyroll in simulcast sottotitolato in italiano.

## Lista episodi

### Episodi
| Nº   | Titolo italiano Giapponese 「Kanji」 - Rōmaji | In onda           | In onda |
| Nº   | Titolo italiano Giapponese 「Kanji」 - Rōmaji | Giapponese        |         |
| 892  | Il Paese di Wa! Verso il paese dei ciliegi e dei samurai 「ワノ国! 桜舞うサムライの国へ」 - Wano Kuni! Sakuramau samurai no kuni e | 7 luglio 2019     |         |
| 892  | Su indicazione di Kin'emon Franky, Usop, Robin e Zoro si sono infiltrati nel Paese di Wa con identità fittizie: Franky lavora come carpentiere, Usop come venditore ambulante, Robin come geisha e Zoro è un ronin. Zoro viene accusato di essere un assassino, arrestato e costretto dal magistrato a commettere seppuku. Prima che lo porti a termine si rende conto che lo stesso magistrato è il vero assassino e lo uccide con una potente sferzata del coltello datogli per suicidarsi. Nel frattempo Rufy si risveglia da solo sulla spiaggia con la Sunny arenata poco distante e sente un rumore di qualcosa che si avvicina. |                   |         |
| 893  | Appare o-Tama - Rufy vs. l'esercito di Kaido! 「お玉登場 ルフィVSカイドウ軍！」 - o-Tama tōjō - Rufi tai Kaidō-gun! | 14 luglio 2019    |         |
| 893  | Mentre Zoro si sbarazza delle guardie presenti e si dilegua diventando un ricercato, Rufy vede arrivare sulla spiaggia un cane gigante e un babbuino gigante che si fronteggiano. Sulla scena arrivano anche due uomini che attaccano Rufy, ma egli li mette al tappeto con facilità. I due ordinano al babbuino di ucciderlo, ma Rufy usa l'Ambizione per sottometterlo, scoprendo che i due avevano catturato una bambina accusata di essere una sostenitrice del clan Kozuki. Quest'ultima, di nome o-Tama, estrae dalla guancia un dango e lo dà in pasto al babbuino, rendendolo fedele ai suoi comandi. |                   |         |
| 894  | Verrà di certo - La leggenda di Ace nel Paese di Wa! 「必ず来る ワノ国のエース伝説！」 - Kanarazu kuru - Wano Kuni no Ēsu densetsu! | 21 luglio 2019    |         |
| 894  | Dopo avere messo al sicuro la Sunny, o-Tama porta Rufy nella casa dove vive con il suo maestro, il forgiatore di spade Tenguyama Hitetsu, e gli prepara un pasto per ringraziarlo e poi allontanarsi un momento. Hitetsu sopraggiunge subito dopo e attacca Rufy accusandolo di avere mangiato il poco cibo che spettava a o-Tama, ma la bambina interviene per spiegare il malinteso, sentendosi improvvisamente male per avere bevuto l'acqua del fiume. Hitetsu spiega che il fiume è inquinato dalle fabbriche di Kaido e X Drake, ai suoi ordini, poco più di un anno prima distrusse il villaggio. Ora la capitale è l'unico posto che non è una landa desolata, ma i due vivono ancora lì in attesa del ritorno del pirata Ace. Rufy rivela loro che purtroppo aspettano invano poiché Ace è morto e Hitetsu gli spiega che, naufragato sull'isola, Ace li aiutò quattro anni prima durante una carestia. Intanto Basil Hawkins, anch'egli sottoposto di Kaido, si reca ad indagare sui soldati sconfitti da Rufy. |                   |         |
| 895  | Saga speciale! Cidre, il cacciatore di taglie più forte del mondo 「特別編！ 最強の賞金狩りシードル」 - Tokubetsu-hen! Saikyō no shōkin kari Shīdoru | 28 luglio 2019    |         |
| 895  | Il pirata Festa contatta il cacciatore di taglie Cidre, dicendogli che al prossimo Festival dei Pirati saranno presenti Douglas Bullet e Rufy. Cidre ribatte che si sta già occupando di quest'ultimo, infatti i suoi uomini stanno attaccando la Sunny in mezzo al mare usando tecnologie basate sulla carbonatazione. Rufy e la sua ciurma, trovatisi in difficoltà, usano il Coup de Burst per sfuggire all'agguato e raggiungono un'isola vicina per fare rifornimento di cola. Rufy si offre di fare la commissione per avere modo di esplorare l'isola, ricca di sorgenti di acqua gasata; viene indirizzato alla fabbrica di cola, ma gli viene detto che è in mano alla gilda di Cidre. Lungo la strada Rufy viene attaccato nuovamente dai cacciatori di taglie di Cidre e, colpito, finisce in un bagno termale dove incontra Boa Hancock. I due vengono attaccati dai cacciatori di taglie di Cidre capeggiati da Ginger che, messo alle strette dai due, li fa ritirare riempiendo l'aria di anidride carbonica. Rufy e Hancock si dirigono alla fabbrica, dove però vengono fronteggiati da Cidre ed i suoi uomini. |                   |         |
| 896  | Saga speciale! Scontro! Rufy vs. il Re della carbonatazione 「特別編！ 決戦！ルフィVS炭酸王」 - Tokubetsu-hen! Kessen! Rufi tai tansan-ō | 4 agosto 2019     |         |
| 896  | Rufy e Hancock affrontano Cidre e Guarana, venendo poi raggiunti da Ginger e dalle sorelle della piratessa. La gilda di Cidre a quel punto decide di ritirarsi nella fabbrica e, mentre Hancock sconfigge con facilità Ginger e Guarana all'esterno, Rufy raggiunge Cidre all'interno dove ha indossato la sua attrezzatura più forte. Dopo un breve scontro, Rufy prevale sull'avversario e prende l'invito al Festival dei Pirati che aveva con sé. Rufy e la sua ciurma, dopo avere dato appuntamento ad Hancock al Festival dei Pirati, caricano la cola necessaria e vi si dirigono, scoprendo che ci sarà un evento legato al tesoro di Roger. Nel frattempo, Festa pregusta l'inizio del Festival che lo porterà a dominare il mondo, mentre anche le altre Undici Supernove si stanno dirigendo al Festival. |                   |         |
| 897  | Salvare o-Tama - Cappello di Paglia attraversa la landa desolata! 「お玉救え 麦わら荒野を駆ける！」 - o-Tama sukue - Mugiwara kōya o kakeru! | 11 agosto 2019    |         |
| 897  | Rufy prende con sé o-Tama e una spada per andare a cercare un dottore e del cibo. Hitetsu lo avverte che la spada presa è una spada maledetta, la Nidai Kitetsu, ma egli ignora gli avvertimenti. Rufy e o-Tama, in groppa al cane gigante Komachiyo, escono dalla foresta di bambù constatando che c'è una terra desolata abitata da bestie feroci che, bevendo l'acqua inquinata, non possono sfamare o-Tama. Lungo la strada i due s'imbattono in Zoro, che ha appena salvato una donna inseguita da due sottoposti di Kaido. Mentre si aggiornano sui recenti eventi, vengono raggiunti da Hawkins che li riconosce e si appresta ad affrontarli con i suoi uomini. |                   |         |
| 898  | La Star! Entra in scena Hawkins il mago 「真打ち! 魔術師ホーキンス登場」 - Shin'uchi! Majutsushi Hōkinsu tōjō | 18 agosto 2019    |         |
| 898  | Hawkins scatena i suoi sottoposti contro Rufy e Zoro che però li sconfiggono con facilità. Zoro colpisce con un fendente Hawkins alla testa, ma il colpo ferisce un altro subordinato grazie ai poteri del frutto del diavolo Paglia Paglia di Hawkins. Questi, trovandosi in difficoltà, evoca un feticcio gigante e comincia ad estrarre carte per attivare potenti effetti che superano le sue possibilità, ma rischiano anche di svantaggiarlo: la prima carta infatti fa rivoltare un suo subordinato contro gli altri. Intanto Komachiyo, accorgendosi che o-Tama sta peggiorando, prende con sé Rufy e Zoro e fugge dalla battaglia; Hawkins ha nel frattempo estratto una seconda carta e scatena il feticcio gigante contro di loro. |                   |         |
| 899  | Sconfitta inevitabile - Il feroce attacco dello Strawman (uomo di paglia)! 「敗北確定 ストローマンの猛攻！」 - Haiboku kakutei - Sutorō man no mōkō! | 25 agosto 2019    |         |
| 899  | Il feticcio gigante attacca Rufy e gli altri, ma Zoro gli tiene testa e riesce infine a distruggerlo, ferendo di conseguenza Hawkins che però ancora una volta trasferisce i danni sui sottoposti. Hawkins estrae una nuova carta scoprendo che i tre, ormai lontani, verranno aiutati da qualcuno. Rufy e gli altri infatti, raggiunto un bivio, scoprono che O-Tsuru, la donna salvata da Zoro, era rimasta nascosta nella coda di Komachiyo fino ad allora; la donna li invita a raggiungere la sua casa del tè per somministrare a o-Tama un infuso di erbe curativo. Intanto al villaggio di Kuri, la cameriera O-Kiku viene importunata dallo yokozuna Urashima che la esorta a sposarlo, ma vengono interrotti dall'arrivo di Rufy e gli altri. Urashima quindi si allontana e O-Tsuru prepara l'infuso curativo. Intanto poco distante, i pirati Heart avvistano Rufy e Zoro e si apprestano ad avvertire il loro capitano Trafalgar Law. Nel frattempo a Onigashima, Kaido attende in silenzio qualcosa. |                   |         |
| 900  | Il giorno migliore di sempre di o-Tama e la sua zuppa di fagioli rossi 「最高の日 お玉初めてのおしるこ」 - Saikō no hi - o-Tama hajimete no oshiruko | 1º settembre 2019 |         |
| 900  | o-Tama si riprende grazie all'infuso e, vedendola affamata, O-Tsuru le offre da mangiare rendendola felicissima. O-Tsuru poi spiega a Rufy e Zoro, intuendo che siano stranieri, che fino a vent'anni prima il paese era governato dalla famiglia Kozuki e Oden vegliava su di loro dal castello sulla collina poco distante. Ora la città di Kuri è denominata "città degli avanzi" perché sopravvive degli scarti della vicina città di Bakura dove vivono i funzionari del nuovo Shogun, Orochi. Mentre parlano vengono improvvisamente attaccati da un arciere sottoposto di Kaido e, mentre sono impegnati a combatterlo, un altro rapisce o-Tama portandola verso Bakura. |                   |         |
| 901  | Irruzione in territorio nemico - Bakura, il quartiere dove i funzionari spadroneggiano! 「敵陣突入 役人はびこる博羅町!」 - Tekijin totsunyū - Yakunin habikoru Bakura-chō! | 8 settembre 2019  |         |
| 901  | Ostacolati dall'arciere, Rufy e Zoro partono in groppa a Komachiyo per salvare o-Tama, accompagnati da O-Kiku che rivela di essere in realtà un samurai molto informato sugli uomini di Kaido. o-Tama intanto viene condotta da Holdem, un ufficiale di Kaido con una testa di leone senziente sullo stomaco, che la interroga per sapere con quale potere ha ammansito il babbuino staccando una pallina dalla guancia. O-Tama, consapevole che il suo potere farebbe molto comodo al nemico, si rifiuta di parlare e Holdem cerca di costringerla utilizzando delle tenaglie. Nel frattempo Trafalgar Law, allarmato dalla sua ciurma della sortita di Rufy, si appresta a raggiungerlo per fermarlo. Rufy, Zoro e O-Kiku intanto raggiungono le porte di Bakura cercando di oltrepassare le guardie. |                   |         |
| 902  | Entra in scena lo yokozuna - L'invincibile Urashima dà la caccia a O-Kiku! 「横綱登場 お菊狙う無敵の浦島!」 - Yokozuna tōjō - O-Kiku nerau muteki no Urashima! | 15 settembre 2019 |         |
| 902  | Utilizzando l'Ambizione Rufy si sbarazza delle guardie e insieme a Zoro e O-Kiku si avventura in città alla ricerca di o-Tama. I tre giungono ad un ring dove Urashima sta disputando degli incontri di sumo; questi scorge O-Kiku e pensa sia venuta per sposarlo, quindi la fa portare sul ring dai suoi sottoposti. Quando però cerca di baciarla, O-Kiku lo evita e gli taglia i capelli, umiliandolo; furibondo, lo yokozuna si scaglia contro di lei, ma Rufy interviene sul ring e contrasta il colpo di Urashima. |                   |         |
| 903  | Un incontro di sumo decisivo - Cappello di Paglia vs. lo yokozuna più forte di sempre! 「相撲決戦 麦わらVS最強の横綱!」 - Sumō kessen - Mugiwara tai saikyō no yokozuna! | 22 settembre 2019 |         |
| 903  | Rufy affronta Urashima in un incontro di sumo. Dopo avere evitato facilmente i suoi attacchi, lo colpisce con un possente colpo scaraventandolo sulla casa dove Holdem sta cercando di scoprire il potere di o-Tama, distruggendola. Rufy, intanto, affiancato da O-Kiku e da Zoro che viene riconosciuto come l'assassino del magistrato, chiede a gran voce di chiamare il capo della città per avere indietro o-Tama. |                   |         |
| 904  | La rabbia di Rufy - Salvare o-Tama dal pericolo! 「ルフィ激怒 ピンチのお玉を救え!」 - Rufi gekido - Pinchi no o-Tama o sukue! | 29 settembre 2019 |         |
| 904  | Rufy, Zoro e O-Kiku vengono attaccati dai samurai e dagli uomini di Kaido che vengono tuttavia sconfitti con facilità. Intanto una carovana piena di cibo scortata dall'ufficiale Speed si accorge del caos causato in città. Mentre Law e i suoi uomini, giunti in città, si rendono conto che la situazione sta precipitando, Hawkins viene avvertito dai suoi uomini e torna anch'egli in città per affrontare Rufy. Nel frattempo Holdem raggiunge Rufy e minaccia di stritolare o-Tama tra le fauci del leone sulla sua pancia. |                   |         |
| 905  | Al salvataggio di o-Tama - Scontro mortale! Battaglia contro Holdem! 「お玉奪還 激闘! ホールデム戦!」 - o-Tama dakkan - Gekitō! Hōrudemu-sen! | 6 ottobre 2019    |         |
| 905  | O-Kiku mette in guardia Rufy e Zoro che sfidare Holdem significa scatenare l'ira di Jack, spiegando loro che nonostante quanto accaduto a Zo egli è riapparso pochi giorni prima nel paese. Nella zona arriva la carovana di cibo scortata da Speed, perciò Rufy e Zoro decidono comunque di agire: mentre quest'ultimo insieme a O-Kiku affronta le guardie e prende possesso del carro con le provviste, Rufy salva o-Tama dalle fauci del leone e affronta Holdem. Nel frattempo Law intercetta Hawkins sbarrandogli la strada, mentre Rufy, venuto a sapere che Holdem ha fatto del male a o-Tama, lo colpisce con un possente colpo, sconfiggendolo. |                   |         |
| 906  | Duello - Il mago e il chirurgo della morte! 「一騎打ち 魔術師と死の外科医!」 - Ikkiuchi - Majutsushi to shi no gekai! | 13 ottobre 2019   |         |
| 906  | Rufy e o-Tama saltano in groppa a Speed, che la bambina riesce a fare sua servitrice facendole mangiare uno dei suoi dango. I tre fuggono dalla scena e raggiungono Zoro, O-Kiku e Komachiyo che si stanno già allontanando con le provviste. Nel frattempo Law cerca di neutralizzare Hawkins senza rivelarsi, ma i suoi colpi si ripercuotono sui sottoposti e viene riconosciuto dall'avversario. Law si sbarazza degli altri nemici e si scontra con Hawkins, ma il combattimento viene interrotto quando quest'ultimo riceve la notizia che Holdem è stato sconfitto e perciò è stato allertato Jack. Il carro con le provviste irrompe subito dopo sulla scena diretto fuori città, così Law sale a bordo e si rivolge furibondo a Zoro per non avere rispettato il piano. |                   |         |
| 907  | 20º anniversario! Speciale Romance Dawn 「20周年! 特別編ロマンスドーン」 - Nijusshūnen kiken! - Tokubetsu kikaku Romansu Dōn | 20 ottobre 2019   |         |
| 907  | Rufy è un giovane aspirante pirata che sogna di seguire le orme del nonno ed entrare a fare parte dei Piecemain, un gruppo di pirati che disdegna le razzie e a cui interessa solo l'avventura. Rufy s'imbatte nella nave del pirata Spiel l'Esagono che ingenuamente aiuta a catturare Balloon, l'ultimo esemplare di un prezioso animale dai poteri magici. Faccia a faccia con Spiel, Rufy lo deride per il suo aspetto buffo e viene perciò imprigionato con Ann, una giovane ragazza amica di Balloon. Rufy tuttavia ha mangiato da bambino il frutto Gom Gom grazie al quale riesce a fare evadere entrambi; Ann sfida a duello uno dei pirati per salvare Balloon, ma pur uscendo vittoriosa Spiel la colpisce a tradimento. Rufy arriva sul ponte e, attaccato dai pirati, li sconfigge facilmente grazie ai suoi poteri: Spiel tenta la fuga con Balloon, ma viene raggiunto da Rufy che lo sconfigge riportando l'animale ad Ann. Ricordando le parole del nonno sul fatto che il tesoro non è soltanto qualcosa di materiale, Rufy saluta Ann e prosegue nella sua avventura. |                   |         |
| 908  | L'arrivo della nave del tesoro - Rufytaro restituisce il favore! 「宝船到来 ルフィ太郎の恩返し！」 - Takarabune tōrai - Rufitarō no ongaeshi! | 27 ottobre 2019   |         |
| 908  | Rufy e gli altri tornano alla "città degli avanzi", offrendo agli abitanti la grande quantità di cibo rubata a Bakura e sfamandoli. Law fa presente agli altri che si devono allontanare prima di essere raggiunti dagli uomini di Kaido e propone di andare sulla vicina montagna dove si trovano le rovine del castello di Oden. Rufy saluta o-Tama che torna ad Amigasa in groppa a Speed e parte anch'egli insieme a Zoro, O-Kiku e Law. Mentre sono in viaggio, quest'ultimo dice di prepararsi ad incontrare i fantasmi del paese di Wa: tra le rovine ci sono infatti le tombe di Momonosuke, Kin'emon e gli altri servitori di Oden. |                   |         |
| 909  | Lapidi misteriose - Riunione alle rovine del castello di Oden! 「謎の墓標 おでん城跡での再会！」 - Nazo no bohyō - Oden-jō ato de no saikai! | 10 novembre 2019  |         |
| 909  | Zoro rimane indietro ad affrontare una tigre che minaccia il gruppo, mentre Rufy con Law e O-Kiku raggiunge le rovine del castello trovando con stupore le tombe di Momonosuke, Kin'emon e gli altri. Nel frattempo Robin, in incognito come geisha, ascolta il cambiavalute raccontare che venti anni prima, mentre bruciava il castello di Oden, sua moglie profetizzò che i sottoposti del marito, i Nove Foderi Rossi, sarebbero tornati per vendicarsi dopo esattamente vent'anni e perciò lo shogun Orochi è inquieto. Rufy intanto viene raggiunto da Momonosuke, Kin'emon, Sanji e gli altri compagni giunti con lui sulla nave. Kin'emon a questo punto racconta a Rufy e i suoi compagni una sorprendente verità: lui, Momonosuke, Kanjuro, Raizo e O-Kiku arrivano dal passato dal paese di Wa di venti anni prima. |                   |         |
| 910  | Il samurai leggendario - L'uomo ammirato da Roger! 「伝説の侍 ロジャーが惚れた男!」 - Densetsu no samurai - Rojā ga horeta otoko! | 17 novembre 2019  |         |
| 910  | Kin'emon racconta di come Oden, figlio dello shogun Sukiyaki, fu esiliato dalla capitale, ma liberò la regione di Kuri dai banditi che la infestavano portandoli sulla retta via e gli fu dato il titolo di daimyō. Nel frattempo mentre Cane-tempesta ricorda di come lui e Gatto-vipera furono trovati sulla spiaggia da piccoli e salvati da Oden, Zoro sconfigge la tigre e arriva ad un porto. Kin'emon continua il racconto dicendo che venti anni prima Orochi e Kaido presero il potere a Wa e fecero giustiziare Oden accusandolo ingiustamente di essere un criminale. Mentre Cane-tempesta e Gatto-vipera furono catturati dagli uomini di Orochi, Kin'emon, Kanjuro, Raizo e Kiku si fecero strada fino al castello di Oden, trovandolo in fiamme. Lì Toki, moglie di Oden, affidò loro Momonosuke e con i poteri del frutto Toki Toki li trasportò venti anni nel futuro, dove trovarono il paese di Wa radicalmente cambiato, ma con ancora persone pronte a battersi per la famiglia Kozuki. |                   |         |
| 911  | Abbattiamo l'Imperatore - Inizia l'operazione d'invasione segreta 「打倒四皇 極秘討ち入り作戦発動」 - Datō Yonkō - Gokuhi uchiiri sakusen hatsudō | 24 novembre 2019  |         |
| 911  | I fedeli alla famiglia Kozuki dissero che Toki, prima di morire, aveva fatto una profezia secondo cui dopo vent'anni i Kozuki sarebbero tornati per vendicarsi. Così Kin'emon, Momonosuke, Raizo e Kanjuro lasciarono Wa per cercare aiuto presso i visoni di Zo, ma durante la traversata si separarono approdando prima a Dressrosa poi a Punk Hazard, dove le loro strade si intrecciarono con la ciurma di Cappello di Paglia. Terminato il racconto Kin'emon spiega che il loro piano è quello di attaccare la vicina isola di Onigashima, dove risiede Kaido, durante il festival di fuoco, quando Kaido, Orochi e i loro alleati saranno tutti su Onigashima a festeggiare. Egli distribuisce compiti a Rufy e gli altri come già ha fatto con gli altri compagni per prepararsi all'assalto, quindi presenta loro Shinobu, una kunoichi veterana di mezz'età. Egli chiede loro di cercare e portare dalla loro parte anche i tre Foderi Rossi mancanti: Ashura Doji, Kawamatsu e Denjiro. |                   |         |
| 912  | L'uomo più forte - Shutenmaru, il capo dei banditi! 「最強の男 盗賊団棟梁・酒天丸！」 - Saikyō no otoko - Tōzoku-dan tōryō: Shutenmaru! | 1º dicembre 2019  |         |
| 912  | Su domanda di Sanji, Kin'emon spiega che Oden sconfisse Ashura Doji e questi gli giurò fedeltà, ma ora è tornato ad essere un capo dei banditi e si fa chiamare Shutenmaru. Quest'ultimo intanto arriva al villaggio di Kuri per derubare gli abitanti del cibo donato da Rufy, ma viene raggiunto da Jack che gli ricorda che è stato risparmiato perché Kaido vuole che diventi suo sottoposto. Per tutta risposta, Shutenmaru lo attacca e i due iniziano un violento scontro che, improvvisamente, viene interrotto da qualcosa che scende dalle nubi oscure del cielo: Kaido, trasformato in un colossale drago cinese con i suoi poteri, giunge sul posto chiedendo a Jack di portargli Rufy e gli altri. |                   |         |
| 913  | Annientamento totale - Il furioso Boro Breath di Kaido! 「全員消滅 カイドウ怒りのボロブレス！」 - Zen'in shōmetsu - Kaidō ikari no Boro Buresu! | 8 dicembre 2019   |         |
| 913  | Vedendo che minaccia Kuri, Rufy corre incontro a Kaido, seguito da Law che intende evitare che faccia scoprire gli altri e il loro piano. Anche Kin'emon, saputo che sua moglie O-Tsuru si trova lì, vi si dirige seguito da O-Kiku. Intanto Shutenmaru batte in ritirata e Kaido, notandolo, lo segue spargendo distruzione con il solo suo movimento. Hawkins arriva sul posto e gli dice che Rufy e gli altri si nascondono alle rovine del castello di Oden, ignorando che sia la verità. Kaido si avvicina quindi alle rovine e scaglia dalle fauci un raggio devastante che rade al suolo le rovine dove ancora si trovano Sanji e gli altri, lasciando Rufy e gli altri sbigottiti. |                   |         |
| 914  | Finalmente lo scontro - Rufy furioso contro Kaido 「遂に激突 猛攻ルフィVSカイドウ」 - Tsuini gekitotsu - Mōkō Rufi tai Kaidō | 15 dicembre 2019  |         |
| 914  | Furibondo, Rufy si scaglia contro Kaido e gli sferra un potente pugno, scaraventandolo a terra. Mentre questi si rialza, Rufy trova Speed ferita in città che gli racconta che mentre trasportava o-Tama sono state attaccate dallo stesso Kaido. Law li raggiunge cercando di dissuadere Rufy dal farsi notare, ma questi attira l'attenzione dell'imperatore e i due iniziano a combattere: sfruttando la sua agilità, Rufy riesce a evitare gli attacchi e a sferrare all'avversario una serie di colpi. |                   |         |
| 915  | Distruttivo! Un colpo mortale, gli Otto Trigrammi del tuono! 「破壊的！一撃必殺の雷鳴八卦！」 - Hakai-teki! Ichigeki hissatsu no raimei hakke! | 22 dicembre 2019  |         |
| 915  | Rufy riesce a mandare al tappeto Kaido, che riprende però forma umana e si rialza. Rufy attiva quindi il Gear Fourth e riprende a colpirlo, mandandolo di nuovo al tappeto, ma l'imperatore si rialza ancora e colpisce Rufy con la sua mazza chiodata, sconfiggendolo con un solo colpo. Law assiste alla scena e viene intercettato da Hawkins che lo colpisce con un chiodo di agamaltolite, costringendolo a fuggire. |                   |         |
| 916  | L'inferno in Terra - Rufy umiliato nella grande miniera 「生き地獄 ルフィ屈辱の大探掘場」 - Iki-jigoku - Rufi kutsujoku no dai saikutsu-jō | 5 gennaio 2020    |         |
| 916  | Rufy viene catturato mentre O-Kiku torna in cima alla montagna e scopre che Sanji e gli altri sono tutti salvi grazie ai poteri di Shinobu che li ha fatti sprofondare nel terreno evitando l'attacco di Kaido. Nel frattempo, mentre Cane-tempesta e i suoi moschettieri trovano o-Tama ferita portandola in salvo, Franky, Robin, Usop e Zoro vengono a sapere che Rufy è stato sconfitto. Rufy viene condotto nella prigione di Udon dove viene gettato in cella insieme a Kid, anch'egli prigioniero e desideroso di vendetta contro Kaido. |                   |         |
| 917  | La terra sacra in tumulto - L'indomita risata dell'Imperatore Barbanera 「聖地激動 不敵に笑う四皇黒ひげ」 - Seichi gekidō - Futeki ni warau Yonkō Kurohige | 12 gennaio 2020   |         |
| 917  | Sull'isola Kuraigana, Perona legge sui giornali notizie su Moria e decide di lasciare la dimora di Mihawk per andare a cercarlo. Altrove, nel frattempo, Moria attacca con i suoi zombie l'isola dove Barbanera ha la sua base, pretendendo di vedere Absalom, di cui non ha più avuto notizie dopo che è giunto lì. Poco dopo Moria avvista Absalom che lo rassicura, ma subito dopo viene colpito alla sprovvista da un nemico invisibile: Shiryu della Pioggia. Moria riconosce i poteri del suo amico intuendo che i pirati di Barbanera l'abbiano ucciso per rubarglieli: quello che aveva visto poco prima infatti è Catarina Devon, che cambia il suo aspetto grazie ai poteri del suo frutto del diavolo. Barbanera si rivolge quindi a Moria esortandolo ad unirsi a lui e chiedendogli se ha sentito le ultime notizie: durante il Reverie Sabo e i comandanti dell'Armata Rivoluzionaria si sono scontrati con gli ammiragli Fujitora e Ryokugyu per salvare Orso Bartholomew. Nel frattempo si è venuto a sapere che Rufy e altre Supernove sono nel paese di Wa per affrontare Kaido e anche Big Mom si sta dirigendo lì per vendicarsi. Secondo Barbanera quindi si sta per scatenare la guerra che determinerà il nuovo Re dei pirati. |                   |         |
| 918  | Si comincia - Il grande piano per sconfiggere Kaido! 「動き出す 打倒カイドウ大計画！」 - Ugokidasu - Datō Kaidō daikeikaku! | 19 gennaio 2020   |         |
| 918  | Cane-tempesta affronta Shutenmaru nel tentativo di convincerlo a unirsi a loro, ma lo scontro viene interrotto da Kin'emon che cerca di portare entrambi alla ragione. Shutenmaru tuttavia rifiuta la proposta, asserendo di avere giurato fedeltà solo a Oden e non alla famiglia Kozuki. Intanto, mentre Rufy è costretto ai lavori forzati, Sanji s'infiltra tra la popolazione come venditore di soba e legge con Franky e Robin dell'ennesimo omicidio dell'assassino chiamato Kamazo. Nel frattempo Usop e gli altri consegnano ai lealisti dei Kozuki un messaggio in codice per avvisarli del loro assalto a Onigashima. Nami e Shinobu s'infiltrano in una casa per cercare informazioni, ma vengono scoperte. Nel frattempo Jack viene rimproverato dagli altri due ufficiali maggiori di Kaido: King e Queen. |                   |         |
| 919  | Scatenati! I prigionieri Rufy e Kid! 「大暴れ! 囚人ルフィとキッド!」 - Ō-abare! Shūjin Rufi to Kiddo! | 26 gennaio 2020   |         |
| 919  | Nami e Shinobu fuggono con le informazioni scoperte circa un carico di armi. Intanto Rufy e Kid si sfidano ai lavori forzati su chi trasporta il maggior numero di pietre: avendone portate più di 500 a testa, svuotano la scorta di dango che si ottengono come ricompensa, scatenando l'ira del vice carceriere Dobon. Questi, che ha i poteri dello smile dell'ippopotamo, li inghiotte per sbarazzarsi di loro, ma viene malmenato senza sforzo dai due che escono dalla bocca indenni. Le altre guardie, assistendo alla scena, li minacciano dicendo che avendo attaccato un carceriere saranno condannati a morte, ma Kid ribatte stizzito che nessuno ha prove di quanto successo nella bocca dell'ippopotamo e insieme a Rufy si allontana acclamato dagli altri prigionieri. |                   |         |
| 920  | Grande fama! La soba speciale di Sanji! 「大評判！ サンジの十八番そば！」 - Dai hyōban! Sanji no ohako soba! | 2 febbraio 2020   |         |
| 920  | La fama del chiosco di soba di Sanji attira l'attenzione di alcuni membri della yakuza che esigono un pizzo da lui. Quando Sanji si rifiuta, buttano a terra il cibo che stava preparando, scatenando l'ira del cuoco che ne mette facilmente due al tappeto insieme a Franky lasciando scappare il terzo. La lotta ha però fatto scappare tutti i clienti a parte una bambina di nome Toko che ride in continuazione e può finalmente gustare il già famoso piatto. Toko spiega di essere una kamuro, una delle assistenti della cortigiana Komourasaki, la geisha più bella e famosa del paese di Wa; ella passerà fra poco per quella strada e li invita ad assistere alla processione. Robin intanto viene informata dalla sua maestra che ha ricevuto il privilegio di esibirsi a casa dello shogun Orochi. Nel frattempo Rufy è elogiato dai vari prigionieri per avere malmenato il vice carceriere e riceve anche la gratitudine di un anziano prigioniero che ha salvato dalle angherie delle guardie. Intanto Raizo si avvicina segretamente a Rufy informandolo che ha scoperto l'ubicazione della chiave delle sue manette, e che pur essendo ben sorvegliata è sicuro di riuscire a prenderla. |                   |         |
| 921  | Splendida e inarrivabile - Komurasaki, la donna più bella del Paese di Wa 「豪華絢爛 ワノ国一の美女・小紫」 - Gōka kenran - Wano Kuni ichi no bijo: Komurasaki | 9 febbraio 2020   |         |
| 921  | Rufy viene importunato da Caribou che dopo varie avventure nel Nuovo Mondo è stato catturato da Drake ed ora è anch'egli prigioniero a Udon. Egli insiste a chiamare Rufy il suo capo e lo implora di coinvolgerlo nel piano di evasione che sicuramente ha in mente. Nel frattempo Kyoshiro viene a sapere che i suoi scagnozzi sono stati malmenati e ordina di chiamare gli assassini di Queen, poiché lui sta attendendo, come lo Shogun Orochi, l'arrivo della cortigiana Komurasaki a palazzo. Quest'ultima sfila per la capitale acclamata dalla popolazione, tuttavia tre uomini si avvicinano armati con l'intenzione di ucciderla: essi affermano infatti di essere stati ingannati dalla donna che diceva di amarli. Dopo però avere venduto tutti i loro averi per comprarla, Komurasaki si era infatti tenuta i soldi liquidandoli con facilità. I tre uomini vengono fermati dalle guardie che li esiliano dalla città perché ormai indigenti, mentre Komurasaki si allontana commentando il suo disprezzo per gli uomini. |                   |         |
| 922  | Un racconto di nobiltà! Il viaggio di Zoro e Tonoyasu! 「任侠伝！ゾロとトの康二人旅！」 - Ninkyō den! Zoro to Tonoyasu futaritabi! | 16 febbraio 2020  |         |
| 922  | Carrot e Wanda rubano armi e provviste per la battaglia futura e lasciano un biglietto per attirare le ire dello Shogun su Shutenmaru e forzarlo a passare dalla loro parte. Intanto Franky scopre che il carpentiere per cui ha lavorato non ha più i piani della residenza di Kaido che sono passati di proprietà molte volte e sono infine stati rubati da un abitante di Kuri. Nel frattempo Zoro vaga in compagnia di un uomo sempre sorridente chiamato Tonoyasu e dopo avere sconfitto i componenti di una bisca che baravano, si fa restituire i soldi vinti e arriva nei pressi della capitale. Nel frattempo, mentre Orochi contratta col CP0 lo scambio di armi per navi da guerra, Momonosuke parla con o-Tama, dicendole che intende cercare sua sorella Hiyori solo quando sarà tutto finito per non coinvolgerla. |                   |         |
| 923  | Emergenza - Big Mom si avvicina! 「緊急事態 ビッグ・マム大接近！」 - Kinkyū jitai - Biggu Mamu dai sekkin! | 23 febbraio 2020  |         |
| 923  | Zoro e Tonoyasu arrivano al villaggio di Ebisu alla periferia della capitale, dove tutti gli abitanti ridono sempre nonostante soffrano la fame e la povertà. Essi sono al momento entusiasti del fatto che la notte precedente hanno ricevuto del denaro per sfamarsi dal "ragazzo dell'ora del bue", un misterioso benefattore che ruba ai ricchi per dare ai poveri. Intanto Law allerta Sanji che Drake e Page One, due sottoposti d'elite di Kaido, stanno arrivando per affrontarlo. Nel frattempo comincia il banchetto dello Shogun Orochi: Robin durante la festa si dilegua per cercare informazioni, Nami e Shinobu s'infiltrano nella magione del tetto mentre Brook in forma di spirito la esplora trovando dei Poignee Griffe. Intanto Kaido riceve notizia che Big Mom e i suoi figli stanno raggiungendo l'isola a bordo della loro nave e dà ordine di affondarla. |                   |         |
| 924  | Caos nella capitale! Un altro assassino attacca Sanji 「都騒然！ サンジ狙う新たな刺客」 - Miyako sōzen! Sanji nerau aratana shikaku | 15 marzo 2020     |         |
| 924  | La nave di Big Mom supera le difese dell'isola e risale la cascata per accedere al paese di Wa, ma King, trasformato grazie ai suoi poteri in uno pteranodonte, colpisce la nave facendola precipitare e scaraventando Big Mom in acqua. Nel frattempo Page One distrugge tutti i ristoranti di soba per scovare Sanji: questi, che si sta nascondendo insieme a Law, Usop e Franky, quando lo viene a sapere si scaglia contro di lui. Page One allerta i suoi alleati di avere trovato l'obbiettivo e Law chiede a Sanji di fuggire perché non deve farsi riconoscere da Drake o Hawkins, rischiando di rovinare il loro piano. Sanji tuttavia lo rassicura che metterà al tappeto l'avversario e non si farà riconoscere, intendendo usare la Raid Suit del Germa donatagli dalla sua famiglia. |                   |         |
| 925  | Spettacolare! Soba Mask, paladino della giustizia! 「大活躍！正義のおそばマスク！」 - Dai katsuyaku! Seigi no O-Soba Masuku! | 22 marzo 2020     |         |
| 925  | Sanji indossa la Raid Suit e Law riconosce l'uniforme del famoso Stealth Black del Germa. La tuta fornisce a Sanji la capacità di fluttuare, grande resistenza, una velocità straordinaria e la capacità di diventare invisibile riflettendo l'ambiente circostante. Con queste nuove doti Sanji si dimostra nettamente superiore all'avversario e lo mette ripetutamente al tappeto dileguandosi poi nella notte mentre Law, Usop e Franky fuggono verso il villaggio di Ebisu ai margini della capitale. Nel frattempo Robin, mentre cerca informazioni riguardanti i Poignee Griffe nel castello di Orochi, viene sorpresa dagli Oniwabanshū, i ninja della guardia personale dello Shogun. |                   |         |
| 926  | Una situazione disperata - La spaventosa Orochi Oniwabanshū 「絶体絶命 脅威のオロチお庭番衆」 - Zettai zetsumei - Kyōi no Orochi Oniwabanshū | 29 marzo 2020     |         |
| 926  | Robin viene aggredita dai ninja Oniwabanshū, ma il corpo è in realtà un doppione creato coi suoi poteri che le permette quindi di fuggire e allertare i compagni di essere stata scoperta. Robin torna quindi al banchetto per mimetizzarsi e si avvicina ad Orochi, circuendolo per avere informazioni su Onigashima ed essere invitata al festival del fuoco. Nel frattempo a Kuri, Chopper, Momonosuke, O-Kiku e o-Tama trovano Big Mom svenuta sulla spiaggia; mentre discutono sul da farsi, la donna si sveglia e scoprono che ha perso completamente la memoria. |                   |         |
| 927  | Pandemonio! Lo Shogun Orochi, il serpente infuriato 「修羅場！ 恐れる大蛇 将軍オロチ」 - Shuraba! Ikareru daija Shōgun Orochi | 5 aprile 2020     |         |
| 927  | Orochi si rivolge ai presenti dicendo loro di tenersi pronti perché i Foderi Rossi di Oden torneranno per vendicarlo, ma questi borbottano ritenendolo paranoico. O-Toko ride sguaiatamente come al solito e Orochi, pensando lo stia deridendo, la aggredisce. Komurasaki dopo avere tentato di dissuaderlo, schiaffeggia Orochi che, incredulo, si trasforma con i suoi poteri in uno Yamata no Orochi, ordinandogli di implorare per la sua vita. Komurasaki rifiuta sdegnosamente, scatenando le ire dello shogun che attacca alla cieca i presenti e prende tra le sue fauci la donna. Intanto Robin cerca di portare in salvo O-Toko, ma viene intercettata dagli Oniwabanshū. |                   |         |
| 928  | Cade il fiore! Gli ultimi istanti della donna più bella del Paese di Wa 「花散る! ワノ国一の美女の最期」 - Hana chiru! Wano Kuni ichi no bijo no saigo | 12 aprile 2020    |         |
| 928  | Brook sopraggiunge in forma di spirito facendo fuggire terrorizzati gli Oniwabanshū. Nel frattempo Nami e Shinobu vengono scoperte nel sottotetto da un altro ninja che riconosce Shinobu. Quest'ultima fa crollare il soffitto per fuggire, precipitando su Orochi che lascia andare Komurasaki. Tuttavia, Kyoshiro colpisce mortalmente Komurasaki, colpevole di essersi opposta a Orochi. Infuriato per la morte della donna, Orochi si scaglia contro Robin e O-Toko, ma Nami evoca un potente fulmine con l'aiuto di Zeus, permettendo la fuga di tutti. Nel frattempo o-Tama, Momonosuke e Chopper, convincono un'affamata Big Mom ad accompagnarli alla prigione di Udon promettendo che potrà mangiare, con la segreta speranza che li aiuti a liberare Rufy. |                   |         |
| 929  | Il legame dei prigionieri - Rufy e il vecchio Hyō! 「囚人の絆 ルフィとヒョウじい!」 - Shūjin no kizuna - Rufi to Hyōjii! | 19 aprile 2020    |         |
| 929  | Nami, Robin, Brook e Shinobu si rifugiano nella regione nevosa di Ringo dove discutono con Kanjuro quanto accaduto e decidono di tornare alla capitale per verificare la situazione e utilizzare i bagni pubblici. Intanto al largo della costa, i pirati di Big Mom decidono di attendere lo sviluppo degli eventi non potendo avvicinarsi e sapendo che il loro capitano è ancora vivo grazie alla Vivre Card. Nel frattempo alla prigione di Udon, Hyogoro viene preso di mira dal vice direttore Daifugo perché si è accorto che sta mangiando più di quanto si guadagni lavorando, grazie infatti a quanto donatogli da Rufy. |                   |         |
| 930  | La superstar del palcoscenico! - Appare Queen, la pestilenza! 「大看板! 疫災のクイーン現る!」 - Ōkanban! Ekisai no Kuīn arawaru! | 28 giugno 2020    |         |
| 930  | Raizo ruba le chiavi della manette con l'intenzione di liberare Rufy. Quest'ultimo intanto mette al tappeto Daifugo salvando Hyogoro, tenendo testa alle guardie nonostante sia indebolito dalle manette di agalmatolite. Il combattimento viene però interrotto dall'arrivo di Queen che chiede di fare rapporto sulle problematiche insorte, scoprendo che Kid è evaso. Rufy e Hyogoro approfittano della situazione tentando anch'essi la fuga. |                   |         |
| 931  | La scalata - La fuga disperata di Rufy! 「よじ登れ ルフィ決死の逃走劇!」 - Yojinobore - Rufi kesshi no tōsōgeki! | 5 luglio 2020     |         |
| 931  | Rufy e Hyogoro vengono nuovamente catturati, mentre Law, Usop e Franky scoprono che Zoro ha da poco lasciato Ebisu inseguendo qualcuno che gli ha sottratto una spada. Nel frattempo, ai bagni pubblici della capitale, Shinobu racconta a Nami e Robin che un tempo Hyogoro era il capo della Yakuza, ma era al servizio del popolo e alleato di Oden. Hyogoro invece era parte degli Oniwabanshū, ma li lasciò quando essi giurarono fedeltà ad Orochi. Alla prigione intanto Raizo trova in una cella il suo vecchio compagno Kawamatsu, mentre Rufy e Hyogoro vengono condannati all'inferno del sumo: liberati dalle manette, viene loro applicato un collare che li decapiterà se usciranno dal ring, continuando ad affrontare nemici finché non soccomberanno. |                   |         |
| 932  | Fra la vita e la morte - Il sumo infernale di Queen 「生か死か クイーンの大相撲地獄」 - Sei ka shi ka - Kuīn no ōzumō inferuno | 12 luglio 2020    |         |
| 932  | Hawkins e Drake compiono una retata ai bagni pubblici per arrestare i ribelli, sapendoli identificare dal tatuaggio dei Kozuki sulla caviglia. Nami viene riconosciuta da Hawkins, ma improvvisamente appare Sanji nella veste di Stealth Black, suscitando la sorpresa in Basil e Drake che riconoscono l'uniforme del Germa e lo attaccano. Sanji riesce ad evitare i loro attacchi e fugge portando in salvo Nami, Robin e Shinobu, rivelando loro che ha scoperto che i pirati Heart sono stati catturati per tendere una trappola a Law. Intanto alla prigione Rufy inizia a fronteggiare i nemici sul ring, sconfiggendoli con facilità e cercando intanto di migliorare le sue abilità per riuscire a sconfiggere Kaido. Nel frattempo Zoro rintraccia Gyukimaru, il bandito che gli rubato la spada Shusui sostenendo che appartenga a Ryuma. |                   |         |
| 933  | Gyukimaru! Zoro e il duello sul ponte Oihagi 「牛鬼丸！ ゾロおいはぎ橋の決闘」 - Gyūkimaru! Zoro oihagi-bashi no kettō | 19 luglio 2020    |         |
| 933  | Mentre Rufy continua a sconfiggere i suoi sfidanti, Zoro affronta Gyukimaru che gli ribadisce la storia di Ryuma e che la Shusui sia un tesoro nazionale. Lo scontro viene però interrotto dall'arrivo di O-Toko e una rediviva Komurasaki, inseguite da un famigerato assassino chiamato Kamazo. Zoro a quel punto si frappone e inizia a combatterlo, riconoscendo che è un guerriero molto abile. |                   |         |
| 934  | La situazione si capovolge! Lo Stile a Tre Spade trionfa sul pericolo! 「大逆転! 死線を越えた三刀流!」 - Dai-gyakuten! Shisen o koeta santōryū! | 26 luglio 2020    |         |
| 934  | Nella capitale viene data la caccia ai ribelli fedeli ai Kozuki mentre la popolazione si dispera per la morte di Komurasaki. Ad Ebisu Shinobu accusa Law del fatto che la sua ciurma, catturata dal nemico, abbia rivelato il loro piano. Law nega con rabbia questa possibilità, volendo andarli a salvare nonostante il rischio di una trappola, ma la discussione viene interrotta dall'arrivo di Tonoyasu che, decifrato il messaggio, si dice pronto alla battaglia. Nel frattempo, Zoro viene attaccato anche da Gyukimaru mentre fronteggia Kamazo, venendo trafitto da quest'ultimo. Zoro tuttavia sottrae la falce a Kamazo con cui è stato colpito e, utilizzandola come terza spada, lo sconfigge. Ferito però gravemente dal colpo precedente, Zoro perde subito dopo i sensi e viene soccorso da Komurasaki, mentre Gyukimaru si allontana. |                   |         |
| 935  | Zoro resta di sasso! La sconvolgente identità della donna misteriosa 「ゾロ驚愕 衝撃！謎の美女の正体」 - Zoro kyōgaku - Shōgeki! Nazo no bijo no shōtai | 2 agosto 2020     |         |
| 935  | Rufy continua a fronteggiare avversari, evitando i loro attacchi con estrema facilità e spiegando a Hyogoro che sta cercando di trovare un modo di colpirli senza toccarli utilizzando l'Ambizione. Nel frattempo Zoro si risveglia in un rifugio, medicato da Komurasaki e Toko che gli chiedono di rimanere con loro. Komurasaki rivela a Zoro di essere alla ricerca di suo Momonosuke e che il suo nome è in realtà Hiyori. |                   |         |
| 936  | Bisogna imparare - L'ambizione del paese di Wa, il Ryuo! 「会得せよ ワノ国の覇気・流桜!」 - Etoku seyo - Wano Kuni no haki・Ryūō! | 9 agosto 2020     |         |
| 936  | Hiyori spiega che, dopo la morte dei genitori e il viaggio nel tempo di Momonosuke insieme a Kin'emon e gli altri, fu accudita per alcuni anni da Kawamatsu, che però perse di vista. Nel frattempo alla prigione Hyogoro mostra a Rufy di sapere padroneggiare la tecnica dell'Ambizione che quest'ultimo sta cercando di imparare, sconfiggendo un avversario con un solo colpo. |                   |         |
| 937  | Tonoyasu! Il beniamino del quartiere di Ebisu! 「トの康！えびす町一の人気者！」 - Tonoyasu! Ebisu-chō ichi no ninkimono! | 16 agosto 2020    |         |
| 937  | A Ebisu, Tonoyasu si prodiga nell'aiutare tutti gli abitanti e una signora spiega a Nami e Usop che egli dona agli altri tutto il denaro che gli manda la figlia Toko dalla capitale. Intanto alla prigione Rufy chiede a Hyogoro di insegnargli ad utilizzare l'Ambizione come ha appena fatto, continuando a sconfiggere avversari fino a notte inoltrata, senza tuttavia riuscirci. Durante la notte, Rufy spiega a Hyogoro che vuole sconfiggere Kaido e gli altri imperatori per diventare il Re dei pirati. Mentre parlano sopraggiungono Raizo e Caribou: quest'ultimo si pone al servizio di Rufy chiedendo perdono per i loro trascorsi passati. Hyogoro riconosce Raizo e in breve scopre che Momonosuke e i Foderi Rossi sono vivi, così come la ribellione. Ritrovata la speranza della riscossa, informa i presenti che la maggior parte dei prigionieri di Udon sono in realtà prigionieri politici pronti a ribellarsi, compresi i boss della Yakuza fedeli ai Kozuki. Rufy si propone quindi di mettere a soqquadro la prigione per ottenere questi alleati e festeggia mangiando zuppa di fagioli in quantità recuperata da Caribou. |                   |         |
| 938  | Una nazione sconvolta - La vera identità di Ushimitsu Kozo, ladro dal cuore d'oro 「衝撃走る 義賊丑三つ小僧の正体」 - Shōgeki hashiru - Gizoku Ushimitsu Kozō no shōtai | 23 agosto 2020    |         |
| 938  | Tonoyasu viene catturato e confessa di essere il famoso "ragazzo dell'ora del bue", un ladro che ruba ai ricchi per dare ai poveri. Tonoyasu tuttavia viene anche riconosciuto come qualcuno di famoso e condannato per questo a morte da Orochi. Nel frattempo Holdem e i suoi uomini attaccano Shuntenmaru e i suoi banditi, dando fuoco al loro nascondiglio in rappresaglia al furto di cibo e armi. In realtà i responsabili sono i visoni su ordine di Kin'emon, ma essi hanno fatto ricadere la colpa su Shutenmaru per farlo attaccare dagli uomini di Kaido e costringerlo a contrattaccare, passando dalla loro parte. Nel frattempo Brook raggiunge Zoro, Hiyori e Toko raccontando della confusione alla capitale per l'esecuzione di Tonoyasu. Alla notizia Toko comincia a correre verso la capitale, dicendo che l'uomo è suo padre. |                   |         |
| 939  | La corsa disperata della ciurma! Presto, a liberare Tonoyasu 「一味疾る! 救え囚われのトの康」 - Ichimi hashiru! Sukue toraware no Tonoyasu | 30 agosto 2020    |         |
| 939  | Tonoyasu viene legato ad una croce per l'esecuzione pubblica e viene riconosciuto da tutti: egli è Shimotsuki Yasuie, ex Daimyō, alleato e amico di Oden. Oltre a Toko, seguita da Zoro, Brook e Hiyori, anche gli abitanti di Ebisu si precipitano verso la capitale gridando di risparmiare Tonoyasu, sempre ridendo come al loro solito. Anche Nami, Robin, Franky e Usop accorrono insieme agli abitanti di Ebisu, sgombrando loro la strada dai soldati che cercano di fermarli. Nel frattempo Tonoyasu afferma di non essere veramente il "ragazzo dell'ora del bue" e si rivolge ad Orochi accusandolo di avere avvelenato il paese con la sua cupidigia. |                   |         |
| 940  | La furia di Zoro - La verità sugli Smile! 「ゾロの怒り SMILEの真実!」 - Zoro no ikari - Sumairu no shinjitsu! | 6 settembre 2020  |         |
| 940  | Tonoyasu continua il suo discorso e dice che il messaggio cifrato dei ribelli è opera sua e si tratta di un suo scherzo, fatto in ricordo dei Kozuki ormai estinti. Kin'emon e Cane-tempesta, che osservano dagli schermi la scena insieme a Shutenmaru, capiscono che Tonoyasu sta mentendo per coprire il loro piano scoperto dal nemico e ha modificato il messaggio cifrato per dare un nuovo punto d'incontro ai ribelli per la battaglia decisiva. Nel frattempo Orochi arriva al patibolo e spara insieme ai soldati a Tonoyasu, uccidendolo. Toko e gli abitanti di Ebisu arrivano in quel momento e scoppiano a ridere sguaiatamente. Zoro è incredulo a quella reazione, ma Hiyori gli rivela la terribile verità: Toko e gli altri non possono fare altro che ridere in continuazione a causa degli Smile. |                   |         |
| 941  | Le lacrime di Toko! Gli spietati proiettili di Orochi! 「トコの涙! オロチ非情の銃弾!」 - Toko no namida! Orochi hijō no jūdan! | 13 settembre 2020 |         |
| 941  | Sanji, Nami, Usop, Robin e Franky giungono sul luogo dell'esecuzione e anch'essi sono sbalorditi davanti alle risate delle persone. Shinobu spiega loro che Kaido fa mangiare ai suoi sottoposti gli Smile, ma solo il 10% di essi dà realmente poteri: il resto ne ha solo gli svantaggi e come effetto collaterale si è in grado solo di esprimersi ridendo. Orochi ha dato così in pasto gli Smile difettosi agli abitanti di Ebisu che, ignari e affamati, se ne sono cibati e da allora possono solo ridere. Nel frattempo Toko raggiunge il corpo del padre, cercando invano di guarirlo in qualche modo e venendo individuata da Orochi. Quando lo shogun le spara contro, Zoro e Sanji intervengono neutralizzando l'attacco e traendola in salvo. |                   |         |
| 942  | La ciurma interviene! Scontro all'ultimo sangue nella piazza delle esecuzioni 「一味乱入! 騒然！処刑場の激闘」 - Ichimi ran'nyū! Sōzen! Shokei-jō no gekitō | 20 settembre 2020 |         |
| 942  | Zoro attacca Orochi, ma viene fermato da Kyoshiro e i due iniziano a duellare, mentre lo shogun fugge. Sanji cerca di portare via Toko, ma viene attaccato da Drake che si trasforma in allosauro. Franky e il resto della ciurma a quel punto intervengono recuperando il corpo di Tonoyasu e sgominando i soldati dello shogun. Nel frattempo a Udon arrivano in catene Kamazo, reo di avere fallito il compito affidatogli, e Kid. Quest'ultimo chiede al compare, che continua a ridere sguaiatamente, cosa gli sia successo da quando sono stati separati, rivelando che Kamazo è in realtà il suo compagno Killer. |                   |         |
| 943  | La determinazione di Rufy - Vincere il sumo infernale! 「ルフィの決意 破れ大相撲地獄！」 - Rufi no ketsui - Yabure ōzumō inferuno! | 27 settembre 2020 |         |
| 943  | Gli Oniwabanshū giungono sul posto per fronteggiare la ciurma di Cappello di Paglia e Kyoshiro si allontana. Brook interviene terrorizzando nuovamente gli Oniwabanshū con i suoi poteri, mentre Sanji nota che Hiyori è attaccata dai nemici e corre in suo soccorso, ma la ragazza viene salvata prima da Zoro. Intanto Law cerca di salvare i suoi compagni, ma incontra Hawkins che gli rivela di averli presi come suoi feticci: per ucciderlo dovrà quindi uccidere prima loro. Nel frattempo a Udon, Killer e Kid vengono legati a testa in giù e immersi in acqua. Queen decreta che saranno tirati fuori solo quando Hyogoro e Rufy moriranno: quest'ultimo è furioso e sfida Queen a lottare, ma egli ribatte che sono semplicemente condannati a morire. Improvvisamente però, un rumore scuote la cava: Big Mom è arrivata alle porte della prigione. |                   |         |
| 944  | La tempesta è arrivata! Big Mom furibonda! 「嵐到来! 大暴れビッグ・マム！」 - Arashi tōrai! Ō-abare Biggu Mamu! | 4 ottobre 2020    |         |
| 944  | Kin'emon confessa a Shutenmaru di avere causato la ritorsione di Holdem e gli chiede scusa per avere forzato la mano, non comprendendo cosa abbiano passato in questi 20 anni. Nel frattempo a Udon Big Mom fa breccia nel portone e arriva nei pressi del ring, chiedendo a gran voce la zuppa di fagioli rossi che gli ha promesso Chopper. Queen, inizialmente sbalordito, s'infuria pensando che lo stia prendendo in giro essendo il suo piatto preferito, pertanto si trasforma in un gigantesco brachiosauro per fronteggiarla. Big Mom tuttavia ne deduce che abbia lui la zuppa di fagioli e gli balza contro, scaraventandolo al suolo. |                   |         |
| 945  | L'affronto della zuppa di fagioli rossi - Rufy in gravissimo pericolo 「おしるこの恨み ルフィ絶体絶命」 - Oshiruko no urami - Rufi zettai zetsumē | 11 ottobre 2020   |         |
| 945  | Queen si rialza e affronta Big Mom, ma l'imperatrice lo colpisce ripetutamente e lo mette al tappeto. Nella devastazione e nel caos dello scontro, Kid e Killer finiscono fuori dall'acqua, mentre Raizo e Caribou mettono segretamente fuori servizio il sistema di comunicazione della prigione. Big Mom trova la pentola con la zuppa di fagioli, ma si rivela vuota: Rufy commenta ad alta voce che era davvero buona, attirandosi le ire dell'imperatrice che lo attacca, distruggendo il ring. Finito fuori insieme a Hyogoro, Rufy con la forza della disperazione riesce a strappare i due collari esplosivi che indossavano. Se pur ora liberi di fuggire, Hyogoro capisce che la condizione critica ha spinto Rufy a sviluppare il nuovo livello di Ambizione che stava cercando e decide di metterlo alla prova chiedendogli di difenderlo dagli attacchi di Big Mom. |                   |         |
| 946  | L'imperatrice del mare va fermata! Il piano segreto di Queen 「四皇を止めろ！ クイーンの秘策」 - Yonkō o tomero! Kuīn no hisaku | 18 ottobre 2020   |         |
| 946  | Rufy cerca di fermare l'attacco di Big Mom, ma viene scaraventato via insieme a Hyogoro. Quest'ultimo dà gli ultimi consigli a Rufy, poi si separano per sfuggire alla furia di Big Mom. Rufy viene inseguito per tutta la prigione, spargendo distruzione e scompiglio, mentre Queen si riprende e idea un piano per sconfiggere l'imperatrice. Quando Big Mom, dopo avere girato in cerchio per la prigione, torna al punto di partenza, viene attirata da una pentola di zuppa di fagioli. Nel momento in cui l'apre, Queen si scaglia dall'alto contro di lei, sferrandole una poderosa testata: il colpo fa tornare la memoria all'imperatrice. |                   |         |
| 947  | Arma spietata! I proiettili Excite della pestilenza volano verso Rufy 「最凶兵器！ ルフィを狙う疫災弾」 - Saikyō hēki! Rufy o nerau ekisaito dan | 25 ottobre 2020   |         |
| 947  | Big Mom ricorda tutti gli eventi che l'hanno portata lì, ma perde i sensi prima che possa scagliarsi su Queen. Quest'ultimo ordina di incatenarla e di trasportarla verso Onigashima portando via la maggior parte delle guardie. Inoltre dispone subito dopo di sigillare la prigione. A quel punto Rufy esce allo scoperto, pronto a sconfiggere tutte le guardie rimaste, usandole come bersagli di pratica per sviluppare l'Ambizione. Il direttore della prigione Babanuki si rivolge però agli altri prigionieri e li convince a scagliarsi su Rufy. Essi spiegano che anche evadendo non avrebbero nulla per cui combattere, inoltre il vicedirettore Daifugo colpisce alcuni prigionieri con proiettili che li infettano con una malattia letale che si trasmette col contatto. D'un tratto però Kawamatsu, ancora incatenato nella sua cella, esorta Rufy a dire che c'è ancora una chance di sconfiggere Kaido: come rivelato da Babanuki, egli è uno dei Nove Foderi Rossi. |                   |         |
| 948  | Si passa al contrattacco! Rufy e i samurai dei Nove Foderi Rossi! 「反撃開始！ ルフィと赤鞘の侍！」 - Hangeki kaishi! Rufi to Akazaya no samurai! | 1º novembre 2020  |         |
| 948  | Babanuki dà ordine di uccidere Kawamatsu, ma Raizo gli lancia le chiavi delle manette e la sua spada. Kawamatsu quindi si libera e si riunisce a Rufy, Chopper, Hyogoro, Raizo e Kiku. Quest'ultimi rivelano la loro identità a tutti e Kiku indossa la sua maschera venendo riconosciuto come Kikunojo, uno dei Nove Foderi Rossi. Il gruppo sconfigge con facilità le guardie della prigione, ma queste continuano a colpire gli altri prigionieri con i proiettili infettanti. Durante gli scontri, Raizo consegna le chiavi delle manette anche a Kid e Killer. |                   |         |
| 949  | Siamo qui per vincere! L'urlo disperato di Rufy 「勝ちに来た！ ルフィ決死の叫び」 - Kachi ni kita! Rufi kesshi no sakebi | 8 novembre 2020   |         |
| 949  | Rufy e gli altri continuano a combattere le guardie della prigione, ma queste continuano a infettare i prigionieri che, senza speranza, chiedono a Rufy di arrendersi. Egli però si fa infettare di proposito per dimostrare che il virus non è niente e fa un appassionato discorso ai prigionieri perché si stanno accontentando di essere schiavi, mentre lui farà ogni cosa per liberare il paese da Kaido come ha promesso a Tama. Babanuki cerca di sparare un potente proiettile infettante su tutti, ma Rufy lo anticipa e glielo ritorce contro, mandandolo al tappeto. I prigionieri a questo punto si ribellano apertamente e in breve riescono a sopraffare le guardie della prigione. |                   |         |
| 950  | Un sogno da guerrieri! Rufy e la conquista di Udon! 「兵どもが夢! ルフィ兎丼制圧!」 - Tsuwamono-domo ga yume! Rufy Udon sēatsu! | 15 novembre 2020  |         |
| 950  | Kid e Killer lasciano Udon rifiutando l'idea di allearsi con Rufy contro Kaido. Intanto Shutenmaru mostra a Kin'emon e Cane-tempesta un cimitero nel quale giace un gruppo di fedeli dei Kozuki che dieci anni prima, non volendo più attendere un possibile loro ritorno morirono attaccando Onigashima; successivamente conferma di volersi unire a loro. Nel frattempo a Udon, mentre Chopper cerca una cura per il virus utilizzato dai nemici, i prigionieri protestano contro i Foderi Rossi in quanto scoprono che Rufy è un pirata. Quest'ultimo, costringendo Momonosuke ad uscire allo scoperto, consente allo stesso di vincere la tensione iniziale dovuta al peso del suo nome e di fare un appassionato discorso in cui racconta di come Rufy l'abbia aiutato ad arrivare fino a lì, galvanizzando i presenti in vista della battaglia finale contro Kaido. |                   |         |
| 951  | I cacciatori di Orochi! La squadra Ninja contro Zoro 「オロチの追手！ 忍者軍団 VS ゾロ」 - Orochi no otte! Ninja gundan tai Zoro | 22 novembre 2020  |         |
| 951  | Zoro sconfigge i ninja inviati da Orochi, proteggendo ancora una volta Hiyori. Insieme alla ragazza progetta quindi di tornare al ponte dei banditi per recuperare la sua spada mancante. Nel frattempo Sanji e Shinobu scoprono che tutti loro sono ricercati e discutono su come liberare i samurai imprigionati nella capitale, loro preziosi alleati. Intanto, mentre a Udon Rufy e gli altri prigionieri guariscono grazie alla medicina preparata da Chopper, Bepo e i pirati Heart incontrano Nami e le danno il messaggio in codice che Tonoyasu ha modificato prima di essere giustiziato. Law nel frattempo si è fatto catturare da Hawkins per liberare la sua ciurma e viene torturato per estorcergli informazioni. |                   |         |
| 952  | Tensione sull'Isola degli Orchi! Due Imperatori del Mare, faccia a faccia?! 「鬼ヶ島緊迫！ 遭遇！？二人の四皇」 - Onigashima kimpaku! Sōgū!? Futari no Yonkō | 29 novembre 2020  |         |
| 952  | Mentre Franky, Nami e Kanjuro portano il corpo di Tonoyasu a Kuri per il funerale, Shutenmaru mostra a Kin'emon e Cane-tempesta una flotta di imbarcazioni radunate di nascosto nel corso degli anni per trasportare i loro alleati ad Onigashima. Nel frattempo Zoro affronta Gyukimaru a Ringo per recuperare la sua spada Shusui, ma l'avversario rifiuta di consegnarla sostenendo che il furto della stessa avvenuto molti anni prima sia stato l'inizio delle disgrazie del paese di Wa. Kawamatsu sopraggiunge e ferma il combattimento tra i due chiedendo spiegazioni e venendo riconosciuto sia da Hiyori che Gyukimaru. Intanto a Onigashima Big Mom chiede a King di unirsi a lei poiché parte di una razza che si pensava scomparsa, ma egli rifiuta. Kaido arriva sul posto e ordina che Big Mom sia liberata dalle catene, quindi i due cominciano a combattere. |                   |         |
| 953  | La confessione di Hiyori! Ricongiungimento al ponte Oihagi 「日和の告白！ おいはぎ橋の再会」 - Hiyori no kokuhaku! Oihagi bashi no saikai | 6 dicembre 2020   |         |
| 953  | Queen riceve una chiamata da Babanuki che riferisce di avere ristabilito l'ordine alla prigione e di avere nuovamente imprigionato Rufy e Kid. In realtà poco prima, o-Tama gli ha fatto ingerire uno dei dango assicurandosi la sua totale obbedienza. Hyogoro ritrova i quattro boss della yakuza delle varie regioni che, dopo avergli rinnovato la propria lealtà, partono per radunare tutti i ribelli ancora nascosti nel paese. Nel frattempo Shutenmaru consegna a Kin'emon i progetti del palazzo di Kaido a Onigashima, a lungo cercati da Franky, e riceve una chiamata da Raizo che lo informa di tutti i prigionieri liberati pronti a combattere con loro. Raizo però fa presente un importante problema: le armi sono bandite tra la popolazione, quindi dovranno procurarle per tutti i nuovi alleati. Intanto nella regione di Ringo Hiyori riabbraccia Kawamatsu, scusandosi per essere fuggita da lui diversi anni prima: egli infatti si era preso cura di lei dopo la morte dei genitori, ma Hiyori fuggì perché non voleva che morisse di fame dandole tutto il cibo che trovava. Improvvisamente alcuni sottoposti di Kaido sopraggiungono per vendicarsi di Gyukimaru e lo feriscono prima di essere sconfitti da Kawamatsu e Zoro. Sanguinante, Gyukimaru si allontana dimostrandosi commosso di sapere che Kawamatsu è ancora vivo.                                                                                           |                   |         |
| 954  | Il suo nome è Enma! Le celebri spade di Oden! 「その名は閻魔！ おでんの名刀！」 - Sono na wa Enma! Oden no meitō! | 13 dicembre 2020  |         |
| 954  | Zoro insegue Gyukimaru, mentre Kawamatsu racconta a Hiyori di quanto accaduto dopo che si separarono: in quel periodo incontrò nella regione di Ringo la volpe bianca Onimaru, un tempo appartenuta al daimyo Shimotsuki che governava la regione. La volpe difendeva il cimitero di Ringo dai profanatori di tombe che volevano impossessarsi delle spade usate come lapidi. Kawamatsu convinse la volpe della necessità di recuperare le spade per la battaglia contro Kaido che si sarebbe svolta dopo 13 anni, come profetizzato da Toki. I due cominciarono quindi a raccogliere le armi e nasconderle, difendendo al contempo la regione dai banditi usando il nome "Gyukimaru". Tuttavia un giorno Kawamatsu fu catturato mentre cercava di rubare del cibo nella capitale e fu rinchiuso a Udon. Al presente, Kawamatsu e Hiyori raggiungono Zoro che ha seguito le tracce fino al nascondiglio delle armi, dove Kawamatsu si stupisce che la sua opera sia proseguita. Kin'emon lo contatta per aggiornarlo sui recenti eventi e Kawamatsu gli rivela di avere tutte le armi necessarie per i loro alleati. Poco distante, Gyukimaru riprende le sembianze della volpe Onimaru e si allontana felice di avere compiuto il suo dovere. Nel frattempo, Hiyori chiede a Zoro di lasciare la spada Shusui al paese di Wa e in cambio gli darà la spada Enma, appartenuta a suo padre e nota per essere l'arma che ha inferto la cicatrice a Kaido. |                   |         |
| 955  | Nuove alleanze?! L'esercito di Kaido a raccolta 「新たな同盟！？ カイドウ軍大集結」 - Arata na dōmē!? Kaido gun dai shūketsu | 20 dicembre 2020  |         |
| 955  | Hiyori spiega a Zoro che suo padre lasciò a lei e al fratello le sue due spade prima di essere giustiziato. Pertanto ripropone allo spadaccino lo scambio che infine accetta. Nel frattempo Law, libero dalla prigione, sconfigge Hawkins. Quest’ultimo gli racconta come Apoo fosse al servizio di Kaido e li abbia traditi fingendo di stringere un'alleanza con lui e Kid. Imbattutisi in Kaido, lui decise di sottomettersi, mentre Kid combatté fino allo stremo, finendo catturato. Uscendo di prigione, Law si rivolge alla misteriosa figura che lo ha liberato dicendogli che ha il suo appoggio. Intanto Kin'emon raduna i Foderi Rossi e comunica agli alleati la modifica al messaggio compiuta da Tonoyasu e spiega a Nami che ciò cambia il porto di partenza dell'attacco. Nel frattempo, mentre Apoo approda sull'isola insieme ai Numbers, giganteschi guerrieri, Kaido e Big Mom stringono un'alleanza per conquistare il mondo. |                   |         |
| 956  | La grande battaglia si avvicina! La ciurma di Cappello di Paglia è pronta a combattere 「迫る決戦！ 麦わら一味戦闘態勢」 - Semaru kessen! Mugiwara ichimi sentōtaisē | 27 dicembre 2020  |         |
| 956  | Kawamatsu rivela a Kin'emon e gli altri che Hiyori è ancora viva, mentre Hitetsu consegna a Zoro la spada Enma. Questi sperimenta il suo potere tagliando un promontorio con un fendente, ma si rende conto di dovere imparare a domare la spada per non esserne consumato. Inizia così ad allenarsi con essa, mentre Rufy continua a cercare di sviluppare l'Ambizione a Udon. Quando mancano due giorni alla battaglia, Rufy si riunisce ai suoi compagni e dà appuntamento ai Foderi Rossi per il giorno decisivo. Hitetsu intanto rivela a Zoro che la sua spada Wado Ichimonji ed Enma sono state create dalla stessa persona, Shimotsuki Kozaburo, un famoso artigiano che lasciò il paese oltre 50 anni prima. Nel frattempo Orochi riceve un messaggio nel quale scopre che Hiyori è viva e i suoi nemici hanno cambiato il porto della partenza. |                   |         |
| 957  | Grandi notizie! Un avvenimento che scuoterà la Flotta dei Sette 「大ニュース！ 七武海を襲う事件」 - Biggu nyūsu! Shichibukai o osou jiken | 10 gennaio 2021   |         |
| 957  | Sull'isola degli uomini pesce, Nettuno e Garp commentano il risultato del Reverie e quest'ultimo rivela di un incidente accaduto dopo la loro partenza che riguarda il regno di Alabasta. Altrove, mentre la redazione del giornale mondiale è in fibrillazione per quanto accaduto al Reverie, il capo redattore Morgans viene minacciato da un agente del Cipher Pol affinché insabbi alcune notizie, ma egli se ne sbarazza e le pubblica ugualmente. Il mondo viene così sconvolto da due grandi notizie: qualcosa di terribile riguardante Sabo e la decisione di abolire la Flotta dei Sette. Nel paese di Wa intanto Drake contatta segretamente Kobi per scambiare informazioni: essi sono entrambi membri della SWORD, una cellula segreta di agenti della Marina di cui Drake è il capitano. La Marina intanto muove le sue forze con l'intenzione di arrestare i membri della Flotta dei Sette ancora in circolazione: Bagy, Boa Hancock, Drakul Mihawk ed Edward Weeble. |                   |         |
| 958  | Scontro leggendario! Garp e Roger 「伝説の戦い！ ガープとロジャー」 - Densetsu no tatakai! Gāpu to Rojā | 17 gennaio 2021   |         |
| 958  | Fujitora e il Grand'ammiraglio Sakazuki parlando tramite lumacofono commentano le notizie della dissoluzione della Flotta dei Sette e dell'alleanza tra Kaido e Big Mom, citando i pirati Rocks. Al quartier generale della Marina intanto, Sengoku racconta agli ufficiali che i pirati Rocks furono una ciurma capitanata dal pirata omonimo Rocks D. Xebec di cui fecero parte tra gli altri Kaido, Big Mom e Barbabianca. Solo la grande rivalità interna tra i membri impedì loro di dominare il mondo, insieme alla pesante sconfitta subita sull'isola God Valley 38 anni prima: lì furono sconfitti da un'alleanza eccezionale tra il futuro Re dei pirati Gol D. Roger e il viceammiraglio Monkey D. Garp che si guadagnò il titolo di "Eroe della Marina". Dopo che Brandnew espone le esorbitanti taglie dei Quattro Imperatori, insieme a quelle di Roger e Barbabianca, Sakazuki sopraggiunge affermando che non interverranno nel paese di Wa per mancanza di forze. Sengoku tuttavia fa notare come numerosi famosi pirati abbiano a che fare con il paese di Wa e Kozuki Oden. |                   |         |
| 959  | Appuntamento al porto! Inizia il terzo atto della Saga del Paese di Wa 「約束の港！ ワノ国編第三幕開幕」 - Yakusoku no minato! Wano Kuni-hen daisanmaku kaimaku | 24 gennaio 2021   |         |
| 959  | In un flashback di 25 anni prima, Kozuki Oden, sulla nave di Roger, affermò di volere diventare Shogun di Wa per aprire il paese al mondo esterno. Al presente, arriva il giorno decisivo del festival di fuoco e Orochi si reca ad Onigashima. Al porto della partenza tuttavia, Kin'emon, Momonosuke, Shinobu e gli altri Foderi Rossi trovano il mare in tempesta e nessuno dei loro alleati, chiedendosi cosa possa essere successo. Due giorni prima, l'alleanza di samurai, visoni e pirati stava ultimando gli ultimi preparativi, chiedendosi se sarebbero arrivati anche Gatto-vipera e Jinbe di cui non avevano notizie. |                   |         |
| 960  | Il più grande samurai del Paese di Wa! Entra in scena Kozuki Oden 「ワノ国一の侍！ 光月おでん登場」 - Wano Kuni ichi no samurai! Kōzuki Oden tōjō | 31 gennaio 2021   |         |
| 960  | Orochi, la notte prima dell'attacco, fa distruggere i ponti che conducono alla regione del porto dove si sarebbero trovati Kin'emon e gli altri, nonché le navi presenti al porto Itachi e fa lanciare delle bombe sulla Sunny per distruggerla. Al presente, Kin'emon e gli altri Foderi Rossi decidono ugualmente di prendere il mare con un'imbarcazione di fortuna, nonostante le proteste di Momonosuke, convinti che quel giorno sia l'unica possibilità che hanno. Quarantuno anni prima, Kozuki Oden era un giovane scapestrato che sognava di lasciare il paese di Wa per esplorare il mondo esterno. Kin'emon invece era un giovane delinquente e un giorno, origliando una conversazione, rubò ad altri tre furfanti un cucciolo di cinghiale bianco, volendolo vendere nella capitale per denaro. Giunto sul posto, incontrò Denjiro, un altro furfante suo amico, che si allarmò quando vide il cinghiale, raccontandogli che ovunque si fosse trovato quel cucciolo, il colossale cinghiale suo genitore sarebbe arrivato portando distruzione. I due vennero raggiunti da Oden che, avendo ascoltato la storia, chiese loro di dargli il cucciolo. |                   |         |
| 961  | Un'alleanza forgiata fra le fiamme - Oden e Kin'emon 「涙の弟子入り おでんと錦えもん」 - Namida no deshīri - Oden to Kin'emon | 7 febbraio 2021   |         |
| 961  | Il colossale cinghiale bianco attaccò la capitale alla ricerca del suo cucciolo, inghiottendo case e persone. Kin'emon, venuto a sapere che aveva mangiato anche Tsuru, cercò di affrontarlo, ma venne sconfitto. Oden, apprezzando la sua determinazione, si prese la colpa del rapimento del cucciolo e tagliò in due il colossale cinghiale, salvando tutte le persone inghiottite. Per le sue azioni tuttavia Oden fu diseredato dal padre ed esiliato dalla capitale. Kin'emon e Denjiro, estasiati dalla forza di Oden, decisero di seguirlo. Oden viaggiò per il paese di Wa, iniziando a scrivere un diario e raccogliendo altri seguaci che iniziarono a seguirlo per il suo carisma: i fratelli danzatori Izo e Kikunojo, l'ex ninja degli Oniwabanshū Raizo e il furfante Kanjuro che aveva subito persecuzioni. Egli si diresse quindi verso la regione di Kuri, allora una terra senza legge, trovandosi ad affrontare Ashura Doji e i suoi uomini che la dominavano. |                   |         |
| 962  | Un destino mutevole! Sono approdati i pirati di Barbabianca! 「動く運命 漂着! 白ひげ海賊団！」 - Ugoku unmē - Hyōchaku! Shirohige kaizokudan! | 14 febbraio 2021  |         |
| 962  | Oden sconfisse da solo Ashura Doji e i suoi uomini; con il suo carisma radunò tutti i banditi sconfitti sotto la sua guida e con loro ricostruì la regione di Kuri, trasformandola in una terra prospera. Per questa sua impresa, lo shogun Sukiyaki lo riabilitò e nominò daimyō di Kuri. Dopo alcuni anni Oden salvò dal linciaggio, da parte di alcuni uomini, Cane-tempesta, Gatto-vipera e Kawamatsu: i primi due avevano preso il mare diretti a Wa ispirati dai racconti di un'antica alleanza tra i visoni e il clan Kozuki, il terzo era un uomo pesce orfano naufragato per caso e che si autoproclamava un kappa per sfuggire alle persecuzioni. I tre giovani, estremamente grati, così si unirono ai suoi sottoposti più stretti. Oden in seguito rimase a corto di denaro per averli prestati a fondo perduto ad un giovane Orochi, allora un umile servitore, pertanto Kin'emon e gli altri decisero di cercare di rubarli al daimyō Shimotsuki Yasuie, venendo però catturati. Yasuie decise di lasciare loro il denaro, ma li spronò ad istruirsi e migliorarsi, essendo i samurai del futuro shogun di Wa. Così, quando tempo dopo Oden fece visita al padre malato, Kin'emon e gli altri, da giovani sbandati erano diventati distinti e nobili samurai. Lo stesso anno, Barbabianca e la sua ciurma naufragarono sulla spiaggia del paese di Wa, stupiti di trovare una terra abitata in cima ad una cascata.                       |                   |         |
| 963  | La determinazione di Oden! La sfida di Barbabianca! 「おでんの決意! 白ひげの試練！」 - Oden no ketsui! Shirohige no shiren! | 21 febbraio 2021  |         |
| 963  | Saputo dell'approdo dei pirati, Oden si precipitò da loro e ingaggiò un combattimento con Barbabianca, venendo sconfitto. Entusiasta della forza del suo avversario, Oden lo supplicò di prenderlo nella sua ciurma. I due fecero amicizia, ma Barbabianca rifiutò di prenderlo con sé, sia per non volere infrangere la legge che legava Oden al paese di Wa, sia perché aveva già sperimentato nei pirati Rocks una ciurma con membri non inclini a rispettare gli ordini come Oden. Riparata la nave, i pirati ripartirono così nella notte, ma Oden, prevedendo la mossa, si lanciò al loro inseguimento aggrappandosi con una catena alla nave insieme a Izo che cercava inutilmente di dissuaderlo. Quest'ultimo fu subito recuperato, ma Oden venne sfidato da Barbabianca: se fosse rimasto appeso alla catena e trascinato dalla nave per tre giorni, sarebbe potuto entrare nella ciurma. Dopo tre giorni, quando mancava meno di un'ora al termine, Oden sentì però la voce di una ragazza in pericolo, Amatsuki Toki, e lasciò la catena. La ragazza era inseguita su un'isola vicina da alcuni schiavisti e Oden accorse in suo soccorso facendoli fuggire. |                   |         |
| 964  | Il fratello minore di Barbabianca! La grande avventura di Oden! 「白ひげの弟！ おでんの大冒険！」 - Shirohige no otōto! Oden no dai bōken! | 28 febbraio 2021  |         |
| 964  | Barbabianca raggiunse Oden sull'isola e lo invitò sulla sua nave, convinto anche dall'apprezzamento riscosso nella sua ciurma. Oden e Toki salirono così a bordo, scoprendo che oltre a Izo, anche Cane-tempesta e Gatto-vipera si erano intrufolati sulla nave per seguirlo. Nei due anni successivi Oden visse incredibili avventure e Toki diede alla luce il loro primo figlio. Intanto a Wa, la salute dello shogun Sukiyaki stava peggiorando e, in attesa del ritorno di Oden, riferì agli altri daimyo che Orochi sarebbe stato il reggente in caso di sua morte. Altrove nel frattempo, Gol D. Roger, venuto a conoscenza delle imprese di Oden, divenuto ormai un famigerato pirata, decise di volerlo conoscere. |                   |         |
| 965  | Lama contro lama! Roger e Barbabianca! 「交える刃！ ロジャーと白ひげ！」 - Majieru yaiba! Rojā to Shirohige! | 7 marzo 2021      |         |
| 965  | Orochi fu da sempre perseguitato, come tutti i Kurozumi, a causa della cospirazione ordita da suo nonno che avvelenò gli altri Daimyō nel tentativo di diventare shogun. Un giorno Orochi incontrò due anziani che gli raccontarono la storia e lo convinsero a farsi strada per diventare shogun, donandogli tra l’altro anche un frutto del diavolo. Orochi passò così gli anni successivi ad accumulare denaro, rubandolo o chiedendolo in prestito ai Daimyō per i quali lavorava come servitore. Grazie al potere del frutto Mimo-Mimo posseduto da uno dei suoi alleati, Orochi fu introdotto come servitore dello shogun Sukiyaki da un falso Oden e poi fu nominato reggente dello shogunato da un falso Sukiyaki. Poco tempo dopo lo shogun morì portando quindi al potere Orochi. Nel frattempo Oden passò altri due anni sulla nave di Barbabianca ed ebbe una seconda figlia. Un giorno sbarcarono su un'isola e vi trovarono Roger: Oden lo attaccò a testa bassa, venendo respinto con facilità. A quel punto intervenne Barbabianca, che iniziò lo scontro con Roger. |                   |         |
| 966  | Il desiderio di Roger! Un nuovo viaggio 「ロジャーの願い！ 新たな旅立ち」 - Rojā no negai! Aratana tabidachi | 21 marzo 2021     |         |
| 966  | Dopo uno scontro durato tre giorni, le due ciurme banchettarono insieme scambiandosi regali. Roger rivelò a Barbababianca di avere raggiunto Lodestar, l'ultima isola indicata dal Log Pose, scoprendo che per raggiungere la vera ultima isola della Rotta Maggiore è necessario decifrare le coordinate di quattro Poignee Griffe rossi. Dopo avere scoperto che Oden era in grado di decifrarli, implorò Barbabianca di dare il consenso a farlo imbarcare con lui per un anno. Ispirato da quelle rivelazioni, Oden chiese lo stesso al suo capitano, volendo scoprire il segreto di quell'isola e del perché la sua famiglia fosse in grado di leggere quel codice. Seppure contrariato Barbabianca acconsentì, così Oden si unì alla ciurma di Roger insieme a Cane-tempesta e Gatto-vipera, ancora una volta intrufolatisi a bordo. Ben presto, grazie alla sua personalità solare, Oden fece velocemente amicizia anche con i suoi nuovi compagni di viaggio. |                   |         |
| 967  | La scommessa di una vita! L'avventura di Roger 「生涯をかけて！ ロジャーの冒険」 - Shōgai o kakete! Rojā no bōken | 28 marzo 2021     |         |
| 967  | Oden fece nuove avventure sulla nave di Roger, raggiungendo l'isola nel cielo di Skypiea, dove scrisse per lui un messaggio sulla campana d'oro nell'antica lingua e scoprì l'esistenza di Poseidon. Dopo una sosta a Water Seven, per riparare la nave, in cui conobbe un giovane Franky, raggiunsero l'isola degli uomini-pesce dove con Nettuno arrivarono alla conclusione che Poseidon sarebbe stata la figlia del tritone che sarebbe nata, secondo le profezie di Shirley, dopo 10 anni. Lì trovarono anche un Road Poignee Griffe vicino a quello che conteneva la lettera di scuse di Joy Boy. Avendo già sottratto una copia di quello in possesso di Big Mom, alla ciurma non rimaneva quindi che recuperare i due presenti a Zo e Wa. |                   |         |
| 968  | Nasce il Re dei pirati! Approdo sull'ultima isola 「海賊王誕生 到達！"最後の島"」 - Kaizoku ō tanjō - Tōtatsu! "Saigo no shima" | 4 aprile 2021     |         |
| 968  | Quando la ciurma di Roger arrivò nei pressi del paese di Wa, Toki iniziò a sentirsi male e su consiglio del medico Crocus approfittarono per farla scendere a terra insieme ai figli in quella che era comunque la sua destinazione iniziale. Toki insistette perché Oden continuasse a viaggiare per inseguire il suo sogno, così, dopo avere copiato il Road Poignee Griffe e un breve incontro con i suoi sottoposti, Oden si lasciò alle spalle la sua isola, conscio che qualcosa fosse cambiato in sua assenza. Roger e la sua ciurma raggiunsero in seguito Zo, trovando l'ultimo Road Poignee Griffe. Mentre si dirigevano all'ultima isola, Bagy cominciò a sentirsi male e fu costretto a restare a terra con Shanks che si offrì di accudirlo, con la speranza di raggiungere l'ultima isola, in futuro, con la sua nave. Raggiunta l'ultima isola, Roger e la sua ciurma scoprirono la verità sul secolo buio, le armi ancestrali e la D., reagendo con una fragorosa risata. Per questo motivo, battezzarono quell'isola come Laugh Tale. |                   |         |
| 969  | Verso il Paese di Wa! La ciurma di Roger si scioglie 「ワノ国へ！ ロジャー海賊団解散」 - Wano kuni e! Rojā kaizokudan kaisan | 11 aprile 2021    |         |
| 969  | Roger sciolse la sua ciurma e fu il primo a scendere dalla nave. Oden tornò nel paese di Wa e venne ben accolto a Kuri poiché Toki negli anni si era prodigata per la gente. Kin'emon e i Foderi Rossi tuttavia gli comunicarono che alla morte dello Shogun, Orochi divenne reggente e iniziò a comportarsi come un despota, forte della protezione del pirata Kaido. Sei mesi prima, all'ennesimo sopruso, Kin'emon e gli altri tentarono di ribellarsi, ma ci fu immediatamente un attentato a Toki e ai suoi figli. Furibondo per quanto ascoltato, Oden prese le sue spade pronto a fare giustizia. |                   |         |
| 970  | Una triste notizia - L'inizio della grande era dei pirati 「悲しき知らせ 大海賊時代幕開け」 - Kanashiki shirase - Dai kaizoku jidai makuake | 18 aprile 2021    |         |
| 970  | Oden corse alla capitale con l'intenzione di uccidere Orochi, ma arrivato davanti a lui i suoi colpi vennero deflessi da una barriera indistruttibile. I due anziani al suo fianco che spinsero Orochi a farsi strada erano infatti due Kurozumi in possesso di due frutti del diavolo: il Mimo Mimo con cui avevano orchestrato la nomina di Orochi a shogun e il Barri Barri con cui lo proteggevano dagli attacchi. Impossibilitato a risolvere le cose con la violenza, Oden ordinò a Orochi di cedergli lo shogunato, ma questi rifiutò facendo capire che fosse tutto un piano ben orchestrato, compresa la morte prematura del vecchio shogun. Più tardi Oden uscì dal castello e cominciò a ballare in mutande davanti alla folla che fu delusa e furibonda per quel comportamento insensato. Oden cominciò così settimanalmente a ballare in mutande per le strade della capitale, a dispetto delle intemperie, attirandosi sempre di più il disprezzo della folla. Tempo dopo, Oden ricevette la notizia dell'esecuzione di Roger e si ritrovò a correre piangendo sulla spiaggia. |                   |         |
| 971  | Assalto! Oden e i nove Foderi Rossi 「討ち入り！ おでんと赤鞘九人男」 - Uchīri! Oden to akazaya kunin otoko | 25 aprile 2021    |         |
| 971  | Per alcuni anni Oden continuò a ballare settimanalmente, così ormai solo la famiglia e i suoi amici più fedeli lo supportavano, convinti che ci fosse un motivo dietro a tutto. Dopo cinque anni, Oden chiese a Orochi di rispettare la promessa fatta, ma lo shogun disse di non ricordare nulla; inoltre aggiunse di aver arrestato Hyogoro e di aver fatto uccidere sua moglie poiché diventati ingestibili. Furibondo per l'accaduto, Oden e i Foderi Rossi si diressero verso Onigashima per eliminare Kaido e Orochi, ma lungo la strada si trovarono davanti Kaido e il suo esercito. Così, mentre Yasuie proteggeva Toki e i suoi figli, Oden e i Foderi Rossi cominciarono la battaglia contro l'esercito di Kaido. |                   |         |
| 972  | Lo scontro giunge alla fine! Oden vs. Kaido! 「決着の時！ おでんVSカイドウ！」 - Kecchaku no toki! Oden tai Kaidō! | 2 maggio 2021     |         |
| 972  | Oden e i Foderi Rossi si fecero strada sgominando gli uomini di Kaido grazie anche all'aiuto di Shinobu, arrivata per aiutarli. Mentre i Foderi Rossi affrontarono King e Queen, Oden si scontrò con Kaido, infliggendogli una profonda ferita sul petto. Al momento del colpo decisivo, Oden vide Momonosuke poco distante ostaggio del nemico, causandogli una distrazione fatale e venendo sconfitto da Kaido: in realtà ciò che aveva visto era ancora una volta opera dei poteri del frutto Mimo Mimo. Oden e i suoi vennero quindi imprigionati, eccezione fatta per Shinobu che fu disconosciuta da Oden come sua alleata. Pochi giorni dopo, Oden e i Foderi Rossi vennero condannati per ribellione allo shogun ad essere bolliti vivi nell'olio bollente. Il giorno dell'esecuzione, Oden chiese a Kaido una possibilità: sarebbero entrati nel calderone per essere bolliti vivi per un tempo da loro deciso, ma chiunque fosse sopravvissuto per quel periodo, sarebbe stato liberato. |                   |         |
| 973  | Arso vivo nell'olio - La straziante ora di Oden 「釜茹での刑 おでん決死の一時間」 - Kamayude no kē - Oden kesshi no ichijikan | 9 maggio 2021     |         |
| 973  | Kaido accettò la proposta di Oden e fissò il tempo di sopravvivenza a un'ora. Oden entrò quindi nel calderone e, quando i Foderi Rossi fecero per seguirlo, egli si caricò la passerella con loro sopra, tenendoli al sicuro dall'olio bollente. Gli abitanti presenti tuttavia dimostrarono indifferenza verso Oden e questo scatenò la rabbia furibonda di Shinobu. La ragazza rivelò a tutti di essere stata presente quella fatidica notte in cui Oden raggiunse Orochi: lo shogun confessò che la sua scalata al potere era stata fatta per portare alla rovina il paese e vendicarsi delle persecuzioni subite dalla famiglia Kurozumi negli anni. Egli aveva già fatto rapire centinaia di persone che sarebbero state torturate e uccise, quindi fece a Oden una proposta: se lui avesse ballato in mutande per i successivi cinque anni come scusa per le persecuzioni, Orochi e Kaido se ne sarebbero andati risparmiando gli abitanti. Oden aveva accettato salvando così migliaia di persone negli anni. |                   |         |
| 974  | Se non fosse bollito e bollente, non sarebbe Oden 「“煮えてなんぼのおでんに候„」 - “Niete nanbo no Oden ni sōrō„ | 16 maggio 2021    |         |
| 974  | Oden spiegò ai Foderi Rossi che molti anni prima furono i Kozuki a chiudere il paese di Wa al mondo esterno per proteggersi da una grande forza, in attesa della venuta di qualcuno 800 anni dopo. Intanto Oden riuscì a resistere un'ora nel calderone con l'acclamazione della folla presente, tuttavia Orochi disse di avere deciso di tramutare la pena in una fucilazione un minuto prima, cominciando a sparare anche sulla popolazione. Nella confusione, Oden fece fuggire i Foderi Rossi con il suo ultimo ordine: aprire il paese di Wa al mondo esterno. Quindi, accettato il suo destino, diede addio ai suoi cari e morì, ucciso da Kaido. |                   |         |
| 975  | Le fiamme avvolgono il castello! Il destino del clan Kozuki! 「燃える城！ 光月の一族の運命！」 - Moeru shiro! Kōzuki no ichizoku no unmē! | 23 maggio 2021    |         |
| 975  | Toki lesse una lettera di Oden dove le diceva che in caso fosse morto sarebbe dovuta andare vent'anni nel futuro quando una grande guerra avrebbe sconvolto il mondo, il punto nella storia da lei cercato prima di incontrarsi. Intanto i Foderi Rossi, braccati dagli uomini di Kaido, cercarono di raggiungere la famiglia di Oden: Cane-tempesta e Gatto-vipera iniziarono a litigare accusandosi a vicenda e vennero catturati, mentre Ashura Doji e Denjiro rimasero indietro per permettere agli altri la fuga. Nel frattempo il castello di Oden venne dato alle fiamme e Kaido sopraggiunse per uccidere Momonosuke: quando però si trovò davanti un bambino piagnucolone, perse l'interesse e lo lasciò nel castello in fiamme. Più tardi i Foderi Rossi raggiunsero Toki che con i suoi poteri spedì Momonosuke, Kin'emon, Kanjuro, Raizo e Kiku vent'anni nel futuro. Affidò quindi Hiyori a Kawamatsu e fuggì dal castello, proclamando la sua profezia agli abitanti di Kuri: dopo vent'anni i Foderi Rossi sarebbero tornati per portare la vendetta dei Kozuki. Colpita a morte dagli uomini di Kaido, ripensò al fatto di avere deciso di cambiare la destinazione del suo viaggio da 800 anni prima dopo avere incontrato Oden. |                   |         |
| 976  | Si ritorna al presente! Vent'anni più tardi 「再び現在！ 二十年の時をこえて」 - Futatabi genzai! Nijū-nen no toki o koete | 30 maggio 2021    |         |
| 976  | Feriti, ma tutti sopravvissuti, i Foderi Rossi rimasti si nascosero per attendere i vent'anni profetizzati da Toki. Denjiro, furibondo a tal punto da modificare la fisionomia del suo volto, riapparve tempo dopo in pubblico prendendo il nome di Kyoshiro. Con le sue abilità diventò il capo della yakuza e si mise al servizio di Orochi attendendo pazientemente la sua vendetta, mentre la notte divenne il misterioso benefattore chiamato il "ragazzo dell'ora del bue". Tempo dopo incontrò per caso Hiyori, fuggita da Kawamatsu, e si prese cura di lei trasformandola in Komurasaki. Conscio del rischio di stare vicina a Orochi una volta divenuta la famosa cortigiana, la istruì di tenere con sé sempre un sacchetto di sangue in modo da inscenare, come poi accadde, la sua morte. Passati vent'anni, pochi mesi prima degli eventi attuali, Orochi ricevette una lettera dalla sua spia che lo allarmò del ritorno dei Foderi Rossi, di cui essa stessa fa parte. |                   |         |
| 977  | L'oceano è fatto per i pirati! Assalto! Tutti verso l'Isola degli Orchi 「海は海賊！ 討入り！いざ鬼ヶ島」 - Umi wa kaizoku! Uchiiri! Iza Onigashima | 6 giugno 2021     |         |
| 977  | Al presente, Kin'emon e i Foderi Rossi prendono il mare con un'imbarcazione di fortuna. Kiku sostiene che tra di loro c'è sicuramente una spia per cui anche questa volta il nemico conosceva i loro piani. Kanjuro ammette candidamente di essere il traditore e che l'uomo che conoscono non è che una maschera. Anche lui è un Kurozumi che ha subito persecuzioni e il suo unico giovamento è interpretare il personaggio affidatogli da Orochi con cui era disposto a morire insieme agli altri. Kin'emon attacca Kanjuro, ma si rivela essere una copia creata con i suoi poteri: il vero Kanjuro è ancora sulla costa e cattura Momonosuke immobilizzando Shinobu. Intanto tre navi di sottoposti di Kaido intercettano l'imbarcazione dei Foderi Rossi e cominciano a bersagliarla. Improvvisamente però, le navi di Rufy, Law e Kid fanno la loro comparsa, portando in salvo i Foderi Rossi e ingaggiando le navi nemiche. |                   |         |
| 978  | La Peggiore Generazione alla carica! Scontro sul mare in tempesta 「最悪の世代進撃！ 嵐の海の戦い」 - Saiaku no sedai shingeki! Arashi no umi no tatakai | 13 giugno 2021    |         |
| 978  | Le ciurme di Rufy e Law respingono gli attacchi nemici, chiedendosi dove siano i loro alleati. Kanjuro e gli uomini di Kaido si beffano di loro dicendo che la notte precedente hanno affondato le navi e distrutto i ponti, impedendo ai loro alleati di raggiungerli. Rufy, Law e Kid non si perdono d'animo e attaccano una delle corazzate nemiche, distruggendola con facilità. Mentre litigano su chi debba distruggere le altre, arriva sul posto Kyoshiro con i suoi uomini e, sorprendendo tutti, taglia in due un'altra delle navi di Kaido. |                   |         |
| 979  | Un colpo di fortuna?! Il piano di Kin'emon, il capo 「強運！？ リーダー錦えもんの一計」 - Kyōun!? Rīdā Kin'emon no ikkē | 20 giugno 2021    |         |
| 979  | Kyoshiro rivela ai compagni di essere Denjiro, portando con sé gli uomini del suo clan e i samurai che erano stati arrestati preventivamente. La sua nave è seguita anche da tutti gli alleati raccolti da Kin'emon e gli altri, che non sono stati interessati dai sabotaggi degli uomini di Orochi. Denjiro loda infatti Kin'emon per avere di proposito sbagliato ad interpretare il messaggio modificato da Yasuie prima di morire, così da ingannare il traditore: in realtà egli ha per davvero sbagliato l'interpretazione, commentando di avere avuto un incredibile colpo di fortuna. Nel frattempo Kawamatsu torna velocemente a riva e attacca Kanjuro, che però fugge con Momonosuke volando via con un volatile creato con i suoi poteri. |                   |         |
| 980  | Una promessa fra le lacrime! Il rapimento di Momonosuke 「涙の約束！ さらわれたモモの助」 - Namida no yakusoku! Sarawareta Momonosuke | 27 giugno 2021    |         |
| 980  | Usop e Sanji cercano di fermare Kanjuro, ma egli crea una nuvola di inchiostro che rovescia una pioggia di frecce sulla flotta, coprendosi la fuga. Momonosuke inizialmente è disperato, ma ricordando le parole di Rufy grida a tutti di non pensare a lui e di sconfiggere Kaido e Orochi. Rufy, apprezzando il suo coraggio, gli promette che arriverà per salvarlo. Nel frattempo l'ultima nave nemica si allontana verso Onigashima e comincia a bersagliare le navi dei samurai con dei cannoni a lunga distanza. Mentre la flotta cerca di accorciare la distanza per ingaggiarla, la nave viene improvvisamente distrutta da qualcuno che emerge dall'acqua: quando si avvicinano, scoprono che è opera di Jinbe, tornato come promesso per unirsi alla ciurma di Cappello di Paglia. |                   |         |
| 981  | Un nuovo compagno! Jinbe, il cavaliere del mare! 「新たな仲間！ 海侠のジンべエ！」 - Arata na nakama! Kaikyō no Jinbē! | 4 luglio 2021     |         |
| 981  | I Foderi Rossi modificano il loro piano d'attacco, verosimilmente noto al nemico, su suggerimento di Trafalgar Law. Consci che Rufy e Kid vorranno attaccare frontalmente, samurai e visoni aggireranno l'ingresso principale, mentre Law trasporterà i Foderi Rossi all'ingresso posteriore, dove intendono cogliere di sorpresa Kaido per sconfiggerlo. Nel frattempo Rufy e la sua ciurma attaccano l'ingresso principale, evitando il fuoco dei cannoni grazie alle abilità al timone di Jinbe, e affrontano i soldati di guardia. |                   |         |
| 982  | L'asso nella manica di Kaido - Entrano in scena i Sei Compagni Volanti 「カイドウの切り札 飛び六胞登場」 - Kaidō no kirifuda - Tobi Roppō tōjō | 11 luglio 2021    |         |
| 982  | Kaido si lamenta della mancata presenza di suo figlio al banchetto e si appresta a ricevere i Sei Compagni Volanti, gli ufficiali di maggiore rilievo dopo Jack, King e Queen. Nel frattempo quest'ultimo dà inizio alla grande festa nella sala principale di Onigashima tra i seguaci di Kaido e Orochi. Intanto Law, Kin'emon e tutti gli altri raggiungono l'ingresso principale e scoprono che Rufy e la sua ciurma hanno già raso al suolo la fortezza a difesa dell'isola: galvanizzati da questa prima vittoria, si lanciano all'attacco per sbarcare sull'isola. Rufy e la sua ciurma, che stavano per brindare all'ingresso in ciurma di Jinbe, decidono di posticiparlo volendo festeggiare con tutti gli altri dopo la sconfitta di Kaido e Orochi. |                   |         |
| 983  | La serietà dei samurai! La ciurma approda sull'Isola degli Orchi 「侍たちの本気！ 一味鬼ヶ島上陸」 - Samurai-tachi no honki! Ichimi Onigashima jōriku | 18 luglio 2021    |         |
| 983  | Law con alcuni dei Foderi Rossi si dirige verso l'ingresso posteriore utilizzando il suo sottomarino per superare le correnti marine. Intanto Kin'emon e Denjiro sbarcano all'ingresso principale con tutti gli altri samurai, affondando le proprie navi poiché per loro non esiste l'idea di fuga o ritirata. Utilizzando i poteri del suo frutto del diavolo, Kin'emon cambia gli abiti di tutti i samurai e delle ciurme di Rufy e Kid, dando loro l'aspetto di sottoposti di Kaido per facilitare l'infiltrazione. |                   |         |
| 984  | Rufy accecato dall'ira?! Infiltrazione al banchetto di Kaido 「ルフィ暴走！？ 潜入カイドウの宴」 - Rufi bōsō!? Sennyū Kaidō no utage | 25 luglio 2021    |         |
| 984  | Kin'emon e Denjiro guidano i samurai per aggirare i nemici su entrambi i lati, mentre Kid e la sua ciurma entrano dall'ingresso principale non essendo interessati al loro piano, seguiti da Rufy e Zoro che intendono fermarli prima che compromettano le cose. Franky intanto estrae dalla nave il Brachio Tank e la Black Rhino, con cui la ciurma intende procedere all'attacco. Nel frattempo Rufy e Zoro, arrivati nella sala principale, assistono allo spreco di cibo e bevande da parte degli uomini di Kaido che per di più deridono gli affamati abitanti di Wa: di fronte a ciò, entrambi non possono più restare a guardare. |                   |         |
| 985  | Ripensando a o-Tama - L'assalto furioso di Rufy 「お玉への思い ルフィ怒りの一撃」 - o-Tama e no omoi - Rufi ikari no ichigeki | 1º agosto 2021    |         |
| 985  | I Sei Compagni Volanti vengono ricevuti da Kaido che affida loro il compito di trovare il proprio figlio Yamato, sul quale egli intende fare un annuncio più tardi. Chi lo troverà potrà sfidare una delle tre Star di prima classe e prendere il suo posto. Nel frattempo Rufy dà sfogo alla sua frustrazione sui sottoposti di Kaido che stavano sprecando il cibo, creando scompiglio. Zoro lo raggiunge facendosi largo tra altri sottoposti e chiedendogli perché si sia fatto scoprire. Quando Rufy si giustifica dicendo che stavano sprecando cibo, egli ribatte dandogli ragione. |                   |         |
| 986  | Musica da combattimento! Un potere in grado di ferire Rufy! 「戦う音楽！ ルフィを襲う能力！」 - Tatakau myūjikku! Rufi o osou nōryoku! | 8 agosto 2021     |         |
| 986  | Rufy e Zoro si scatenano affrontando gli innumerevoli sottoposti di Kaido. Accortosi di loro, Queen ordina a tutti i presenti di catturarli promettendo come ricompensa il posto di uno dei Sei Compagni Volanti di cui intende liberarsi il giorno stesso. Apoo attacca Rufy e Zoro con i suoi poteri dalla lunga distanza, i quali non capiscono inizialmente da dove provengano gli attacchi. Kid, accortosi della presenza di Apoo e nutrendo verso di lui rancore per il tradimento della loro alleanza, esce anch'egli allo scoperto colpendolo con un poderoso pugno metallico. |                   |         |
| 987  | Un sogno infranto?! Una trappola attira Sanji! 「夢やぶれる！？ サンジを誘う罠！」 - Yume yabureru!? Sanji o izanau wana! | 15 agosto 2021    |         |
| 987  | Kid e la sua ciurma cominciano ad affrontare gli uomini di Kaido, quando vengono raggiunti da Rufy e Zoro che ricordano loro che l'obbiettivo è Kaido. Attaccati nuovamente dai poteri di Apoo, Killer rivela che è sufficiente tapparsi le orecchie per non sentirlo ed evitarne gli effetti. Nel frattempo Kin'emon e il suo gruppo raggiungono il quartiere a luci rosse non presente sui vecchi progetti che avevano. Sanji si precipita all'interno, ma esce scoraggiato poco dopo avendolo trovato vuoto: gli occupanti sono infatti stati attirati dall'attacco di Rufy e Kid, così il gruppo di Kin'emon procede indisturbato. Nel frattempo Who's Who si chiede di quale dei Sei Compagni Volanti voglia liberarsi Queen, commentando che anche lui vuole fare lo stesso. |                   |         |
| 988  | Arrivano i rinforzi! Il comandante dei Pirati di Barbabianca! 「援軍到着！ 白ひげ海賊団隊長！」 - Engun tōchaku! Shirohige kaizokudan taichō! | 22 agosto 2021    |         |
| 988  | Kin'emon e il suo gruppo attraversano il pontile del quartiere a luci rosse, quando scorgono un'ombra: tutti fanno in tempo a nascondersi meno Chopper con il Brachio Tank che si trova faccia a faccia con Big Mom. Intanto la ciurma di quest'ultima sta risalendo nuovamente la cascata per raggiungere il paese di Wa, ma vengono nuovamente fatti precipitare di sotto da Marco, arrivato sull'isola insieme a Gatto-vipera e i suoi seguaci. Nel frattempo Kaido e Orochi discutono di Kanjuro chiedendosi se sia a conoscenza di qualche segreto su Raftel confidatogli da Oden. In quel mentre Kanjuro stesso arriva da loro con Momonosuke, dopo essersi fatto strada con la forza tra gli uomini di Kaido che lo credevano un nemico. Intanto Rufy e Zoro si perdono e si separano mentre cercano di raggiungere Kaido, continuando ad affrontare i suoi sottoposti. |                   |         |
| 989  | Un patto fra uomini! Il feroce attacco del Brachio Tank 「漢の誓い！ 激闘ブラキオタンク」 - Otoko no chikai! Gekitō Burakio Tanku | 29 agosto 2021    |         |
| 989  | Big Mom riconosce Chopper e insegue il Brachio Tank che fugge con lui e Usop a bordo. Kanjuro allarma Orochi e Kaido che il piano per sabotare l'attacco dei Foderi Rossi è fallito e Fukurokuju conferma che Rufy e altri pirati sono stati avvistati nella sala principale, tuttavia rassicura Orochi che, essendo tutte le loro forze sull'isola, si trova nel posto più sicuro possibile. Nel frattempo Gatto-vipera, Marco e Izo si stanno dirigendo verso Onigashima elaborando un piano d'attacco. Denjiro e il suo gruppo intanto s'imbattono in Sasaki che, conoscendo Kyoshiro, abbassa la guardia e viene perciò catturato e incatenato con delle manette di agalmatolite. Nel frattempo Kin'emon e gli altri proseguono nel loro attacco, mentre Nami, Carrot e Shinobu vengono raggiunti da Prometheus. Altrove, Ulti e Page One si imbattono per caso in Rufy mentre sono alla ricerca del figlio di Kaido. |                   |         |
| 990  | Otto Trigrammi del Tuono! Ecco che arriva il figlio di Kaido 「雷鳴八卦！ 登場カイドウの息子」 - Raimei Hakke! Tōjō Kaidō no musuko | 5 settembre 2021  |         |
| 990  | Ulti attacca Rufy e, accortasi della sua forza, lei e Page One si trasformano in dinosauri grazie ai loro frutti del diavolo. Rufy riesce a mettere al tappeto Page One, ma viene bloccato in lotta da Ulti: prima che riesca a liberarsi, un misterioso individuo mascherato sopraggiunge abbattendo Ulti con la sua mazza. L'individuo si rivolge a Rufy per confermare la sua identità, quindi felice lo afferra e fugge con lui inseguiti dai nemici. Mentre corrono spiega di chiamarsi Yamato ed essere il figlio di Kaido. |                   |         |
| 991  | Nemici o alleati? Rufy e Yamato 「敵か？味方か？ ルフィとヤマト」 - Teki ka? Mikata ka? Rufi to Yamato | 12 settembre 2021 |         |
| 991  | Big Mom abbandona la caccia al Brachio Tank quando viene avvisata da Prometheus che ha trovato Zeus in compagnia di Nami. Robin e Jinbe intanto raggiungono il palco principale, mischiandosi tra i nemici insieme ai samurai, quando Orochi mostra a tutti il patibolo allestito con Momonosuke annunciando la sua esecuzione. Mentre Zoro continua a farsi largo tra i nemici, Yamato spiega a Rufy che deve parlargli in privato. Quest'ultimo risponde che non ha tempo e lo attacca dicendogli di togliersi di mezzo: Yamato para i suoi colpi, pensando che gli ricordano il suo incontro con Ace. |                   |         |
| 992  | Voglio diventare Oden - Il desiderio di Yamato 「おでんになりたい ヤマトの思い」 - Oden ni naritai - Yamato no omoi | 19 settembre 2021 |         |
| 992  | Il sottomarino di Law raggiunge il retro dell'isola ed egli trasporta i Foderi Rossi all'ingresso posteriore, dove vengono raggiunti anche da Gatto-vipera e Izo, mentre Marco decide di controllare una strana sagoma avvistata in mare. Nel frattempo Kaido raggiunge il palco riunendosi ad Orochi e ai tre Flagelli, annunciando il suo progetto di "Nuova Onigashima". Intanto Rufy concede cinque minuti a Yamato e i due si rifugiano in un sottotetto per parlare. Yamato afferma che avere assistito all'esecuzione di Oden l'ha profondamente segnato e in seguito ha trovato il suo diario, leggendo delle sue avventure e decidendo di diventare lui e realizzare il suo sogno. Si toglie quindi la maschera, rivelando di essere una donna e che Rufy gli ricorda Ace. |                   |         |
| 993  | Esplosivo!? Le manette che imprigionano Yamato! 「爆発！？ ヤマトの自由を縛る錠！」 - Bakuhatsu!? Yamato no jiyū o shibaru jō! | 26 settembre 2021 |         |
| 993  | I Foderi Rossi affrontano Kanjuro e alcuni uomini di Kaido all'ingresso posteriore, così Kiku ha la conferma che Kanjuro ha sempre finto, recitando una parte. Nel frattempo Yamato spiega a Rufy che avrebbe voluto prendere il mare e vorrebbe unirsi alla sua ciurma, ma gli è impedito dalle manette esplosive che indossa: Rufy propone quindi di toglierle. Intanto Kaido prosegue il suo discorso che viene trasmesso in tutta l'isola, annunciando l'alleanza con i pirati di Big Mom. Quest'ultima fa l'ingresso nel palco principale dopo avere catturato Nami, Carrot e Zeus. |                   |         |
| 994  | Duello fra Foderi Rossi- Kikunojō vs. Kanjūrō 「赤鞘一騎打ち 菊之丞VSカン十郎」 - Akazaya ikkiuchi - Kikunojō tai Kanjūrō | 3 ottobre 2021    |         |
| 994  | Kaido annuncia che con Big Mom intende conquistare lo One Piece e le Armi Ancestrali, creando un mondo di violenza. Wa sarà trasformato in un paese senza legge per i pirati, schiavizzando gli abitanti per produrre ancora più armi nelle fabbriche. Quando Orochi si oppone rivendicando il controllo di Wa e il suo diritto di vendetta, Kaido lo decapita commentando che non gli è più utile nello sconcerto generale. Rufy vede il discorso attraverso gli schermi e cerca di raggiungere la sala principale per salvare Momonosuke, chiedendo aiuto a Yamato. Nel frattempo Kiku affronta Kanjuro in duello mentre questi continua a prendersi gioco dei suoi sentimenti. Alla fine Kiku lo sconfigge e i Foderi Rossi si riuniscono anche a Kin'emon e Denjiro, pronti a dare l'assalto a Kaido. Intanto quest'ultimo concede un ultimatum ai sottoposti di Orochi: diventare pirati al suo servizio o affrontare i pirati delle Cento Bestie seduta stante. Egli spiega che intende scatenare una guerra mondiale, trasferire Onigashima alla capitale di Wa e nominare suo figlio Yamato come nuovo Shogun. |                   |         |
| 995  | Assalto! I nuovi portatori del volere di Oden 「討入り！ 受け継ぐおでんの意思」 - Uchiiri! Uketsugu Oden no ishi | 10 ottobre 2021   |         |
| 995  | I samurai e i ninja di Wa si affrettano loro malgrado a proclamarsi fedeli a Kaido. Quest'ultimo chiede a Momonosuke il suo nome e se è veramente figlio di Oden e il ragazzo, in un impeto di coraggio, proclama il suo nome e che un giorno sarà lo shogun di Wa. Nel frattempo nel mare intorno a Onigashima Marco si scontra con Perospero che tuttavia dichiara di essere nemico di Kaido, pertanto fa una proposta all'avversario. Intanto Rufy toglie le manette a Yamato e l'esplosione che ne scaturisce scaraventa i due nella sala principale. Furibonda, Yamato fa per lanciarsi contro il padre, ma viene fermata da Rufy che commenta che sono arrivati giusto in tempo: i Foderi Rossi fanno improvvisamente irruzione alle spalle di Kaido e si lanciano contro di lui, scaraventandolo oltre la balaustra e facendogli rivivere l'ultimo colpo ricevuto da Oden. |                   |         |
| 996  | Tumulto sull'Isola degli Orchi - Rufy all'assalto, lotta senza quartiere 「鬼ヶ島激動 ルフィ全面戦争開始」 - Onigashima gekidō - Rufi zenmen sensō kaishi | 24 ottobre 2021   |         |
| 996  | I samurai escono allo scoperto e affrontano i sottoposti di Kaido mentre Big Mom, accortasi di Rufy, ingaggia un combattimento con lui. Nella confusione Nami e Carrot si liberano riappropriandosi di Zeus, mentre Shinobu cerca un modo per salvare Momonosuke. Nel frattempo Kaido si rialza dicendosi sorpreso del piano e delle alleanze dei Foderi Rossi, commentando tuttavia che è sicuro che Rufy li tradirà essendo un pirata. |                   |         |
| 997  | Scontro al chiaro di luna - Il guerriero impazzito, "Sulong", il Leone della Luna 「月下の戦い 狂戦士"月の獅子"」 - Gekka no tatakai - Kyōsenshi "Sūron" | 31 ottobre 2021   |         |
| 997  | Queen riceve rapporti da tutta l'isola di un attacco a sorpresa da parte dei samurai e della presenza di molteplici pirati nemici, tra i quali anche Marco e Perospero tra loro alleati. Allerta dunque tutti i sottoposti, ordinando loro di imbracciare le armi. Nel frattempo Kaido si trasforma in drago e vola verso il tetto della cupola, seguito dai Foderi Rossi che si aggrappano a lui. Giunti sul tetto, la tribù dei visoni arriva sul posto e affronta Jack e altri sottoposti arrivati per aiutare Kaido, utilizzando la luna piena per trasformarsi in Sulong. |                   |         |
| 998  | Il tradimento di Zeus?! Nami messa alle strette! 「ゼウスの反逆！？ ナミ絶体絶命！」 - Zeusu no hangyaku!? Nami zettai zetsumē! | 7 novembre 2021   |         |
| 998  | Shinobu cerca di liberare Momonosuke approfittando della confusione, ma viene scoperta da King che la scaglia via. Sanji, invisibile grazie alla Raid Suit, riesce però a liberarlo e lo affida a Shinobu quando viene attaccato da King che lo colpisce con un potente attacco. Rufy chiede a Yamato di occuparsi di Momonosuke volendo aiutare Sanji, ma viene nuovamente attaccato da Big Mom. Quest'ultima si accorge della mancanza di Zeus e lo riacciuffa, ordinandogli di uccidere Nami per farsi perdonare. Prima che possa farlo, Franky e Brook arrivano sul posto colpendo Big Mom e Zeus, interrompendo l'attacco. |                   |         |
| 999  | Ti proteggerò - Yamato incontra Momonosuke 「君を守る 邂逅ヤマトとモモの助」 - Kimi o mamoru - Kaikō Yamato to Momonosuke | 14 novembre 2021  |         |
| 999  | Yamato raggiunge Shinobu e Momonosuke che vengono rassicurati da Rufy, diretto sul tetto, sul fatto che sia un alleato. Yamato però afferma di essere Kozuki Oden, causando la loro diffidenza. Nel frattempo nella stanza fanno il loro ingresso tre dei Numbers, che hanno catturato il Brachio Tank. Franky spara il suo raggio laser contro di loro per liberarlo e, quando Big Mom ne approfitta per colpirlo di sorpresa, Jinbe e Robin con un attacco combinato la scagliano lontano. A quel punto, Franky contatta Usop e Chopper nel Brachio Tank dicendo loro che è tempo di unire le due parti del Generale Franky. |                   |         |
| 1000 | Una potenza schiacciante! La ciurma di Cappello di Paglia al gran completo 「圧倒的戦力！ 麦わらの一味集結」 - Attōteki senryoku! Mugiwara no ichimi shūketsu | 21 novembre 2021  |         |
| 1000 | Mentre Sasaki viene liberato dai suoi alleati, sul tetto infuria la battaglia tra i visoni e i sottoposti di Kaido: Gatto-vipera e Cane-tempesta si trasformano in Sulong e si scagliano contro Jack. Nel frattempo Rufy e Zoro cercano di raggiungere il tetto attraverso il buco lasciato da Kaido, ma vengono fermati da Queen che li scaglia nuovamente a terra, mentre Franky assembla il Generale Franky e abbatte uno dei Numbers. L'intera ciurma di Cappello di Paglia si riunisce così nella sala principale, dando sfoggio delle proprie abilità. Assistendo a ciò, Hyogoro commenta che, nonostante l'inferiorità numerica, pensa che non perderanno la battaglia. |                   |         |
| 1001 | Un invito pericoloso! Il piano per eliminare Queen 「危険な誘い！ クイーン抹殺計画」 - Kiken na sasoi! Kuīn massatsu keikaku | 28 novembre 2021  |         |
| 1001 | King contatta i Sei Compagni Volanti ordinando loro di sospendere le rivalità interne per affrontare i nemici. Who's Who tuttavia fa intendere a Drake che vuole eliminare Queen approfittando del trambusto ed egli accetta di aiutarlo pensando vada a suo vantaggio. Una volta davanti a Queen però, Drake viene ferito a tradimento: Queen, Who's Who e Hawkins rivelano di avere scoperto che sia un traditore e abbia liberato dalla prigionia Law, intimandogli di confessare i suoi scopi. Drake lancia una granata e fugge verso la sala principale, abbattendo uno dei Numbers mentre Rufy fa lo stesso con un altro. Ricordandosi di quanto gli aveva detto su di lui Kobi, Drake afferma di essere solo e chiede a Rufy di combattere insieme. |                   |         |
| 1002 | Una nuova rivalità! Nami e Ulti! 「新たな因縁！ ナミとうるティ！」 - Arata na innen! Nami to Uruti! | 5 dicembre 2021   |         |
| 1002 | Rufy afferma che vuole sconfiggere Kaido e ribatte a Drake di fare come vuole. Zoro tuttavia, non fidandosi, ingaggia un duello con lui quando egli dice di non potere rivelare le sue ragioni. Ulti e Page One attaccano Rufy, ma vengono fermati da Usop che con Nami attira la loro ira, facendosi inseguire. Nel frattempo Apoo richiama un altro Numbers che scambia il General Franky per un giocattolo: Jinbe suggerisce quindi a Franky di spostarsi all'esterno per evitare che i danni collaterali coinvolgano i samurai. Zoro e Drake, vedendo che Apoo sta richiamando altri Numbers, interrompono il loro duello per affrontarlo. Subito dopo però, dalla balconata Queen comincia a sparare sui samurai con una mitragliatrice: alla vista dei proiettili, Drake si preoccupa seriamente. |                   |         |
| 1003 | La lama del tragico eroe! I Nove Foderi Rossi di nuovo contro Kaido 「悲壮の刃！ 赤鞘VSカイドウ再び」 - Hisō no yaiba! Akazaya tai Kaidō futatabi | 12 dicembre 2021  |         |
| 1003 | Queen spara su entrambi gli schieramenti e le persone colpite si tramutano parzialmente in quelli che sembrano degli Oni. All'esterno intanto Big Mom viene raggiunta da Perospero e Marco, che le spiegano di avere unito le forze per eliminare Kaido. Big Mom redarguisce il figlio dicendo che si è alleata a Kaido e intende usarlo per trovare lo One Piece. Marco comprende che la sua breve alleanza con Perospero è terminata, ma farà comunque quello che gli pare essendo ormai libero. Carrot, riconoscendo in lontananza la sua risata, si precipita intanto con Wanda verso Perospero, volendo vendicare Pedro. Nel frattempo sul tetto i visoni sconfiggono Jack e gli altri subordinati di Kaido, pur subendo pesanti perdite. A quel punto l'imperatore ordina loro di ritirarsi e medicarsi, mentre lui inizia lo scontro con i Foderi Rossi. |                   |         |
| 1004 | Una tecnica ereditata - L'arte segreta della spada di Oden 「受け継ぎし技 炸裂おでんの秘剣」 - Uketsugishi waza - Sakuretsu Oden no hiken | 19 dicembre 2021  |         |
| 1004 | I Foderi Rossi sfoderano le loro tecniche migliori per affrontare Kaido, riuscendo però a ferirlo a malapena. L'imperatore li denigra sostenendo che non siano come Oden, ma i samurai sfoderano a quel punto la tecnica a due spade insegnata loro dallo stesso Oden, riuscendo a ferirlo. |                   |         |
| 1005 | La potenza dell'orco di ghiaccio! Una nuova versione degli Excite della Pestilenza 「氷鬼の威力！ 新たな疫災弾」 - Kōri oni no iryoku! Arata na ekisaito dan | 9 gennaio 2022    |         |
| 1005 | Le persone trasformate in oni cominciano ad attaccare indiscriminatamente alleati e nemici, diffondendo il virus da cui sono stati colpiti con il solo contatto. Nel frattempo Rufy e Sanji vengono raggiunti da Jinbe che intende scortare il capitano sul tetto. Lì intanto i Foderi Rossi mettono al tappeto Kaido ed esultano per la vittoria, ma l'imperatore si rialza e scaglia loro una serie di fendenti: Kiku ne viene colpito e un braccio gli viene tagliato di netto. |                   |         |
| 1006 | Non la farà franca! La determinazione di Chopper! 「許さねェ！ チョッパーの決意！」 - Yurusa nē! Choppā no ketsui! | 16 gennaio 2022   |         |
| 1006 | King dà ordine a tutti i sottoposti di uccidere Momonosuke per annientare il morale degli avversari. La squadra corazzata comandata da Sasaki lo intercetta, ma Shinobu gli fa scudo con il suo corpo. Quando ha la peggio, Yamato interviene in difesa di Momonosuke, affermando di combattere per i Kozuki e proclamando nuovamente di essere Oden. Mentre in tutta l'isola intanto continuano i combattimenti, Rufy, Jinbe e Sanji si fanno strada verso il tetto dove Kaido, tornato in forma umana, continua ad affrontare i Foderi Rossi. |                   |         |
| 1007 | Zoro all'inseguimento! Acchiapparella con gli orchi di ghiaccio 「ゾロの追撃！ 氷鬼in鬼ゴッコ」 - Zoro no tsuigeki! Kōri oni in onigokko | 23 gennaio 2022   |         |
| 1007 | Queen consegna ad Apoo gli anticorpi del virus per rendere a suo dire più divertente la cosa. Il pirata viene perciò preso di mira da tutti e Chopper chiede a Zoro di recuperare gli anticorpi perché possa creare una cura da distribuire a tutti. Mentre sul tetto i Foderi Rossi sono in difficoltà contro Kaido, Yamato spiega i suoi motivi a Momonosuke e affronta la squadra corazzata. |                   |         |
| 1008 | Nami si arrende?! La devastante testata di Ulti 「ナミ降伏！？ うるティの猛頭突き」 - Nami kōfuku!? Uruti no mō-zutsuki | 30 gennaio 2022   |         |
| 1008 | Mentre Marco si scontra con Big Mom e Perospero, Chopper viene infettato dal virus che trasforma in oni. Nel frattempo Nami e Usop vengono sconfitti da Page One e Ulti. Quest'ultima intima a Nami di ammettere che Rufy non sarà mai il Re dei pirati, ma lei, memore di quanto passato con il capitano, conferma con forza che Rufy lo diventerà sicuramente. Prima che possa ricevere un colpo di grazia, Komachiyo sopraggiunge con o-Tama e la ferma. |                   |         |
| 1009 | L'assalto di Sasaki - La divisione corazzata vs. Yamato 「ササキの猛攻 装甲部隊VSヤマト」 - Sasaki no mōkō - Sōkōbutai tai Yamato | 6 febbraio 2022   |         |
| 1009 | Carrot e Wanda si trasformano in Sulong e attaccano Perospero con l'intenzione di vendicare Pedro. Big Mom, seccata dalla situazione, torna verso il palazzo inseguita da Marco. Nel frattempo o-Tama, Nami e Usop sfuggono in groppa a Komachiyo a Ulti e Page One, mentre il babbuino gigante Hihimaru li tiene impegnati. Altrove, Yamato affronta la squadra corazzata proteggendo al contempo Momonosuke e Shinobu, quando sopraggiunge Franky inseguito da uno dei Numbers. Yamato lo sconfigge e fugge con Momonosuke e Shinobu, affidando a Franky il compito di affrontare Sasaki. |                   |         |
| 1010 | Eliminiamo l'orco di ghiaccio - Chopper e il trucco del fuoco! 「氷鬼を破れ チョッパーの火策！」 - Kōri oni o yabure - Choppā no hisaku! | 13 febbraio 2022  |         |
| 1010 | Law raggiunge un Poignee Griffe nei sotterranei del palazzo, ripensando ad una conversazione avuta con Robin dove le ha rivelato il suo vero nome. Mentre Kid e Killer si fanno strada per raggiungere Kaido sul tetto, l'imperatore sconfigge i Foderi Rossi uno dopo l'altro nonostante tutti i loro sforzi. Big Mom passa dal salone principale e vola verso il tetto ignorando tutti gli altri, mentre il braccio di Kiku precipita dalla voragine. Zoro se ne accorge e si lancia verso Apoo, mettendolo al tappeto e recuperando gli anticorpi che consegna a Chopper. Quest'ultimo ha intanto dedotto la composizione del virus e grida a tutti a gran voce che il fuoco può contrastarlo mentre lui creerà una cura per tutti. Nel frattempo Rufy, Jinbe e Sanji continuano la corsa verso il tetto, quando quest'ultimo sente il grido d'aiuto di una donna. |                   |         |
| 1011 | Non va bene per niente!! Sanji e la trappola del ragno 「よかねエよ！！ サンジを誘う蜘蛛」 - Yokanē yo!! Sanji o sasou kumo | 20 febbraio 2022  |         |
| 1011 | Sanji si separa dai compagni per andare in soccorso della donna di cui ha percepito le grida d'aiuto, ma finisce in una trappola e catturato da Black Maria e i suoi alleati. Nel frattempo Rufy e Jinbe continuano la salita verso il tetto aiutati da alcuni prigionieri di Udon che permettono loro di evitare gli scontri con i sottoposti di Kaido. Intanto nella sala principale Queen, infastidito dalle parole di Chopper, si appresta a diffondere nuovamente il virus, ma viene fermato da Zoro che distrugge la sua arma. Subito dopo tutta l'isola comincia a tremare, mentre Marco arriva in aiuto di Zoro e gli altri. All'esterno, Yamato porta verso la costa Momonosuke e Shinobu per farli fuggire con una nave, quando scopre la natura delle scosse di prima: l'intera isola è stata fatta levitare dai poteri di Kaido perché, Yamato spiega, il padre vuole trasferirla alla capitale di Wa. |                   |         |
| 1012 | La svolta! Le fiamme di Marco la Fenice 「逆転の一手！ 不死鳥マルコの炎」 - Gyakuten no itte! Fushichō Maruko no honō | 27 febbraio 2022  |         |
| 1012 | Marco usa le fiamme della fenice per ritardare il virus e dare il tempo a Chopper, aiutato dai visoni Miyagi e Tristan, di sviluppare la cura per tutti. Hyogoro e i samurai li difendono dagli sgherri di Kaido, mentre Drake affronta Apoo che si è rialzato in cerca di vendetta. Al quarto piano Rufy e Jinbe vengono attaccati da Who's Who e i suoi uomini, perciò l'uomo pesce rimane ad affrontarli per permettere al capitano di proseguire. Nel frattempo, mentre Franky si prepara ad affrontare Sasaki, Ulti e Page One sconfiggono Hihimaru e inseguono Nami e gli altri. Intanto Yamato porta Momonosuke e Shinobu in un magazzino abbandonato per tenerli al sicuro. Il ragazzo nota la scultura di un drago e Yamato gli racconta che fu danneggiata da un pirata venuto anni prima per uccidere Kaido: Ace. |                   |         |
| 1013 | Il passato di Yamato - L'uomo che voleva uccidere l'Imperatore 「ヤマトの過去 四皇の首を狙う男」 - Yamato no kako - Yonkō no kubi o nerau otoko | 6 marzo 2022      |         |
| 1013 | Mentre continuano i combattimenti, Yamato racconta che alcuni anni prima Ace arrivò con la sua ciurma ad Onigashima per salvare alcuni bambini e uccidere Kaido, che tuttavia non era sull'isola. Dopo un breve scontro, Ace e Yamato scoprirono di condividere l'odio verso il proprio padre e fecero amicizia. Ace esortò Yamato ad inseguire il suo sogno di prendere il mare, gli raccontò delle sue avventure e in particolare di suo fratello Rufy, sottolineando che sarebbe diventato un grande pirata. |                   |         |
| 1014 | Le lacrime di Marco! Il legame della ciurma di Barbabianca 「マルコの涙！ 白ひげ海賊団の絆」 - Maruko no namida! Shirohige kaizokudan no kizuna | 17 aprile 2022    |         |
| 1014 | Marco afferra Zoro per portarlo sul tetto, mentre ricorda di come Ace, una volta entrato nella ciurma di Barbabianca, disse che voleva tornare a Wa per sconfiggere Kaido e vendicare Oden. Gli altri tuttavia non volevano farlo, avendo scoperto solo anni più tardi della morte di Oden, perché temevano che una guerra avrebbe causato molte vittime innocenti. Ingaggiato da King e Queen, Marco lancia Zoro verso il tetto mentre li tiene impegnati. Intanto Rufy raggiunge l'accesso al tetto e sbaraglia gli uomini di Kaido che stavano combattendo contro i visoni. Nel frattempo sul tetto Kaido e Big Mom discutono dei loro piani futuri: l'imperatrice rivendica di avere dato lei il frutto a Kaido, ma questi ribatte che rimanderanno le discussioni una volta trovato lo One Piece. |                   |         |
| 1015 | Rufy Cappello di Paglia - Colui che diventerà il Re dei pirati 「麦わらのルフィ 海賊王になる男」 - Mugiwara no Rufi - Kaizoku ō ni naru otoko | 24 aprile 2022    |         |
| 1015 | Yamato racconta che Ace gli disse che Rufy sognava di diventare il Re dei pirati, sottolineando che, come letto nel diario di Oden, anche Roger fece un'esclamazione in modo molto simile. Oden parlava anche di un uomo straordinario che sarebbe arrivato dopo di lui e Yamato si convinse parlasse di Rufy, attendendo il suo arrivo. Nel frattempo Rufy, Zoro, Law, Kid e Killer arrivano sul tetto per affrontare Kaido e Big Mom. I Foderi Rossi sono a terra sconfitti e Rufy si scusa con Kin'emon per non essere arrivato in tempo, prima che Law li trasporti al sicuro con i suoi poteri. Kaido attacca Rufy che l'ha ignorato, ma il ragazzo evita l'attacco e colpisce l'imperatore riuscendo a ferirlo. |                   |         |
| 1016 | Una battaglia tra mostri! I tre capitani testardi 「怪物決戦！ 意地張りあう三船長」 - Kaibutsu kessen! Ijihariau san senchō | 8 maggio 2022     |         |
| 1016 | Kaido si stupisce di quanto Rufy sia migliorato da quando l'ha affrontato a Kuri, chiedendosi se sia entrato in quella cerchia ristrettissima di pirati che sono in grado di affrontarlo. Intanto Big Mom attacca Rufy con Prometheus, ma Zoro lo difende tagliando il fuoco con la tecnica imparata da Kin'emon. Sanji viene interrogato da Black Maria che vuole sapere dove si trovino i suoi compagni, in particolare Nico Robin. Sul tetto Rufy, Law e Kid discutono tra loro arrivando a farsi colpire da Big Mom per orgoglio. Zoro e Killer attaccano Kaido, ma non riescono a ferirlo. Rufy, Law e Kid sfoderano allora le loro tecniche migliori per affrontare i due imperatori. |                   |         |
| 1017 | Una raffica di tecniche devastanti! L'impetuoso assalto della Peggiore Generazione! 「大技連発！ 最悪の世代の猛攻！」 - Ōwaza renpatsu! Saiaku no sedai no mōkō! | 15 maggio 2022    |         |
| 1017 | Rufy e gli altri sferrano a Kaido una serie di colpi riuscendo a ferirlo con tecniche che lo colpiscono dall'interno, ma Big Mom contrattacca colpendoli con una serie di fulmini. Rufy essendo fatto di gomma ne esce indenne e attacca nuovamente Kaido con una raffica di pugni. |                   |         |
| 1018 | La risata di Kaido! Gli Imperatori del Mare contro la Nuova Generazione! 「笑うカイドウ！ 四皇VS新世代！」 - Warau Kaidō! Yonkō tai shin sedai! | 22 maggio 2022    |         |
| 1018 | Kaido finisce al tappeto, ma quando Rufy sta per dargli il colpo di grazia finisce l'effetto del Gear Fourth. L'imperatore si rialza e Zoro comincia una lotta di tornado e fendenti contro Kaido, salvando Rufy dalle fauci del drago. Nel frattempo, in una sala del castello, gli agenti del CP0 commentano gli eventi della battaglia calcolando le forze dei due schieramenti e sperando che si annientino a vicenda. Sul tetto intanto Kaido assume la sua forma ibrida e commenta con Big Mom il suo divertimento. |                   |         |
| 1019 | Il piano segreto di o-Tama! L'operazione Kibidango 「お玉の秘策！ きびだんご大作戦」 - Otama no hisaku! Kibi Dango dai sakusen | 29 maggio 2022    |         |
| 1019 | Mentre si recava a Onigashima o-Tama ha creato moltissimi dango con i suoi poteri che ora Speed e i Gifters già sotto il suo controllo stanno distribuendo con l'inganno a tutti gli altri Gifters, facendo loro cambiare schieramento. Nella sala principale intanto anche Hyogoro viene contagiato dal virus. Nel frattempo Franky è in difficoltà nel combattimento contro Sasaki perché i suoi sottoposti lo bloccano. In suo soccorso arrivano Nami, Usop e o-Tama seguiti da numerosi Gifters sotto il controllo di quest'ultima. Anche i sottoposti di Sasaki vengono plagiati così che questi si ritrova da solo a combattere contro Franky. Intanto Nami, Usop e o-Tama riprendono la loro fuga inseguiti da Ulti e Page-One. |                   |         |
| 1020 | Il grido di Sanji! Un S.O.S. che riecheggia per tutta l'isola 「サンジ絶叫！ 島中に響くSOS」 - Sanji zekkyō! Shimajū ni hibiku Esu Ō Esu | 5 giugno 2022     |         |
| 1020 | Sanji viene malmenato da Black Maria e le sue sottoposte nel tentativo di costringerlo a chiedere aiuto a Robin a cui hanno teso una trappola: Black Maria vuole infatti catturarla per fare sfruttare a Kaido le sue conoscenze. Intanto, mentre Carrot e Wanda combattono contro Perospero, i sottoposti di Kaido individuano i Foderi Rossi nascosti in una stanza con qualcun altro che li sta aiutando. Nel frattempo Sanji chiede senza troppe remore l'aiuto di Robin che arriva facendosi strada tra i nemici e colpisce Black Maria. |                   |         |
| 1021 | Lo Spank colpisce impetuoso! Le disavventure romantiche di Sanji! 「スパンク炸裂！ サンジの女難！」 - Supanku sakuretsu! Sanji no jonan! | 12 giugno 2022    |         |
| 1021 | Yamato, Momonosuke e Shinobu vengono individuati nel magazzino dai ricognitori cyborg di Kaido, perciò si danno alla fuga facendosi strada tra i nemici. Intanto Robin affronta Black Maria supportata da Brook che libera Sanji. Quest'ultimo intende raggiungere Kin'emon prima dei sottoposti di Kaido, ma quando scopre che hanno individuato anche Momonosuke, è indeciso su chi ha più bisogno. Nel frattempo Carrot e Wanda vengono sconfitte da Perospero, poiché la luna è stata coperta da nubi e hanno perso la loro forma Sulong. Sul tetto Rufy sta ancora riprendendo le forze e gli altri quattro fronteggiano i due imperatori, mentre Jack, ripresosi dalla sconfitta, si dirige verso i Foderi Rossi per eliminarli. |                   |         |
| 1022 | Nessun rimpianto - Rufy e il Boss, maestro e discepolo 「悔いなし ルフィと親分師弟の絆」 - Kui nashi - Rufi to oyabun shitei no kizuna | 19 giugno 2022    |         |
| 1022 | Hyogoro ritrova la forza e forma fisica di un tempo come effetto collaterale del virus e con questo ritrovato vigore sconfigge i samurai leali a Kaido e diversi ninja degli Oniwabanshu. Sul tetto intanto Rufy si è riposato e riprende a combattere con gli altri. Nel frattempo nella sala principale Marco tiene a bada King e Queen, ma Perospero sopraggiunge notando che è in difficoltà. Chopper sintetizza la cura al virus e la testa su di sé, ma intanto Hyogoro è giunto al limite e chiede ai suoi vice di ucciderlo prima che perda il senno. |                   |         |
| 1023 | Preparativi completati! Il Nebulizzatore Chopperifago 「準備OK！ チョパファージ霧砲」 - Junbi Ōkē! Chopafāji Neburaizā | 3 luglio 2022     |         |
| 1023 | I sottoposti di Queen si lamentano con lui del fatto che sono anch'essi stati colpiti dal virus, ma questi ribatte che sono inutili e morire trasformandosi in oni di ghiaccio è l'unica cosa che dovrebbero fare. Intanto Chopper ferma l'esecuzione di Hyogoro e cura tutti coloro che sono nella sala principale facendo esplodere un aerosol contenente un virus creato con gli anticorpi. Queen lo maledice per avere fermato il suo virus e lo attacca, ma i suoi sottoposti fanno da scudo a Chopper, preferendo morire per i loro benefattore che per mano di un pazzo superiore. Nel frattempo i Foderi Rossi si riprendono scoprendo che qualcuno ha curato le loro ferite: quando stanno per tornare a combattere, improvvisamente Oden appare davanti a loro. |                   |         |
| 1024 | Il ritorno di Oden! Confusione nel cuore dei Nove Foderi Rossi! 「おでん現る！ 揺れる赤鞘の心！」 - Oden arawaru! Yureru akazaya no kokoro! | 10 luglio 2022    |         |
| 1024 | Yamato, Shinobu e Momonosuke continuano a farsi strada tra i nemici quando quest'ultimo prende l'aspetto di drago. Yamato commenta che assomiglia a suo padre e i membri del CP0 discutono del fatto che Vegapunk creò un frutto del diavolo artificiale derivato da quello di Kaido. Nel frattempo i Foderi Rossi sono increduli alla presenza di Oden, ma felici che sia ancora vivo. Ashura Doji però lo attacca e mostra loro che non sanguina, venendo trafitto dal falso Oden. I compagni capiscono in fretta che si tratta solo di un disegno manovrato da Kanjuro, ancora vivo e intenzionato a uccidere Momonosuke. Intanto sul tetto Rufy e gli altri si rendono conto dell'immensa forza di Kaido e Big Mom, ma non demordono e continuano a combatterli. |                   |         |
| 1025 | La Peggiore Generazione sconfitta?! Il devastante assalto degli Imperatori! 「最悪の世代全滅！？ 四皇の大技！」 - Saiaku no sedai zenmetsu!? Yonkō no ōwaza! | 17 luglio 2022    |         |
| 1025 | Il falso Oden tenta di farsi esplodere per annientare i Foderi Rossi, ma Ashura Doji si lancia su di lui salvando i compagni, perendo nell'esplosione. Kin'emon e gli altri tornano verso la battaglia e incontrano Jack che si è fatto strada tra i visoni: Cane-tempesta rimane ad affrontarlo, mentre gli altri proseguono. Mentre Chopper, supportato da Marco, affronta Queen, Orochi, ancora vivo e vegeto, appicca un incendio nel palazzo per vendicarsi di Kaido. Nel frattempo sul tetto Kaido e Big Mom scagliano un potentissimo attacco combinato: Zoro lo intercetta dando tempo a tutti di evitarlo, ma rimane gravemente ferito. Rufy attacca nuovamente Kaido che questa volta evita il colpo intuendo che lo avrebbe danneggiato. |                   |         |
| 1026 | Le Supernove al contrattacco! Missione: schiacciare gli Imperatori 「超新星反撃！ 四皇分解作戦」 - Chōshinsei hangeki! Yonkō bunkai sakusen | 24 luglio 2022    |         |
| 1026 | Kin'emon e gli altri si imbattono in Orochi e lo sconfiggono; mentre Raizo rimane ad affrontare Fukurokuju, gli altri proseguono. Nel frattempo sul tetto Rufy affronta Kaido e le altre quattro supernove si occupano di Big Mom: Kid e Law con i loro poteri intrappolano Zeus in una scatola di metallo mentre Zoro e Killer si occupano di Prometheus e Napoleon. Rimasta senza i suoi Homeys Big Mom attacca Kid, ma questi, con l'aiuto di Law, la scaraventa nel vuoto oltre l'isola volante. |                   |         |
| 1027 | Proteggiamo Rufy! Le tecniche di spada di Zoro e Law 「ルフィを守れ！ ゾロとローの剣技」 - Rufi o mamore! Zoro to Rō no kengi | 31 luglio 2022    |         |
| 1027 | Big Mom cade in mare e Prometheus cerca di raggiungerla per salvarla, ma viene trattenuto da Zoro. Kaido, che ha messo al tappeto Rufy, attacca Zoro per aiutarla. Law interviene per aiutare quest'ultimo, ma Prometheus e Napoleon ne approfittano per allontanarsi e trarre in salvo Big Mom. Kid e Killer scendono dal tetto per intercettarla e l'imperatrice, commentando di come Zeus l'abbia nuovamente delusa, su suggerimento di Prometheus crea un nuovo Homeys per sostituirlo. Nel frattempo sul tetto Kaido vuole dare il colpo di grazia a Rufy, perciò Zoro, con le energie rimaste, sferra un potente attacco che gli infligge una grossa cicatrice. Kaido è stupito per il colpo infertogli e per avere percepito in Zoro l'Ambizione del re conquistatore, ma mette ugualmente al tappeto Zoro e Law, commentando che con il loro potenziale se si fossero uniti a lui avrebbero conquistato il mondo. Rufy si rialza ribattendo che non lo farebbero mai e promette di sconfiggerlo. |                   |         |
| 1028 | Superare l'Imperatore del Mare - Rufy al contrattacco con un pugno di ferro 「四皇を超えろ ルフィ反撃の鉄拳」 - Yonkō o koero - Rufi hangeki no tekken | 7 agosto 2022     |         |
| 1028 | Big Mom crea un nuovo Homeys da una nuvola temporalesca e attacca Kid e Killer, scaraventandoli nel palazzo. I due cercano di rintracciarla quando anch'essa rientra nel palazzo, ma s'imbattono in Hawkins e Killer rimane ad affrontarlo per lasciare proseguire il suo capitano. Nel frattempo sul tetto Rufy si rende conto che la potenza dei colpi di Kaido è data dal fatto che vi imprime l'Ambizione del Re Conquistatore. Rufy riesce a parare il successivo attacco dell'imperatore, quindi lo colpisce con la nuova tecnica del ciliegio fluente senza nemmeno toccarlo, dicendo a Zoro e Law di scendere dal tetto. |                   |         |
| 1029 | Un ricordo distante - Rufy e Uta, la figlia del Rosso 「淡い記憶 ルフィと赤髪の娘ウタ」 - Awai kioku - Rufi to Akagami no musume Uta | 14 agosto 2022    |         |
| 1029 | In un flashback Rufy ha sette anni e la nave di Shanks arriva per la prima volta al villaggio di Foosha. Sulla nave c'è anche Uta, sua figlia di nove anni, musicista della ciurma che aspira a diventare una cantante. Inizialmente i due si stanno antipatici, ma dopo una giornata insieme fanno amicizia e si confidano i propri sogni per il futuro. Rufy comincia a chiedere a Shanks di entrare nella sua ciurma. |                   |         |
| 1030 | La promessa di una nuova genesi! Rufy e Uta 「新時代の誓い！ ルフィとウタ」 - Shin jidai no chikai! Rufi to Uta | 21 agosto 2022    |         |
| 1030 | Uta riparte quando la nave di Shanks riprende il viaggio. Tempo dopo la ciurma ritorna, ma lei non è più con loro: alle domande di Rufy, Shanks spiega che Uta ha lasciato la nave per seguire il suo sogno. Nel frattempo nel mondo si diffonde la notizia che la ciurma di Shanks ha raso al suolo Elegia e ucciso i suoi abitanti. Sengoku e Garp discutono dell'accaduto e ipotizzano c'entri qualcosa chiamato Tot Musica. Intanto Rufy viene malmenato da alcuni banditi di montagna e salvato da Ben Beckmann, a cui confida di volere diventare più forte. Senza perdersi d'animo, il giorno dopo si presenta da Shanks continuando a chiedergli di entrare nella sua ciurma. Al presente, la ciurma scopre che Uta sta per fare un concerto ad Elegia e, apprezzando la sua musica, decide di andarci. |                   |         |
| 1031 | L'urlo di Nami - Una corsa letale! 「ナミ絶叫 絶体絶命デスレース！」 - Nami zekkyō - Zettai zetsumei desu rēsu! | 4 settembre 2022  |         |
| 1031 | Mentre sul tetto Rufy e Kaido si scontrano con possenti colpi, Nami, Usop e o-Tama fuggono in groppa a Komachiyo inseguiti da Page One. Usop lo colpisce con le migliori armi a disposizione, ma riesce solo a rallentarlo. Fuggendo, il gruppo s'imbatte improvvisamente in Big Mom che alla vista di o-Tama risveglia il suo lato materno, ringraziandola per l'aiuto quando aveva perso la memoria. Big Mom chiede notizie di Tsuru e degli altri abitanti, scoprendo che gli uomini di Kaido hanno raso al suolo il villaggio quando gli abitanti si sono assunti la colpa di avere mangiato le provviste rubate dai samurai. Nel frattempo Page One li raggiunge e si lancia su Nami e gli altri, ma Big Mom, furibonda per quanto accaduto a Tsuru e gli altri, lo tramortisce con un possente colpo. Poco lontano, Ulti assiste alla scena esterrefatta. |                   |         |
| 1032 | L'alba del Paese di Wa - La battaglia entra nel vivo! 「ワノ国の夜明け 全面対決激化！」 - Wano Kuni no yoake - Zenmen taiketsu gekika! | 11 settembre 2022 |         |
| 1032 | I Foderi Rossi si dividono per dare man forte in più parti del campo di battaglia e Gatto-vipera viene informato della presenza di Perospero, responsabile della morte di Pedro. Intanto Yamato si allontana da Momonosuke e Shinobu per attirare i nemici lontano da loro, mentre il ragazzo intanto comincia a leggere il diario del padre. Nel frattempo Sanji si fa strada tra i nemici trasportando Zoro ferito e bendato. Nella sala principale Chopper combatte Queen, ma viene colpito dalle frecce di Perospero. Ulti è furibonda con Big Mom per avere colpito il fratello, così Nami e Usop cercano di aizzarle una contro l'altra. Tuttavia entrambe ribattono che loro non saranno risparmiati, perciò il gruppo riprende la fuga in groppa a Komachiyo: Ulti però si lancia su di loro, mette al tappeto l'animale e ferisce o-Tama, causando l'ira di Big Mom. Nami è altrettanto furibonda per l'accaduto e si scaglia contro Ulti, folgorandola col suo bastone. |                   |         |
| 1033 | La conclusione! Rufy, il pugno fulmineo del Re Conquistatore 「決着！ ルフィ加速する覇王の拳」 - Ketchaku! Rufi kasoku suru haō no kobushi | 18 settembre 2022 |         |
| 1033 | Sanji incontra Kawamatsu e Izo ed insieme si dirigono verso il palco principale per dare man forte nella battaglia. Nel frattempo Nami è decisa ad affrontare Ulti, ma viene da lei rapidamente immobilizzata: prima che possa essere colpita però, Big Mom scaglia un potente attacco e sconfigge Ulti per fare un piacere a o-Tama. Nami e Usop ne approfittano per fuggire con o-Tama, mentre Zeus giunge sul posto volendosi riunire alla sua padrona: Big Mom tuttavia afferma che ora non gli serve più. Intanto sul tetto Rufy e Kaido continuano a scontrarsi: alla fine Rufy perde i sensi e viene scagliato lontano verso il mare. Kaido si rammarica di essersi fatto prendere dalla foga, così che ora gli alleati di Rufy continueranno a combattere non avendo prova della sua sconfitta. |                   |         |
| 1034 | La sconfitta di Rufy! La ciurma in difficoltà?! 「ルフィ敗北！ 麦わらの一味窮地！？」 - Rufi haiboku! Mugiwara no ichimi kyūchi!? | 25 settembre 2022 |         |
| 1034 | Big Mom ordina al suo nuovo Homey, Hera, di divorare Zeus per assorbirne il potere. Nami e Usop cercano di scappare, ma Big Mom li raggiunge. Zeus si ribella e cerca di attaccare la sua creatrice per difenderli, ma Big Mom estrae la sua anima. Nami cerca allora di rinforzarlo con nuvole temporalesche dal suo bastone, ma Zeus non reagisce e Hera lo divora. Mentre nella sala principale Chopper fatica a tenere testa a Queen e Perospero, Momonosuke finisce di leggere il diario del padre e dice a Shinobu che lui non deve assolutamente morire. Nel frattempo Kaido viene informato della posizione di Momonosuke e ordina di diffondere la notizia che Rufy è stato sconfitto. Intanto Nami, Usop e o-Tama, ancora inseguiti da Big Mom, vengono salvati dall'arrivo di Kid. |                   |         |
| 1035 | La carica dei Pirati delle Cento Bestie! La fine del clan Kozuki! 「百獣蹂躙！ 光月家の終焉！」 - Hyakujū jūrin! Kōzuki-ke no shūen! | 2 ottobre 2022    |         |
| 1035 | In tutta Onigashima viene annunciata la sconfitta di Rufy tra lo sconcerto generale. Kin'emon e Kiku raggiungono Momonosuke e Shinobu. I quattro si rendono conto che il nemico ha individuato la loro posizione e vengono raggiunti da Kanjuro camufatto da Oden. Kiku lo attacca, ma esita a colpirlo, venendo trafitto da Kanjuro che svela il suo travestimento. Kin'emon lo sconfigge, ma improvvisamente nella stanza arriva Kaido: mentre Shinobu cerca di fuggire con Momonosuke, Kin'emon lo affronta venendo colpito dalla sua mazza. |                   |         |
| 1036 | Mai arrendersi alle tenebre - Si leva la voce del comandante del Paese di Wa 「闇夜に抗え ワノ国総大将吠える」 - Yamiyo ni aragae - Wano Kuni sōdaishō hoeru | 16 ottobre 2022   |         |
| 1036 | Sanji arriva nel salone principale e salva Chopper da Queen. Dice quindi che ci penserà lui a combatterlo, lasciando Zoro alle cure di Chopper. Intanto Kin'emon tenta di fermare Kaido nonostante sia gravemente ferito, ma viene sconfitto e trafitto dall'imperatore. Nel frattempo Momonosuke usa il sistema di comunicazione nemico per comunicare a tutti che Rufy è ancora vivo, gli ha detto che tornerà e sconfiggerà Kaido. |                   |         |
| 1037 | Bisogna credere in Rufy! Inizia il contrattacco degli alleati! 「ルフィを信じろ！ 同盟反撃開始！」 - Rufi o shinjiro! Dōmei hangeki kaishi! | 23 ottobre 2022   |         |
| 1037 | Momonosuke e Shinobu, nel tentativo di sfuggire a Kaido che li ha raggiunti, precipitano da Onigashima. Mentre Law si unisce a Kid per sconfiggere Big Mom, la CP0 commenta l'andamento della battaglia. Nel frattempo Nami scopre che l'anima di Zeus, invece che essere divorata da Hera, si è legata al suo Clima Tact, aumentandone i poteri. Nami, Usop e o-Tama vengono raggiunti da Ulti che afferra quest'ultima intuendo sia la causa dei tradimenti tra i pirati delle Cento Bestie. Usop la colpisce però con un Pop Green, separandola da o-Tama, così che Nami possa colpirla con la sua nuova arma. Intanto, mentre Rufy viene avvistato in mare dalla ciurma di Law, Yamato raggiunge Kaido dicendo di volere spezzare le catene del loro legame. |                   |         |
| 1038 | L'attacco letale di Nami! La sfida disperata di o-Tama! 「ナミ必殺！ お玉決死の大一番！」 - Nami hissatsu! Otama kesshi no ōichiban! | 30 ottobre 2022   |         |
| 1038 | Rufy viene salvato in mare dai pirati Heart, mentre Momonosuke e Shinobu planano sulla terraferma, ormai raggiunta dall'isola volante di Onigashima. Nel frattempo Nami scaglia un possente fulmine su Ulti che lo evita, ma Zeus devia l'attacco folgorandola e sconfiggendola. Usop cattura con una pianta carnivora Bao Huang, che fa da trasmittente per le comunicazioni su tutta Onigashima, e o-Tama la usa per ordinare a tutti i Gifters, che hanno mangiato i suoi dango, di cambiare schieramento. Intanto all'esterno Yamato affronta Kaido per tenerlo occupato in attesa del ritorno di Rufy. |                   |         |
| 1039 | Un esercito di nuovi alleati! La ciurma di Cappello di Paglia passa al contrattacco! 「味方激増！ 麦わらの一味逆襲！」 - Mikata gekizō! Mugiwara no ichimi gyakushū! | 6 novembre 2022   |         |
| 1039 | o-Tama viene presa di mira dagli uomini di Kaido, ma viene tratta in salvo da Usop e Nami, aiutati anche da Speed e Daifugo. Mentre Sanji affronta Queen, Zoro chiede di ricevere una portentosa medicina dei Visoni in grado di rimetterlo subito in forze, al costo di sentire molto più dolore dopo. Who's Who combatte contro Jinbe, sfoderando alcune tecniche Rokushiki: egli spiega di essere stato un agente del CP9 e prova forte astio verso Rufy e la sua ciurma, poiché fu imprigionato per non avere protetto tredici anni prima la nave governativa che trasportava il frutto Gom Gom. |                   |         |
| 1040 | L'orgoglio di un timoniere - La furia di Jinbe! 「操舵手の誇り 怒りのジンベエ！」 - Sōdashu no hokori - Ikari no Jinbē! | 13 novembre 2022  |         |
| 1040 | Gli agenti del CP0 commentano di come la differenza di forze nella battaglia si sia molto assottigliata con gli ultimi cambi di schieramento, ma ribadiscono che la loro missione è assicurarsi che Who's Who non sopravviva. Questi intanto combatte con Jinbe e chiede all'uomo pesce se conosce Nika, il leggendario Dio guerriero del Sole, venerato dagli schiavi e dai prigionieri poiché considerato un liberatore. Siccome Jinbe è stato capitano proprio dei Pirati del Sole la cui ciurma era composta da diversi ex schiavi, è sicuro lui ne sappia qualcosa. Jinbe inaspettatamente si infuria e rifiuta di rispondere, contrattaccando con forza e sconfiggendo Who's Who con un possente colpo. |                   |         |
| 1041 | I mostri scendono in campo! Yamato e Franky 「怪獣大決戦！ ヤマトとフランキー」 - Kaijū dai kessen! Yamato to Furankī | 20 novembre 2022  |         |
| 1041 | Yamato affronta Kaido sul tetto, faticando a tenergli testa nonostante assuma la forma ibrida di un lupo grazie al suo frutto del diavolo mitologico. Nel frattempo al palco principale, mentre Sanji continua a battersi contro Queen, Zoro riceve la miracolosa cura dei visoni per rimettersi in piedi. Mentre Franky affronta Sasaki, sulla nave dei pirati Heart Rufy riprende i sensi chiedendo carne. |                   |         |
| 1042 | La trappola di un predatore - La tentazione di Black Maria 「捕食者の罠 ブラックマリアの誘惑」 - Hoshokusha no wana - Burakku Maria no yūwaku | 27 novembre 2022  |         |
| 1042 | Mentre Kaido e Yamato continuano a lottare sul tetto, Franky sconfigge Sasaki colpendolo al ventre, intuendolo come punto debole. Nel frattempo Robin rivive ricordi del suo passato, ma capisce che si tratta di un'illusione creata da Black Maria e sconfigge i sottoposti di lei camuffati da suoi cari. |                   |         |
| 1043 | Fendi quest'incubo! Brook sfodera la sua gelida spada! 「悪夢を斬る ブルックの氷の抜刀！」 - Akumu o kiru - Burukku no kōri no battō! | 4 dicembre 2022   |         |
| 1043 | Robin si ricongiunge a Brook che racconta di avere anch'egli subito le illusioni di Black Maria. Quest'ultima attacca i due in prima persona con il suo bastone infuocato, ma Brook la contrasta con i suoi poteri del gelo. Egli affronta quindi i sottoposti rimasti, lasciando Black Maria ad affrontare Robin. Nel frattempo sulla costa Momonosuke e Shinobu trovano Rufy affamato con i pirati Heart, raccontandogli quanto successo. Poco distante Caribou assiste alla scena e offre una grande quantità di cibo a Rufy, volendo che vinca contro Kaido per potere fuggire dall'isola. |                   |         |
| 1044 | Clutch! Robin, un demone in forma umana! 「クラッチ！ 悪魔の化身ロビン！」 - Kuratchi! Akuma no keshin Robin! | 11 dicembre 2022  |         |
| 1044 | Robin si trova in difficoltà contro Black Maria, venendo colpita e intrappolata nelle sue ragnatele. Ricordando di quanto insegnatole da Koala sul karate degli uomini-pesce, colpisce violentemente il soffitto facendolo parzialmente crollare, spegnendo le fiamme che la circondano e liberandola. Con i suoi poteri crea quindi una gigantesca versione demoniaca di sé che stringe Black Maria in una presa, spezzandole le ossa e sconfiggendola. Brook finisce di eliminare gli altri sottoposti e si ricongiunge a Robin, ormai stremata. Intanto sulla costa, mentre Rufy si rifocilla, Momonosuke chiede a Shinobu di usare i suoi poteri per fare invecchiare il suo corpo in quello di un adulto, così da trasformarsi in un grande drago per portare Rufy su Onigashima. |                   |         |
| 1045 | Incantesimo! Kid e Zoro sono in pericolo! 「呪縛！迫る脅威 キッドとゾロ！」 - Jubaku! Semaru kyōi Kiddo to Zoro! | 18 dicembre 2022  |         |
| 1045 | Killer affronta Hawkins e, nonostante gli sia superiore, si trova in difficoltà quando scopre che i suoi colpi vengono trasferiti a Kid. Mentre Sanji è in difficoltà dovendo tenere testa a Queen e King insieme, Gatto-vipera attacca Perospero per vendicare Pedro. Quando Zoro, ancora esanime, viene trovato dagli uomini di Kaido, alcuni alleati cercano di portarlo in salvo, ma vengono intercettati da King. |                   |         |
| 1046 | O la va o la spacca! Braccio destro e sinistro in campo assieme! 「一か八かの大勝負！ 両翼出陣！」 - Ichikabachika no ōshōbu! Ryōyoku shutsujin! | 8 gennaio 2023    |         |
| 1046 | Marco para l'attacco di King e poi lascia il campo a Sanji e Zoro, che ha riacquistato le forze. I due compagni affrontano a duello rispettivamente Queen e King, mentre Marco ripensa a quando Barbabianca gli parlò dei Lunaria, un'antica stirpe in teoria estinta che abitava la Linea Rossa, a cui King sembra appartenere. Intanto, Kawamatsu e Hyogoro commentano come Zoro assomigli all'ultimo daimyo di Ringo Shimotsuku Ushimaru e al suo avo Ryuma. |                   |         |
| 1047 | In alto, verso l'alba! L'ira del drago rosa 「夜明けへと昇れ！ 桃色の龍猛る」 - Yoake e to nobore! Momoiro no ryū takeru | 15 gennaio 2023   |         |
| 1047 | Mentre in tutta Onigashima continuano gli scontri, l'incendio si propaga nel palazzo e la ciurma di Cappello di Paglia si aggiorna tramite lumacofoni. Nel frattempo sulla terraferma Momonosuke si è trasformato in un drago gigante e con Rufy si prepara a tornare su Onigashima. |                   |         |
| 1048 | Per il futuro! Il giuramento, Yamato e i Grandi Spadaccini 「未来へ！ ヤマトと大剣豪の誓い」 - Mirai e! Yamato to dai kengō no chikai | 22 gennaio 2023   |         |
| 1048 | Mentre affronta Kaido, Yamato ricorda il suo passato. Dopo la morte di Oden, Yamato cominciò a ribellarsi proclamando di essere lui, così Kaido la fece rinchiudere in una caverna insieme ai daimyo che, con la sconfitta di Oden, si erano anch'essi ribellati. Gli spadaccini si dimostrarono amichevoli con Yamato avendo sentito che si proclamava Oden, le cedettero l'unico pasto a disposizione e passarono i giorni allenandosi e leggendo il diario di bordo di Oden. In esso veniva anche affermato che dopo circa vent'anni sarebbero arrivati dei pirati che avrebbero sconfitto Kaido. Ritenendo di non potere aspettare così tanto, i tre spadaccini evasero per affrontare nuovamente Kaido e dare a Yamato la possibilità di assistere alla battaglia menzionata da Oden. |                   |         |
| 1049 | Il volo di Rufy! Vendetta contro il Re delle Bestie 「ルフィ飛翔！ 百獣へのリベンジ」 - Rufi hishō! Hyakujū e no ribenji | 29 gennaio 2023   |         |
| 1049 | Rufy e Momonosuke volano verso Onigashima, ma avendo paura di volare il secondo lo fa ad occhi chiusi, finendo per attraversare tutto il castello. Tra la confusione dei presenti che scambiano il drago per Kaido, i due raggiungono infine il tetto. Rufy si lancia verso il suo avversario ed insieme a Yamato scaglia un attacco in contemporanea su Kaido. |                   |         |
| 1050 | I due draghi si affrontano! La determinazione di Momonosuke! 「双龍相搏つ！ モモの助の覚悟！」 - Sōryū aiutsu! Momonosuke no kakugo! | 5 febbraio 2023   |         |
| 1050 | Kaido chiede a Momonosuke chi sia e il ragazzo, preso coraggio, si presenta come futuro shogun di Wa. Intanto la presenza dei due draghi richiama nuvole nel cielo, coprendo la luna e facendo perdere la forma Sulong a Gatto-vipera e Cane-tempesta, che si trovano quindi in difficoltà. Quando Kaido attacca, Rufy esorta Momonosuke a contrattaccare ed egli, memore delle sofferenze che gli ha causato, morde con rabbia l'imperatore. Rufy gli dà manforte e colpisce Kaido, complimentandosi per il suo coraggio. |                   |         |
| 1051 | Una leggenda tornata fra noi! Il pugno di Rufy ruggisce nel cielo 「伝説の再来！ 天に轟くルフィの拳」 - Densetsu no sairai! Ten ni todoroku Rufi no kobushi | 12 febbraio 2023  |         |
| 1051 | Rufy dice a Momonosuke e Yamato di fermare Onigashima, mentre lui sconfiggerà Kaido. Lo scontro tra l'Ambizione del re conquistatore dei due squarcia il cielo e spazza via le nuvoleː grazie a ciò Gatto-vipera e Cane-tempesta riacquistano la loro forma Sulong e sconfiggono rispettivamente Perospero e Jack. Nel frattempo Momonosuke, con l'aiuto di Yamato, impara ad utilizzare il suo potere per creare nuvole da usare per volare. |                   |         |
| 1052 | Un punto critico! La fine dell'Isola degli Orchi! 「風雲急を告げる！ 鬼ヶ島の末路！」 - Fūun kyū o tsugeru! Onigashima no matsuro! | 19 febbraio 2023  |         |
| 1052 | Yamato si accorge che la forza di Kaido sta diminuendo e con essa alcune rocce dell'isola cominciano a precipitare, perciò incoraggia Momonosuke a mettercela tutta: se dovesse precipitare infatti, l'isola si trasformerebbe in una bomba detonando gli esplosivi nei sotterranei, non lasciando scampo a nessuno. Nel frattempo Zoro e Sanji continuano ad affrontare rispettivamente King e Queen. Zoro danneggia la maschera dell'avversario scatenando la sua furia, mentre Sanji comincia a percepire qualcosa di strano nel suo corpo. |                   |         |
| 1053 | La mutazione di Sanji - Braccio destro e braccio sinistro in crisi! 「サンジの異変 両翼黄色信号！」 - Sanji no ihen - Ryōyoku kiiro shingō! | 26 febbraio 2023  |         |
| 1053 | Mentre Momonosuke cerca di creare nuvole per sostenere Onigashima, Yamato torna sull'isola per raggiungere il magazzino degli esplosivi nei sotterranei. Intanto Queen esorta Sanji a mostrargli la Raid Suit e lo coglie di sorpresa con un attacco: separa collo e coda dalla sua forma di brachiosauro e lo stringe come un serpente tra le spire, frantumandogli le ossa. Quando cerca di finirlo con dei missili, per sbaglio si colpisce da solo, rilasciando la stretta. Sanji si rialza, rimette a posto le ossa e resiste ad un colpo di spada di Queen, spezzandola tra lo stupore di tutti. Spaventato, intuisce che in qualche modo le modifiche genetiche del Germa si sono risvegliate, temendo che possa perdere le emozioni come i fratelli. |                   |         |
| 1054 | Che muoia! La pericolosissima scommessa di Killer 「相棒に死を！ キラー決死の大博打」 - Aibō ni shi o! Kirā kesshi no ōbakuchi | 19 marzo 2023     |         |
| 1054 | Killer rifiuta di combattere per non ferire il suo capitano, così Hawkins inizia a sbattere la testa contro il muro trasferendo i danni a Kid. Questi inizia ad accusare forti dolori alla testa, avendo ancora più difficoltà a tenere a testa a Big Mom. Hawkins propone a Killer di arrendersi e unirsi a Kaido come fece lui, ma egli ribatte chiedendogli se non si è pentito di questa scelta. Killer quindi attacca nuovamente e taglia il braccio sinistro di Hawkins: Kid infatti ne è privo, quindi i danni non vengono trasferiti. Distrutto il feticcio che trasferisce i danni, Killer lancia un nuovo attacco e sconfigge Hawkins, che subito prima ha un presagio riguardo la caduta del vecchio e di una nuova via. |                   |         |
| 1055 | Una figura oscura tira le fila di tutto! L'Isola degli Orchi avvolta dalle fiamme 「闇の者の暗躍！ 鬼ヶ島炎上」 - Yami no mono no an'yaku! Onigashima enjō | 26 marzo 2023     |         |
| 1055 | Mentre continuano i combattimenti, Apoo propone a Drake di allearsi ed eliminare chi rimarrà in piedi alla fine della battaglia, sfruttando la forza di tre Numbers suoi alleati. Nel frattempo Brook e Robin, braccati dagli uomini di Kaido, vengono aiutati dai visoni, ma due membri del CP0 li raggiungono per catturare Nico Robin. Altrove, Nami, Usop, o-Tama e alcuni gifters alleati si imbattono nelle gambe di Kin'emon che chiedono aiuto, in particolare per Kiku che sta morendo: Usop e Hamlet, uno dei gifters, corrono quindi in loro soccorso. Kin'emon è sollevato di avere trovato aiuto, ma d'un tratto Orochi contatta Kanjuro, anche lui moribondo, ordinandogli di sferrare un nuovo attacco per vendicarsi. Con le sue ultime forze, Kanjuro con i suoi poteri evoca uno spirito di fiamme che inizia a muoversi per il castello divampando l'incendio già in corso. |                   |         |
| 1056 | Contrattacco! L'alleanza controffensiva di Law e Kid 「逆襲！ ローとキッドの反撃同盟」 - Gyakushū! Rō to Kiddo no hangeki dōmei | 2 aprile 2023     |         |
| 1056 | Mentre continuano i combattimenti, Orochi progetta di fuggire prima che lo spirito fiammeggiante raggiunga il deposito degli esplosivi nei sotterranei, mentre Yamato si dirige lì per fermarlo. Intanto Law e Kid, utilizzando i loro poteri risvegliati, mettono in difficoltà Big Mom. L'imperatrice è così costretta ad utilizzare un anno della sua vita per potenziarsi, aumentando le sue dimensioni. |                   |         |
| 1057 | Per Rufy - Il giuramento di Sanji e Zoro 「ルフィの為に サンジとゾロの誓い」 - Rufi no tame ni - Sanji to Zoro no chikai | 9 aprile 2023     |         |
| 1057 | Drake rifiuta la proposta di alleanza di Apoo e lo attacca, ma lo scontro viene interrotto dall'arrivo di Yamato. Entrambi cercano di spiegare che non sono più alleati di Kaido, ma Yamato dice di essere di fretta e prosegue la sua corsa. Fuuga, uno dei Numbers presenti, inizia ad inseguire Yamato, seguito a sua volta da Apoo e gli altri due Numbers. Altrove i visoni tengono impegnati i membri del CP0 mentre Robin e Brook fuggono verso la sala principale. Nel frattempo Sanji, sovrappensiero e tormentato dall'idea di perdere le proprie emozioni si riprende trovandosi davanti una geisha ferita. Quando cerca di soccorrerla, la ragazza fugge impaurita ed egli teme di averla colpita come avrebbero fatto i suoi fratelli. Quando Queen gli si para poco dopo d'innanzi, Sanji decide di distruggere la sua Raid Suit e contatta Zoro, dicendogli che se alla fine dei combattimenti non sarà più in sé, dovrà ucciderlo. Zoro acconsente alla richiesta e Sanji attacca Queen con tutte le sue forze. |                   |         |
| 1058 | Kazenbo imperversa - Le grinfie di Orochi si stringono 「火前坊襲来 迫るオロチの魔の手」 - Kazenbō shūrai - Semaru Orochi no manote | 16 aprile 2023    |         |
| 1058 | Il Kazenbo, lo spirito fiammeggiante evocato da Kanjuro, continua la sua discesa verso i sotterranei del castello allargando l'incendio già in corso. Nel frattempo Zoro si trova in difficoltà non riuscendo a ferire King, chiedendosi a che razza appartenga e del funzionamento dei suoi particolari poteri. Intanto Orochi, nascosto poco distante, sente una musica dalla stanza adiacente e lì trova Hiyori, travestita da Komurasaki. Non potendo credere ai propri occhi si commuove pensando di sognare e la ragazza dice di essere lì per lui. |                   |         |
| 1059 | La grande prova di Zoro - Un mostro! King l'Incendio 「逆境のゾロ 怪物！ 火災のキング」 - Gyakkyō no Zoro - Kaibutsu! Kasai no Kingu | 23 aprile 2023    |         |
| 1059 | Apoo e Drake, all'inseguimento di Yamato, si imbattono nei due agenti del CP0 e vengono attaccati da essi, perciò decidono di unire le forze per affrontarli. Intanto la spada Enma risveglia il suo potere e Zoro, faticando a controllarlo, si trova ancora più in difficoltà contro King. Questi, racconta Queen a Sanji, appartiene ad una razza antica quasi estinta, un tempo considerata al pari degli dèi. Zoro colpisce ancora King con un potente attacco, ma ancora una volta senza ferirlo e, dopo essere stato colpito, rischia di cadere dall'isola per recuperare una delle sue spade. Egli ricorda di come ha ottenuto la Wadō Ichimonji e la Sandai Kitetsu, rendendosi conto che sia strano che le due spade, create nel paese di Wa, fossero nel Mare Orientale. |                   |         |
| 1060 | Il segreto di Enma! La spada maledetta che fu data a Zoro 「閻魔の秘密！ ゾロに託されし妖刀」 - Enma no himitsu! Zoro ni takusareshi yōtō | 30 aprile 2023    |         |
| 1060 | Zoro ricorda di un anziano conosciuto nel suo villaggio natale che disse di avere creato in gioventù una spada a cui diede il nome del re degli inferi, cioè Enma. Quando l'anziano morì scoprì che era il nonno di Kuina, Shimotsuki Kozaburo, creatore anche della Wadō Ichimonji. Zoro ricollega così l'origine dell'uomo al pirata che lasciò il paese di Wa 50 anni prima di cui gli aveva parlato Hitetsu. Ricordando le parole di Kozaburo, Zoro capisce che Enma lo sta mettendo alla prova e riesce a controllarne il potere, utilizzando inconsciamente l'Ambizione del re conquistatore. |                   |         |
| 1061 | Il colpo dell'Ifrit! Sanji vs. Queen 「魔神の一撃！ サンジVSクイーン」 - Majin no ichigeki! Sanji tai Kuīn | 7 maggio 2023     |         |
| 1061 | Queen dimostra di sapere emulare le tecniche dei fratelli di Sanji, ma questi contrattacca distruggendogli un arto bionico. Queen diventa quindi invisibile come per la Raid Suit di Stealth Black, ma viene distratto dall'arrivo della geisha ferita prima, alla ricerca di un topolino suo amico. Sanji capisce che prima è stato Queen, sempre invisibile, a colpire la geisha, quindi scatena la sua furia sull'avversario, sconfiggendolo e scaraventandolo fuori dall'isola. Dopo avere consegnato il topolino alla geisha, cade a terra stremato. |                   |         |
| 1062 | Lo Stile a Tre Spade del Re Conquistatore! Zoro vs. King 「覇王の三刀流！ ゾロVSキング」 - Haō no santōryū! Zoro tai Kingu | 21 maggio 2023    |         |
| 1062 | Zoro intuisce che quando la fiamma sulla schiena di King si spegne diventa più veloce, ma meno resistente, riuscendo così a ferirlo e distruggendo la sua maschera. Alcuni sottoposti riconoscono in King un lunaria e perciò egli li elimina. King ricorda di quando, molti anni prima, Kaido evase da Punk Hazard e lo liberò dagli esperimenti che il governo stava facendo sulla sua resistenza. Allora si chiamava Arbel, ma Kaido lo ribattezzò King, facendone il suo braccio destro con l'intenzione di cambiare il mondo. Al presente, dopo un feroce scambio di colpi, Zoro riesce infine a sconfiggere King, che ripensa ad una conversazione con Kaido in cui gli disse che pensava lui fosse Joy Boy e lo avrebbe reso il Re dei pirati. |                   |         |
| 1063 | Rufy in azione! Il punto di svolta della nuova era! 「ルフィ躍動！ 新時代の分岐点！」 - Rufi yakudō! Shin jidai no bunkiten! | 28 maggio 2023    |         |
| 1063 | Usop e Hamlet raggiungono Kin'emon e Kiku, ma vengono attaccati dagli uomini di Kaido. Di fronte all'indole immolatrice dei due samurai, Usop all'opposto li redarguisce dicendo che è arrivato fin lì aggrappandosi alla vita. In loro aiuto arriva Izo, permettendo di portare in salvo i due samurai. Mentre il duello tra Raizo e Fukurokuju arriva ad uno stallo, i due membri del CP0 sconfiggono Drake, facendo fuggire Apoo. I due agenti vengono contattati dal loro compare che li informa della sconfitta dei Flagelli e dei Sei Compagni Volanti, sostenendo che sia meglio ritirarsi poiché c'è la possibilità che la nuova generazione vinca, scatenando sconvolgimenti epocali. Intanto sul tetto, Rufy e Kaido continuano a combattere, arrivando a divertirsi per la sfida che entrambi stanno affrontando. |                   |         |
| 1064 | Otto Trigrammi del Drago Sbronzo! Il Drago Criminale si scaglia contro Rufy 「酒龍八卦！ ルフィに迫る無法の龍」 - Shuron hakke! Rufi ni semaru muhō no ryū | 4 giugno 2023     |         |
| 1064 | Kaido si ubriaca continuando a cambiare stato d'animo e utilizzando nuove tecniche, ma Rufy riesce a tenergli testa. Intanto una flotta del Governo Mondiale nei pressi di Wa avvista una gigantesca sagoma nella nebbia. Nel frattempo, a Marijoa, i Cinque Astri discutono dell'andamento della battaglia di Onigashima temendo il risveglio di un certo frutto del diavolo dopo secoli, a cui lo stesso Governo Mondiale ha cambiato nome. |                   |         |
| 1065 | L'alleanza in frantumi?! Svegliati, anima della Nuova Generazione! 「同盟壊滅!? 燃えろ新世代の意志！」 - Dōmei kaimetsu!? Moero shinsedai no ishi! | 11 giugno 2023    |         |
| 1065 | Zoro, gravemente ferito, ha una visione della morte mentre Franky è alla sua ricerca. Intanto Izo, anch'egli ferito dagli scontri, si imbatte nel CP0 che però dice di volerlo ignorare perché impegnato con la Ciurma di Cappello di Paglia. Nel frattempo Yamato raggiunge il deposito degli esplosivi e li congela con i suoi poteri, attaccando il Kazenbo quando raggiunge la stanza. Nella sala principale Big Mom mette al tappeto Kid e Law e fa per dirigersi sul tetto, volendo terminare anche lo scontro di Kaido, ma i due pirati si rialzano e la colpiscono con due potenti attacchi. |                   |         |
| 1066 | Lo spettacolo entra nel vivo! Tecniche devastanti, fra onde d'urto e magnetismo 「大トリ来る！ 波動と磁気の大技」 - Ōtori kitaru! Hadō to jiki no ōwaza | 25 giugno 2023    |         |
| 1066 | Mentre continuano gli scontri, Momonosuke riesce finalmente a invertire la rotta di Onigashima con le nuvole create. Big Mom contrattacca l'assalto di Law e Kid e i due pirati, allo stremo delle forze, si lanciano in un ultimo attacco: Law trafigge l'imperatrice, folgorandola e creando una voragine fino alla terraferma, mentre Kid la colpisce con un potente cannone elettromagnetico. |                   |         |
| 1067 | Verso la nuova era! Conclusione! La determinazione dei mocciosi 「新時代へ！ 決着！ ガキ共の覚悟」 - Shin jidai e! Ketchaku! Gaki-domo no kakugo | 2 luglio 2023     |         |
| 1067 | Colpita dal cannone di Kid, Big Mom usa i suoi poteri per assorbire le anime dei presenti, ma Law la zittisce creando una zona senza suono, emulando i poteri di Rosinante. Big Mom viene trascinata ai piani inferiori, facendo esplodere una delle bombe nel deposito degli esplosivi e distruggendo il Kazenbo, precipitando poi dall'isola volante. Maledice Roger per avere dato inizio alla grande era della pirateria con le sue ultime parole, cadendo nella voragine creata da Law nel magma sotterraneo. Nel frattempo Momonosuke percepisce che Zunisha è arrivato al largo di Wa e lo comunica a Yamato, definendolo il compagno di Joy Boy. |                   |         |
| 1068 | Gli echi della principessa della Luna! La fase finale del Paese di Wa! 「月姫が響く！ ワノ国最終局面！」 - Tsukihime ga hibiku! Wano Kuni saishū kyokumen! | 9 luglio 2023     |         |
| 1068 | Momonosuke dice a Yamato che è dubbioso sul desiderio del padre di aprire i confini di Wa, poiché dal diario di Oden manca l'ultima pagina che rivela ciò che trovarono a Raftel e teme per l'incolumita degli abitanti. Nel frattempo Izo attacca i due membri del CP0 non volendo lasciarli proseguire indisturbati: alla fine Izo e uno dei due agenti, Maha, si sconfiggono a vicenda. Guernica, l'agente restante, riceve tramite un altro agente l'ordine dai Cinque Astri di Saggezza di eliminare Rufy. Egli protesta vivacemente, considerando una follia intromettersi nello scontro contro Kaido, mentre Drake si rialza desideroso di vendetta. Intanto Orochi viene schiacciato da un crollo del soffitto e Hiyori ne approfitta per colpirlo con un chiodo di Algamatolite, rivelandogli di essere la figlia di Oden. Nel frattempo sul tetto Kaido è rattristato dalla sconfitta di Big Mom, che conosce da quando era un ragazzo e le fece da mentore. Rufy, contento invece per la vittoria sull'imperatrice, attiva il suo ultimo Gear Fourth per tentare di sconfiggere anche Kaido. |                   |         |
| 1069 | Un solo vincitore - Rufy vs. Kaido 「勝者はひとり ルフィVSカイドウ」 - Shōsha wa hitori - Rufi tai Kaidō | 16 luglio 2023    |         |
| 1069 | Raizo esce vincitore dallo scontro con Fukurokuju e, gravemente ferito, viene soccorso da Jinbe, a cui chiede un favore. Intanto Drake attacca Guernica, ma questi lo mette nuovamente al tappeto. Nel frattempo, sul tetto, Rufy fatica a sconfiggere Kaido. Ormai al limite delle proprie forze, si lancia in un ultimo potente attacco, ma Guernica giunge improvvisamente e blocca il suo braccio con il tekkai, facendogli subire in pieno il contrattacco di Kaido. |                   |         |
| 1070 | Rufy sconfitto?! La determinazione di chi resta 「ルフィ敗北！？ 残された者の覚悟」 - Rufi haiboku!? Nokosareta mono no kakugo | 30 luglio 2023    |         |
| 1070 | Kaido, furibondo per l'intromissione nel combattimento, si scaglia contro Guernica che non tenta nemmeno di difendersi dal colpo. Kaido scende quindi nel salone principale per annunciare che Rufy è morto e chiedendo la resa di Momonosuke, promettendo in ogni caso sofferenza e schiavitù per i rivoltosi, accanendosi su di loro. Alcuni suoi sottoposti attaccano Kid e Law approfittando della loro debolezza, ma essi si difendono grazie all'aiuto dei loro compagni. Nel frattempo Momonosuke intende arrendersi, ma Yamato gli ricorda che devono combattere in nome anche di coloro che si sono sacrificati negli ultimi vent'anni e che è meglio morire combattendo che finire in schiavitù. D'un tratto il corpo di Rufy comincia una misteriosa trasformazione: Zunisha dice a Momonosuke che sente dopo 800 anni i tamburi della liberazione e che Joy Boy è tornato. |                   |         |
| 1071 | Rufy al suo massimo - Ci siamo! "Gear Fifth" 「ルフィの最高地点 到達! "ギア5"」 - Rufi no saikō chiten - Tōtatsu! "Gia Fifusu" | 6 agosto 2023     |         |
| 1071 | I Cinque Astri di Saggezza commentano i recenti eventi, rivelando che l'altro nome del frutto Gom Gom è Zoo Zoo mitologico Homo Homo modello Nika, il cui risveglio amplia ulteriormente l'elasticità della gomma. Intanto un frammento del Kazenbo arriva da Orochi: egli gli dice di attaccare Hiyori, ma questi si avvicina a lui facendogli prendere fuoco. Nel frattempo la trasformazione di Rufy e il risveglio del frutto gli donano la capacità di modificare il corpo al limite del ridicolo e dare elasticità anche a ciò che tocca, in più non riesce a smettere di ridere. Rufy ingrandisce la mano e afferra Kaido, riportandolo sul tetto e malmenandolo. Quando l'imperatore contrattacca con il Boro Breath, Rufy solleva il terreno che fa rimbalzare l'attacco contro lo stesso Kaido. |                   |         |
| 1072 | Un potere assurdo! Il Gear Fifth dà spettacolo 「ふざけた能力! 躍動するギア５」 - Fuzaketa nōryoku! Yakudō suru Gia Fifusu | 13 agosto 2023    |         |
| 1072 | Rufy e Kaido continuano a combattere: sebbene siano ormai entrambi allo stremo delle forze, si scambiano ripetuti colpi senza cedere. Momonosuke e Yamato giungono sul tetto sorpresi come tutti dalla trasformazione di Rufy. Lo stesso Kaido è sbigottito da questo nuovo potere e chiede a Rufy chi sia. Egli ribatte come di consueto, dicendo che lo surclasserà e diventerà il Re dei Pirati. |                   |         |
| 1073 | Senza via di fuga! L'Inferno sull'Isola degli Orchi 「逃げ場なし！ 地獄絵図の鬼ヶ島」 - Nigeba nashi! Jigoku ezu no Onigashima | 20 agosto 2023    |         |
| 1073 | Onigashima è ormai avvolta dall'incendio innescato da Orochi e dal Kazenbo: la ciurma di Cappello di Paglia è separata e insieme ai loro alleati cerca una via di fuga. Al quarto piano del castello, Raizo e Jinbe escogitano un piano per spegnere l'incendio: con i suoi poteri il ninja evoca un'enorme quantità d'acqua che aveva preso durante la sua permanenza a Zo, mentre Jinbe con le sue capacità la indirizza a spegnere l'incendio. Intanto sul tetto, Yamato sprona nuovamente Momonosuke a creare nubi per sorreggere Onigashima, in quanto ritiene che Kaido sia ormai al limite e l'isola precipiterà. |                   |         |
| 1074 | Io mi fido di Momo - La potentissima tecnica definitiva di Rufy! 「モモを信じる ルフィ最後の大技！」 - Momo o shinjiru - Rufi saigo no ōwaza! | 3 settembre 2023  |         |
| 1074 | Momonosuke, ricordando gli ultimi momenti con sua madre, trova nuova determinazione per salvare l'isola dal precipitare. Anche Hyogoro e i samurai sono determinati a sacrificarsi pur di vedere sconfitto Kaido per dare un futuro migliore ai propri cari. Kaido intanto continua, nonostante tutto, a dare filo da torcere a Rufy, ricordando che Roger è arrivato all'apice senza possedere i poteri di un Frutto del Diavolo. Dopo l'ennesimo scambio di colpi, Rufy si prepara a colpire Kaido con un colossale pugno grande quanto Onigashima, chiedendo a Momonosuke di spostare l'isola stessa. |                   |         |
| 1075 | Vent'anni di preghiere! Riprendiamoci il Paese di Wa 「二十年の祈り！ ワノ国を取り戻せ」 - Nijū-nen no inori! Wano kuni o torimodose | 10 settembre 2023 |         |
| 1075 | In un flashback dopo la morte di Oden, i daimyo rifiutarono di sottomettersi a Orochi, ma vennero sconfitti da Kaido. La popolazione fu schiavizzata e il paese trasformato in una fabbrica di armi, con gli uomini ai lavori forzati e le donne costrette a servire come geisha per intrattenere Orochi. Al presente Orochi prende fuoco e il chiodo di agalmatolite si stacca, liberandolo. Si lancia contro Hiyori volendo ucciderla, ma Denjiro interviene e lo decapita. Intanto l'acqua di Zo sta spegnendo le fiamme. Sul tetto Kaido lancia una fiammata che lo rende a sua volta infuocato in risposta al gigantesco pugno di Rufy rivestito dall'Ambizione. Momonosuke, ricordando le parole di sua madre, impegna tutte le sue forze per spostare Onigashima dalla traiettoria di Rufy. |                   |         |
| 1076 | Il mondo che Rufy vuole! 「ルフィの目指す世界！」 - Rufi no mezasu sekai! | 17 settembre 2023 |         |
| 1076 | Mentre l'acqua spegne l'incendio e il membro rimasto della CP0 lascia l'isola, Rufy afferma che vuole un mondo in cui i suoi amici mangeranno a sazietà e sconfigge Kaido con il suo attacco. Quando le nuvole dell'imperatore svaniscono, Momonosuke crea altre nubi e riesce a fare atterrare l'isola. In un flashback, Kaido disse a King in modo premonitore che Joy Boy sarebbe stato colui che l'avrebbe sconfitto. |                   |         |
| 1077 | Cala il sipario! Il trionfo di Rufy Cappello di Paglia! 「幕引き！ 勝者 麦わらのルフィ！」 - Makuhiki! Shōsha - Mugiwara no Rufi! | 24 settembre 2023 |         |
| 1077 | Mentre Kaido precipita sottoterra in uno strato di magma, Gatto-vipera annuncia la sua sconfitta agli alleati e Yamato afferra un esausto Rufy. Alcuni pirati delle Cento Bestie rifiutano di arrendersi, ma Yamato ordina loro di farlo. Momonosuke intanto comunica a Zunisha che al momento non aprirà ancora i confini come voluto da suo padre. Dopo che l'eruzione di un vulcano sottomarino scuote l'isola, alla capitale Momonosuke si presenta in forma di drago annunciando la sconfitta di Kaido, quindi riprende forma umana. Dalla polvere sollevata emergono nello stupore generale Hiyori e Denjiro che spiega di stare accompagnando il nuovo shogun. |                   |         |
| 1078 | È tornato! Kozuki Momonosuke, Shogun del Paese di Wa 「帰還！ ワノ国将軍 光月モモの助」 - Kikan! Wano kuni shōgun - Kōzuki Momonosuke | 1º ottobre 2023   |         |
| 1078 | I Foderi Rossi sopravvissuti si presentano alla popolazione insieme a Momonosuke che proclama la fine della sofferenza causata da Orochi e Kaido, ringraziando per il sacrificio di chi li aiutati durante la battaglia, tra cui Izo e Ashura Doji. Egli li guiderà come shogun e chiede il loro aiuto per rendere il paese un paradiso terrestre. Mentre la popolazione esulta, a Onigashima O-Tama spiega che i suoi poteri durano un mese, ma molti soggetti rimangono ugualmente suoi amici, poi si abbandona in un pianto liberatorio. Yamato si presenta al resto della ciurma di Cappello di Paglia come loro nuova compagna, mentre Chopper si prende cura di Rufy e Zoro ancora privi di sensi. |                   |         |
| 1079 | Finalmente l'alba! Il riposo di Rufy e compagni! 「朝が来た! ルフィ達の休息!」 - Asa ga kita! Rufi-tachi no kyūsoku! | 15 ottobre 2023   |         |
| 1079 | I Cinque Astri di Saggezza commentano gli avvenimenti ordinando alla CP0 di catturare Nico Robin, quando qualcuno si intromette nella comunicazione dicendo che ci penserà lui. Nel frattempo Hawkins e Drake hanno un ultimo scambio di battute, dove quest'ultimo commenta che in realtà, quando Hawkins aveva predetto la probabile morte di qualcuno, parlava di sé stesso. Hawkins si rammarica di come siano andate le cose e cade esanime a terra. Una settimana dopo la battaglia, la vita è ormai ripresa nel paese di Wa: nelle scuole viene insegnata la vera storia di Oden, i villaggi hanno acqua e cibo, mentre a Ringo Kawamatsu si ricongiunge a Onimaru e con Kin'emon progetta di costruire un santuario per i caduti, a partire da Izo e Ashura Doji. Intanto alla capitale Rufy e Zoro si svegliano e viene organizzato un banchetto per festeggiare. Nel frattempo sulla costa Franky e Usop si sono occupati della riparazione delle navi, comprese quelle di Law e Kid: sul posto si presenta Apoo portando le nuove taglie e i nomi dei nuovi Imperatori. Nel frattempo l'ammiraglio Ryokugyu arriva volando in vista del paese di Wa mentre è in contatto con il Grand'ammiraglio Sakazuki. |                   |         |
| 1080 | Il banchetto del festival! I nuovi Imperatori del Mare! 「祝祭の宴！ 新しき海の皇帝達！」 - Shukusai no utage! Atarashiki umi no kōtei-tachi! | 22 ottobre 2023   |         |
| 1080 | I Cinque Astri sono furibondi per la foto di Nika apparsa sul manifesto di taglia di Rufy e cercano di bloccarne la diffusione, senza successo. Kid, Law e Rufy hanno ottenuto una taglia da 3 miliardi di berry e Cappello di Paglia è diventato un Imperatore insieme a Bagy. Kid si dirige da Rufy per ucciderlo, ma dopo avergli dato la notizia viene coinvolto nei festeggiamenti. Nel frattempo Robin decifra un Poignee Griffe presente sotto il castello e viene raggiunta da Hitetsu che rivela di essere Kozuki Sukiyaki, il padre di Oden. Robin gli domanda quindi se è vero che Pluton si trova sotto il castello come aveva letto sul Poignee Griffe di Alabasta, lasciandolo interdetto. Intanto Ryokugyu raggiunge la prigione di Udon sconfiggendo tutti i presenti, compresi King e Queen ancora debilitati, quindi si dirige verso la capitale. |                   |         |
| 1081 | Tutto il mondo brucerà! L'assalto dell'Ammiraglio! 「世界が燃える！ 海軍大将襲来！」 - Sekai ga moeru! Kaigun taishō shūrai! | 29 ottobre 2023   |         |
| 1081 | I Foderi Rossi si accorgono della presenza di Ryokugyu e lo intercettano prima che arrivi alla capitale; a loro si uniscono poi anche Momonosuke e Yamato. Nel frattempo al quartier generale della Marina il grand'Ammiraglio Sakazuki discute con Kizaru e il direttore investigativo dei recenti allarmanti eventi: l'assassinio di re Cobra da parte di Sabo, la scomparsa di Bibi e lo scoppio di rivoluzioni in diverse nazioni. Intanto, al largo della costa di Wa, si trova Shanks con la sua ciurma. Il pirata ripensa a quando s'impadronì del frutto Gom Gom e dei successivi eventi con Rufy, ma decide di non incontrarlo e dice a Benn Beckman che vuole andare a prendersi lo One Piece. |                   |         |
| 1082 | Giunge una nuova era! La furia dell'Imperatore Rosso 「新時代到来！ 赤髪の皇帝の怒り」 - Shin jidai tōrai! Akagami no kōtei no ikari | 5 novembre 2023   |         |
| 1082 | Robin e Sukiyaki, raggiunti da Law, scendono per un passaggio sotterraneo che porta all'antico paese di Wa di 800 anni prima, sommerso da acque piovane dopo la costruzione di altissimi muri intorno all'isola e la rifondazione della città sul fianco dell'enorme montagna dell'isola. Lì trovano un Road Poignee Griffe e Sukiyaki spiega che Pluton si trova sotto di loro, anche se non l'ha mai vista. Il sogno di Oden di "aprire il paese", significa in realtà liberare Pluton, ma ignora cosa abbia scoperto nel suo viaggio per spingerlo a ciò. Nel frattempo i Foderi Rossi lottano strenuamente contro Ryokugyu e Momonosuke riesce ad atterrarlo replicando il Boro Breath di Kaido. Quando l'ammiraglio si rialza, Shanks dalla costa lo colpisce con l'Ambizione del Re, costringendolo a ritirarsi. Poco distante Rufy, Zoro, Sanji e Jinbe, che hanno assistito agli eventi, commentano quanto accaduto. |                   |         |
| 1083 | Il mondo va avanti! Una nuova organizzazione, la Cross Guild 「動く世界！ 新組織クロスギルド」 - Ugoku sekai! Shin soshiki Kurosu Girudo | 12 novembre 2023  |         |
| 1083 | Carrot viene convocata da Cane-tempesta e Gatto-vipera per essere nominata nuova sovrana di Zo, poiché ha dimostrato talento viaggiando con la ciurma di Cappello di Paglia. Momonosuke e Hiyori riabbracciano loro nonno Sukiyaki, mentre Robin discute con i compagni della presenza di Pluton nel paese. Rufy ribatte che non gli interessa averla, ma Caribou origlia la conversazione pensando di doverlo riferire ad una certa persona. Tempo dopo, Rufy, Law e Kid si ritrovano a ripartire lo stesso giorno e decidono di prendere rotte diverse, in quanto l'alleanza è terminata e ora si considerano nemici. Kid spiega che Bagy è stato nominato imperatore e ha fondato una società con Crocodile e Mihawk chiamata Cross Guild che emana taglie sui Marine. Prima di partire Law consegna anche a lui una copia del Road Poignee Griffe di Wa e Kid discute con Killer se un altro si trova in possesso di un "uomo con la cicatrice da ustione". Nel frattempo Momonosuke e Kin'emon si accorgono che Rufy e gli altri se ne sono andati senza salutarli. |                   |         |
| 1084 | È ora di ripartire - Il Paese di Wa e la ciurma di Cappello di Paglia 「旅立ちの時 ワノ国と麦わらの一味」 - Tabidachi no toki - Wano Kuni to Mugiwara no ichimi | 19 novembre 2023  |         |
| 1084 | Nei giorni prima della partenza, Rufy e i suoi compagni hanno salutato tutte le persone incontrate nelle loro recenti avventure legate al paese di Wa, scambiandosi promesse di reincontrarsi in futuro. Al presente, Rufy e la sua ciurma sono in procinto di partire, rammaricandosi di non avere salutato Momonosuke e Kin'emon con cui hanno condiviso più avventure di tutti. |                   |         |
| 1085 | Cala il sipario! Il giuramento di Rufy e Momonosuke 「終幕！ ルフィとモモの助の誓い」 - Shūmaku! Rufi to Momonosuke no chikai | 26 novembre 2023  |         |
| 1085 | Momonosuke e Kin'emon raggiungono la costa trovando Rufy e gli altri ad aspettarli. Momonosuke li accusa arrabbiato di non averli salutati, ma poi scoppia a piangere non volendo che partano. Rufy lo rassicura lasciandogli la sua bandiera che farà da deterrente per chi vorrà fare loro del male, promettendogli che tornerà a prenderli se vorranno diventare pirati. Rufy e la sua ciurma riprendono quindi il viaggio e, sfidati da Kid, lui e Law decidono di lasciare l'isola gettandosi dalla cascata invece che passare dal porto. |                   |         |
| 1086 | Un nuovo Imperatore! Bagy il Clown Superstar! 「新皇帝！ 千両道化のバギー！」 - Shin kōtei! Senryō dōke no Bagī! | 3 dicembre 2023   |         |
| 1086 | La ciurma di Cappello di Paglia viene a conoscenza delle loro nuove taglie mentre sono in viaggio, suscitando reazioni diverse. Nel frattempo, sull'isola Fanfaron, Crocodile e Mihawk hanno salvato Bagy dalla Marina dal quale si erano in realtà recati per riscuotere il debito del clown pirata. Quest'ultimo, senza un soldo, aveva quindi offerto i suoi sottoposti per fondare la Cross Guild. Al presente, Crocodile è furibondo con Bagy per i manifesti che dipingono il clown pirata come capo, ma Mihawk fa notare che in questo modo sarà lui il bersaglio della Marina. Quest'ultima infatti considera Bagy un pericolosissimo pirata al pari di Shanks, affidando a lui, Mihawk e Crocodile taglie stratosferiche. |                   |         |
| 1087 | Guerra sull'Isola delle Donne! Il caso di Kobi l'Eroe 「女ヶ島の乱！ 英雄コビーの一件」 - Nyōgashima no ran! Eiyū Kobī no ikken | 10 dicembre 2023  |         |
| 1087 | Marco ringrazia Shanks e la sua ciurma a cui ha chiesto un passaggio per tornare a casa, rifiutando di unirsi a loro. Ancora al paese di Wa, prima di salutare Rufy e la sua ciurma, aveva sentito Yamato decidere di volere rimanere per difendere il paese da avversari potenti in seguito all'attacco di Ryokugyu. Nel frattempo, alcune settimane prima del presente, in seguito all'abolizione della Flotta dei Sette la Marina attaccò Amazon Lily per catturare Boa Hancock, sfoderando una nuova arma: i Pacifista Serafini. Questi hanno le caratteristiche fisiche tipiche dei lunaria, aspetto e poteri simili a quelli degli ex membri della Flotta dei Sette da bambini. Sull'isola sopraggiunse anche Barbanera con alcuni membri della sua ciurma: lo scontro aperto su tre fronti arrivò ad uno stallo con tutti gli aggressori pietrificati tranne Kobi e Barbanera. Quest'ultimo riuscì a bloccare Hancock con i poteri del frutto Dark Dark, ma l'imperatrice lo avvisò che se l'avesse uccisa nessuno avrebbe potuto liberare tutti coloro che erano stati pietrificati. |                   |         |
| 1088 | Il sogno di Rufy 「〝ルフィの夢〟」 - "Rufi no yume" | 17 dicembre 2023  |         |
| 1088 | Lo stallo su Amazon Lily fu risolto dall'arrivo di Silvers Rayleigh che si propose come garante: Hancock avrebbe liberato tutti dalla pietrificazione e in cambio se ne sarebbero andati pacificamente. Così fu, ma Kobi fu rapito dai pirati di Barbanera. Al presente, Sabo contatta l'Armata Rivoluzionaria, ma la chiamata viene intercettata dalla Marina che cerca di rintracciare dove egli si trovi. Intanto sulla Sunny, Rufy e i suoi compagni sono sconvolti dalle notizie riguardanti Sabo, Cobra e Bibi: Rufy vorrebbe andare a cercare quest'ultima, ma Zoro lo fa desistere. Poco dopo Rufy, raccontando dei suoi fratelli adottivi, rivela alla ciurma il suo "sogno finale": tutti ne sono increduli, alcuni ridono e altri ritengono che sia impossibile, ma Rufy confida che potrà realizzarlo se diventerà il Re dei Pirati. |                   |         |

### Episodi speciali
| Nº    | Titolo italiano Giapponese 「Kanji」 - Rōmaji | In onda          | In onda |
| Nº    | Titolo italiano Giapponese 「Kanji」 - Rōmaji | Giapponese       |         |
| SP-1  | Il piano per incoraggiare il grande Rufy! La stanza segreta di Barto! 「ルフィ先輩応援企画！ バルトの秘密の部屋！」 - Rufi senpai ōen kikaku! Baruto no himitsu no heya!                                          | 26 dicembre 2021 |         |
| SP-1  | Bartolomeo e o-Tama ricapitolano gli eventi della saga di Wa fino al raduno dei Pirati di Cappello di Paglia nella sala principale.                                                                               |                  |         |
| SP-2  | Il piano per gustarci le gesta dei grandi Zoro e Sanji! La stanza segreta di Barto n°2! 「ゾロ・サンジ先輩堪能企画！ バルトの秘密の部屋2！」 - Zoro Sanji senpai tannō kikaku! Baruto no himitsu no heya sekando! | 1º maggio 2022   |         |
| SP-2  | Bartolomeo e Law ricapitolano gli eventi della saga di Wa dal punto di vista di Zoro e Sanji fino al momento in cui Rufy, Zoro, Law, Kid e Killer affrontano Kaido e Big Mom.                                     |                  |         |
| SP-3  | La minuziosa analisi! La leggenda di Kozuki Oden! 「大徹底解剖！ 光月おでん伝説！」 - Dai tettei kaibō! Kōzuki Oden densetsu!                                                                                     | 26 giugno 2022   |         |
| SP-3  | Yamato riassume gli eventi della storia di Oden. |                  |         |
| SP-4  | Il log appartenuto a una leggenda! Shanks il Rosso! 「伝説の記録！ 赤髪のシャンクス！」 - Densetsu no rogu! Akagami no Shankusu!                                                                                  | 28 agosto 2022   |         |
| SP-4  | Vari personaggi ripensano ai loro incontri con Shanks, inclusi Kobi e Makino. |                  |         |
| SP-5  | Una dissezione dettagliata! Scontro feroce! I cinque della nuova generazione 「大徹底解剖！ 激闘！５人の新世代」 - Dai tettei kaibō! Gekitō! Gonin no shin sedai                                                  | 9 ottobre 2022   |         |
| SP-5  | Viene riassunto il combattimento sul tetto di Onigashima tra i cinque membri della "Generazione Peggiore" e i due Imperatori Kaido e Big Mom.                                                                     |                  |         |
| SP-6  | Ripercorriamo gli scontri più feroci! La ciurma contro i Sei Compagni Volanti 「大激戦特集！ 麦わらの一味VS飛び六胞」 - Dai gekisen tokushū! Mugiwara no ichimi buiesu Tobi Roppō                                 | 25 dicembre 2022 |         |
| SP-6  | Vengono riassunti i combattimenti tra i membri della ciurma di Cappello di Paglia e i Sei Compagni Volanti. |                  |         |
| SP-7  | Ripercorriamo gli scontri più feroci! Zoro contro gli Attori principali! 「大激戦特集！ゾロVS大看板！」 - Dai gekisen tokushū! Zoro tai Ōkanban!                                                                  | 14 maggio 2023   |         |
| SP-7  | Sanji e Chopper raccontano l'andamento della battaglia di Zoro contro King fino ad ora. |                  |         |
| SP-8  | Ripercorriamo gli scontri più feroci! L'alleanza controffensiva vs. Big Mom 「大激戦特集！ 反撃同盟VSビッグ・マム」 - Dai gekisen tokushū! Hangeki dōmei tai Biggu Mamu                                           | 18 giugno 2023   |         |
| SP-8  | Nami e Nico Robin raccontano l'andamento della battaglia di Law e Kid contro Big Mom fino ad ora. |                  |         |
| SP-9  | Il piano per incoraggiare il grande Rufy! La stanza segreta di Barto nº 3! 「ルフィ先輩応援企画！ バルトの秘密の部屋3！」 - Rufi senpai ōen kikaku! Baruto no himitsu no heya sādo!                               | 27 agosto 2023   |         |
| SP-9  | Bartolomeo e o-Tama riassumono gli eventi della saga del Paese di Wa dalla seconda sconfitta di Rufy contro Kaido alla sua nuova trasformazione avvenuta tramite il risveglio del suo frutto: il Gear Fifth.      |                  |         |
| SP-10 | Il piano per incoraggiare il grande Rufy! La stanza segreta di Barto nº 4! 「ルフィ先輩応援企画！ バルトの秘密の部屋4！」 - Rufi senpai ōen kikaku! Baruto no himitsu no heya fōsu!                               | 8 ottobre 2023   |         |
| SP-10 | Bartolomeo e o-Tama riassumono gli eventi della saga del Paese di Wa da Rufy che torna ad affrontare Kaido dopo essersi trasformato con il Gear Fifth fino alla definitiva sconfitta di quest'ultimo.             |                  |         |
| SP-11 | Una puntata super-speciale! Come Momonosuke diventerà un grande shogun 「大特集！ モモの助の名将軍への道」 - Dai tokushū! Momonosuke no mei Shōgun e no michi                                                     | 24 dicembre 2023 |         |
| SP-11 | Yamato, Momonosuke e Kin'emon raccontano l'esordio dello stesso Momonosuke come shogun del Paese di Wa. |                  |         |

## Pubblicazione

### Giappone
Gli episodi della ventesima stagione di One Piece sono stati pubblicati per il mercato home video nipponico in edizione DVD e Blu-ray, quattro per disco, dall'8 gennaio 2020 e tre per disco, dal 2 novembre 2022 all'8 maggio 2024.
| Volume | Episodi      | Data di pubblicazione |
| ------ | ------------ | --------------------- |
| 1      | 892-894, 897 | 8 gennaio 2020        |
| 2      | 898-901      | 5 febbraio 2020       |
| 3      | 902-905      | 4 marzo 2020          |
| 4      | 906, 908-910 | 1º aprile 2020        |
| 5      | 911-914      | 8 maggio 2020         |
| 6      | 915-918      | 3 giugno 2020         |
| 7      | 919-922      | 1º luglio 2020        |
| 8      | 923-926      | 5 agosto 2020         |
| 9      | 927-930      | 2 settembre 2020      |
| 10     | 931-934      | 7 ottobre 2020        |
| 11     | 935-938      | 4 novembre 2020       |
| 12     | 939-942      | 2 dicembre 2020       |
| 13     | 943-946      | 6 gennaio 2021        |
| 14     | 947-950      | 3 febbraio 2021       |
| 15     | 951-954      | 3 marzo 2021          |
| 16     | 955-958      | 7 aprile 2021         |
| 17     | 959-962      | 7 maggio 2021         |
| 18     | 963-966      | 2 giugno 2021         |
| 19     | 967-970      | 7 luglio 2021         |
| 20     | 971-974      | 4 agosto 2021         |
| 21     | 975-978      | 1º settembre 2021     |
| 22     | 979-982      | 6 ottobre 2021        |
| 23     | 983-986      | 3 novembre 2021       |
| 24     | 987-990      | 1º dicembre 2021      |
| 25     | 991-994      | 5 gennaio 2022        |
| 26     | 995-998      | 2 febbraio 2022       |
| 27     | 999-1002     | 2 marzo 2022          |
| 28     | 1003-1006    | 6 aprile 2022         |
| 29     | 1007-1010    | 4 maggio 2022         |
| 30     | 1011-1014    | 8 giugno 2022         |
| 31     | 1015-1018    | 6 luglio 2022         |
| 32     | 1019-1022    | 3 agosto 2022         |
| 33     | 1023-1026    | 7 settembre 2022      |
| 34     | 1027-1030    | 5 ottobre 2022        |
| 35     | 1031-1033    | 2 novembre 2022       |
| 36     | 1034-1036    | 7 dicembre 2022       |
| 37     | 1037-1039    | 11 gennaio 2023       |
| 38     | 1040-1042    | 1º febbraio 2023      |
| 39     | 1043-1045    | 1º marzo 2023         |
| 40     | 1046-1048    | 5 aprile 2023         |
| 41     | 1049-1051    | 10 maggio 2023        |
| 42     | 1052-1054    | 7 giugno 2023         |
| 43     | 1055-1057    | 5 luglio 2023         |
| 44     | 1058-1060    | 2 agosto 2023         |
| 45     | 1061-1063    | 6 settembre 2023      |
| 46     | 1064-1066    | 4 ottobre 2023        |
| 47     | 1067-1069    | 1º novembre 2023      |
| 48     | 1070-1072    | 6 dicembre 2023       |
| 49     | 1073-1075    | 10 gennaio 2024       |
| 50     | 1076-1078    | 7 febbraio 2024       |
| 51     | 1079-1081    | 6 marzo 2024          |
| 52     | 1082-1085    | 3 aprile 2024         |
| 53     | 1086-1088    | 8 maggio 2024         |